# ولادیمیر لنین
ولادیمیر ایلیچ اولیانوف (۲۲ آوریل [سبک قدیمی: ۱۰ آوریل] ۱۸۷۰ – ۲۱ ژانویه ۱۹۲۴) مشهور به ولادیمیر لنین، انقلابی، سیاستمدار و نظریه‌پرداز سیاسی اهل روسیه بود که به‌عنوان نخستین رهبر جمهوری فدراتیو سوسیالیستی روسیه شوروی از ۱۹۱۷ تا هنگام مرگش در ۱۹۲۴ و نخستین رهبر دفاکتوی اتحاد جماهیر شوروی سوسیالیستی از ۱۹۲۲ تا ۱۹۲۴ خدمت کرد. او رهبر بلشویک‌ها بود که در انقلاب اکتبر شرکت داشتند و نخستین دولت سوسیالیستی در جهان را پایه‌گذاری کردند. طی جنگ داخلی روسیه، دولت لنین قدرت را در یک نظام تک‌حزبی متمرکز کرد که در رأس آن، حزب کمونیست قرار داشت و آن را اداره می‌کرد. با اینکه او از نظر ایدئولوژی مارکسیست بود، تحولاتش در این ایدئولوژی، لنینیسم نامیده می‌شود.
لنین در خانواده‌ای از طبقه متوسط روبه‌بالا به دنیا آمد و به دنبال اعدام برادرش، الکساندر اولیانوف در ۱۸۸۷، تحت تأثیر سوسیالیسم انقلابی قرار گرفت. او بابت شرکت در تظاهرات علیه دولت تزاری از دانشگاه سلطنتی کازان، اخراج شد و سال‌های بعد را به تحصیل در رشتهٔ حقوق، اختصاص داد. او در ۱۸۹۳، به سن پترزبورگ، رفت و به عنوان کنشگر مطرح مارکسیست مورد توجه قرار گرفت. لنین در ۱۸۹۷ به دلیل فتنه‌انگیزی دستگیر و به مدت سه سال به سیبری تبعید شد. او پس از آزادی به اروپای غربی رفت و در آن‌جا یکی از چهره‌های برجسته در حزب سوسیال دموکرات کارگری روسیه شد. در سال ۱۹۰۳، او نقشی کلیدی در انشعاب ایدئولوژیکی این حزب ایفا نمود و جناح بلشویک را علیه منشویک‌ها، رهبری کرد. او در جریان انقلاب شکست‌خوردهٔ ۱۹۰۵ مدت کوتاهی به روسیه بازگشت و طی جنگ جهانی نخست برای تبدیل جنگ به انقلاب پرولتری در سراسر اروپا، و سرنگونی سرمایه‌داری و جایگزینی آن با سوسیالیسم به فعالیت‌های تبلیغاتی پرداخت. پس از اینکه انقلاب فوریه ۱۹۱۷ تزار را برکنار و دولت موقت را تشکیل داد، لنین به روسیه بازگشت، «تزهای آوریل» را منتشر و انقلاب اکتبر را رهبری کرد که در آن بلشویک‌ها رژیم وقت را سرنگون کردند.
هستهٔ مرکزی حکومتی که لنین به وجود آورد، به اتحاد جماهیر شوروی سوسیالیستی تبدیل شد که به رغم همه مشکلات و موانع دوام آورد. لنین و سردمداران کمونیست کشور، روسیه را از جنگ جهانی اول بیرون کشیدند و در جنگ داخلی روسیه پیروز شدند.
لنین یکی از برجسته‌ترین و تاثیرگذارترین چهره‌های سدهٔ بیستم دانسته می‌شود. او از زمان مرگش تا فروپاشی اتحاد جماهیر شوروی در ۱۹۹۱، سوژهٔ کیش شخصیتی فراگیری در این کشور بود. تحت رهبری استالین، او به یکی از رهبران نمادین ایدئولوژی دولتی مارکسیسم–لنینیسم تبدیل شد، که تأثیر عمده‌ای بر جنبش بین‌المللی کمونیستی داشت. لنین که شخصیتی بحث‌برانگیز با میراثی بسیار تفرقه‌انگیز است، از سوی حامیانش به‌خاطر برقراری دموکراسی شوروی و دیکتاتوری پرولتاریا که گام‌هایی به سوی سوسیالیسم برداشته، مورد ستایش، قرار می‌گیرد. منتقدان او را به نظارت بر کشتار جمعی و سرکوب سیاسی مخالفان و رهبری یا تدارک راهی برای یک دیکتاتوری توتالیتر متّهم می‌کنند.

## آغاز زندگی

### کودکی (۱۸۷۰–۱۸۸۷)
پدر لنین، ایلیا نیکولایویچ اولیانوف، از یک خانواده سرف (رعیت) بود. خاستگاه قومی وی نامشخص است و گمان‌هایی مبنی بر روس، چواش، موردوین یا قالمیق بودن او وجود دارد. علی‌رغم تعلق به طبقه پایین جامعه، ایلیا به طبقه متوسط ترقی کرد و در دانشگاه سلطنتی قازان فیزیک و ریاضی خواند و بعدها در مؤسسه اشرافی پنزا تدریس کرد. ایلیا اواسط سال ۱۸۶۳ با ماریا الکساندروونا بلانک ازدواج کرد. ماریا دختری تحصیل‌کرده از خانواده‌ای متشکل از یک مادر متمول آلمانی–سوئدی لوتری و پدری پزشک و – بنا به برخی منابع – یهودیِ گرویده به مسیحیت، بود. طبق گفته پتروفسکی-اشترن، مورخ، احتمالاً لنین از اصل و نسب نیمه‌یهودی مادر خود بی‌اطلاع بوده‌است و خواهرش آنا بعد از مرگ او، بدین موضوع پی برده‌است. نیز طبق گفته ماریتا شاگینیان، مورخ اهل شوروی، پدربزرگ مادری لنین الکساندر بلانک اوکراینی‌تبار بوده‌است. برخی دیگر از مورخان شوروی همچنین مدعی بودند بلانک فرزند یک خانواده ثروتمند آلمانی بوده‌است. مدت کوتاهی بعد از عروسی، ایلیا در نیژنی نووگورود شغلی پیدا کرد و پس از شش سال به مدیریت مدارس ابتدایی در منطقه سیمبیرسک منصوب شد. پنج سال بعد از آن، به مدیریت مدارس دولتی استان ترفیع پیدا کرد و به عنوان بخشی از برنامه‌های دولت برای نوسازی، بر تأسیس بیش از ۴۵۰ مدرسه نظارت داشت. تعهد وی به امر آموزش موجب شد نشان سن ولادیمیر به او اعطا شود که از مزایای آن جایگاه نجیب‌زادگی ارثی بود.

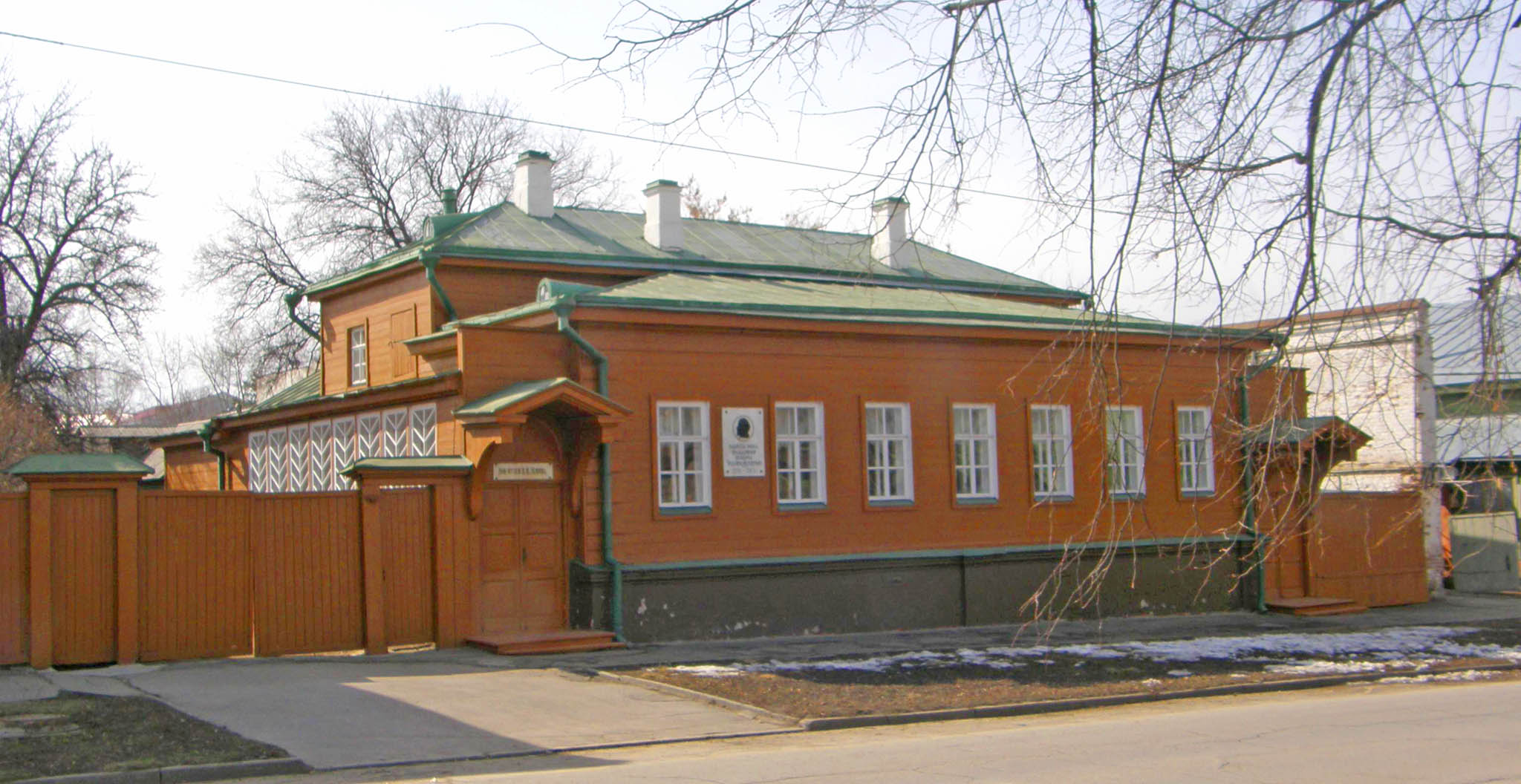
خانه کودکی لنین در سیمبیرسک (۲۰۰۹)

ولادیمیر ایلیچ اولیانوف در ۲۲ آوریل ۱۸۷۰ در شهر کوچک سیمبرسک (اولیانوفسک امروزی) متولد و شش روز بعد تعمید داده شد؛ او را در کودکی وولودیا (مخفف ولادیمیر) صدا می‌کردند. ولادیمیر سومین فرزند از هشت فرزند خانواده اولیانوف بود و یک خواهر و یک برادر بزرگ‌تر از خود داشت؛ آنا (متولد ۱۸۷۱) و الکساندر (متولد ۱۸۶۶). پس از آن‌ها سه فرزند دیگر به نام‌های اولگا (متولد ۱۸۷۱)، دیمیتری (متولد ۱۸۷۴) و ماریا (متولد ۱۸۷۸) زاده شدند. دو فرزند بعدی خانواده در نوزادی درگذشتند. ایلیا یکی از اعضای با ایمان کلیسای ارتدکس روسی بود و فرزندان خود را در همان کلیسا تعمید داد. ماریا — که عنوان یک مسیحی لوتری تربیت شده بود — به دین خود اهمیت زیادی نمی‌داد و این دیدگاه بر فرزندانش تأثیرگذار بود.
پدر و مادر هر دو سلطنت‌طلب و محافظه‌کارانی لیبرال و نیز متعهد به فرمان آزادسازی سرف‌ها که در سال ۱۸۶۱ توسط تزار الکساندر دوم صادر شد، بودند؛ آن‌ها از کسانی که دیدگاه‌های رادیکال سیاسی داشتند اجتناب کردند و شواهدی وجود ندارد که نشان دهد به دلیل تفکرات براندازانه پلیس آن‌ها را تحت نظر گرفته‌است. خانواده اولیانوف تابستان‌ها را در ملک روستایی خود در کوکوشکینو سپری می‌کرد. در میان خواهران و برادرانش، لنین بیش از همه با خواهرش اولگا صمیمی بود. ولادیمیر ذاتی رقابت‌طلب داشت و می‌توانست دردسر ایجاد کند اما معمولاً رفتار نادرست خود را می‌پذیرفت. او یک ورزشکار سخت‌کوش بود و بیشتر اوقات فراغت خود را در خارج از خانه یا به شطرنج بازی‌کردن سپری می‌کرد. ولادیمیر یکی از شاگردان ممتاز مدرسه خود — مدرسه منظم و محافظه‌کار گیمنیزیای کلاسیک سیمبرسک — بود.
در ژانویه ۱۸۸۶ که لنین ۱۵ ساله بود، پدرش در اثر خونریزی مغزی درگذشت. این بر رفتارش اثرگذار بود و باعث شد دمدمی‌مزاج و ستیزه‌جو شود. نیز باور خود به وجود خدا را از دست داد. در این زمان برادر بزرگ لنین الکساندر — که ولادیمیر «ساشا» خطابش می‌کرد — مشغول تحصیل در دانشگاه سن پترزبورگ بود. او که وارد محافل سیاسی مخالف حکومت مطلقه تزار الکساندر سوم شده بود، آثار ممنوعه نویسندگان چپ‌گرا را مطالعه و اعتراضات علیه سلطنت را سازمان‌دهی می‌کرد. الکساندر اولیانوف به گروهی انقلابی که قصد ترور تزار را داشت ملحق و وظیفه ساخت بمب به او محول شد. اما قبل از وقوع حمله توطئه‌گران دستگیر و محاکمه شدند و در ماه مه، الکساندر اولیانوف با طناب دار اعدام شد. با وجود آسیب روحی ناشی از مرگ پدر و برادرش، لنین با جدیت به تحصیل ادامه داد. او بالاترین نمره کلاس خود را دریافت کرد و با مدال طلا از مدرسه فارغ‌التحصیل شد. ولادیمیر تصمیم داشت در دانشگاه قازان حقوق بخواند.

### مبارزات دانشجویی و سیاسی (۱۸۸۷–۱۸۹۳)

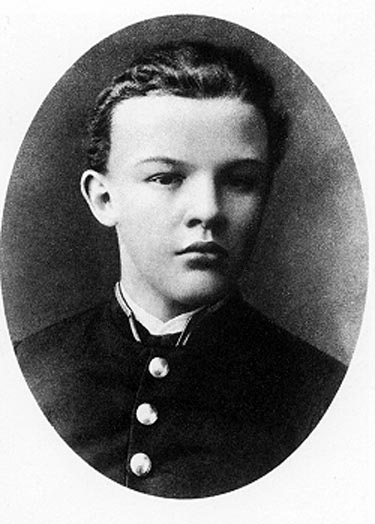
ولادمیر اولیانوف حدودا در سال ۱۸۸۷

با ورود به دانشگاه قازان در اوت ۱۸۸۷، لنین در آپارتمانی در نزدیکی دانشگاه ساکن شد. آنجا او به یک زملیاچستوا، نوعی اجتماع دانشجویی متشکل از افراد یک منطقه، پیوست. این گروه لنین را به عنوان نماینده خود در شورای زملیاچستواهای دانشگاه انتخاب کرد و در ماه دسامبر، او در تظاهراتی علیه محدودیت‌هایی که دولت بر جوامع دانشجویی وضع کرده بود، شرکت داشت. پلیس لنین را دستگیر و او را متهم کرد که از رهبران تظاهرات بوده‌است؛ در نتیجه از دانشگاه اخراج شد و وزارت امور داخله او را به املاک خانواده‌اش در کوکوشکینو تبعید کرد. در آنجا، لنین بیشتر وقت خود را به مطالعه اختصاص می‌داد و شیفته رمان چه باید کرد (۱۸۶۳) از نیکلای چرنیشفسکی که مضمونی انقلابی داشت، شد.
مادر لنین نگران رادیکالیزاسیون پسرش بود و در متقاعد کردن وزارت داخله برای صدور مجوز بازگشت او به شهر قازان، هر چند نه به دانشگاه، نقش اساسی داشت. در بازگشت به قازان، لنین به گروه انقلابی نیکلای فدوسیف پیوست و از همین طریق با کتاب سرمایه (۱۸۶۷) اثر کارل مارکس آشنا شد. این سبب علاقه او را به مارکسیسم، نظریه‌ای سیاسی-اجتماعی مبتنی توسعه مرحله‌ای جوامع در اثر مبارزه طبقاتی و جایگزینی نهایی جامعه کاپیتالیستی با یک جامعه سوسیالیستی و سپس کمونیستی، شد. مادر لنین که از دیدگاه‌های سیاسی پسر خود بیمناک شده بود، ملکی در روستای آلاکائوکا در استان سامارا خریداری کرد و امیدوار بود بدین طریق توجه لنین به کشاورزی معطوف شود. اما لنین علاقه چندانی به مزرعه‌داری نداشت و مادرش مدت کوتاهی بعد زمین را فروخت و تنها خانه را به عنوان اقامتگاه تابستانی نگه داشت.
در سپتامبر ۱۸۸۹، خانواده اولیانوف به شهر سامارا نقل مکان کرد و لنین آنجا به حلقه اطرافیان الکسی اسکلیارنکو که برای مباحث سوسیالیستی گرد می‌آمدند، پیوست. در آن جلسات، لنین به‌طور کامل جذب مارکسیسم شد و مانیفست حزب کمونیست (۱۸۴۸) از مارکس و فریدریش انگلس را به روسی ترجمه کرد. او آثار گئورگی پلخانوف، مارکسیست روس، را مطالعه می‌کرد و با او دربارهٔ گذار روسیه از فئودالیسم به سرمایه‌داری و نیز برپایی سوسیالیسم توسط پرولتاریا (کارگران شهرنشین)، و نه دهقانان، موافق بود. این دیدگاه مارکسیستی با نظر جنبش دهقانی‌سوسیالیستی نارودنیک که از برپایی سوسیالیسم توسط دهقانان (و بدین طریق اجتناب از ورود کاپیتالیسم به روسیه) طرفداری می‌کرد، در تضاد بود. دیدگاه نارودنیکی در دهه ۱۸۶۰ توسط حزب نارودنایا ولیا پشتیبانی می‌شد و نظریه غالب میان انقلابیون روس بود. لنین سوسیالیسم دهقانی را رد می‌کرد، اما متفکران این مکتب نظیر پیوتر تکاچف و سرگئی نچایف بر او اثر گذاشتند و نیز شخصاً با چند نارودنیک دوستی داشت.
در ماه مه ۱۸۹۰، ماریا — که به عنوان بیوه یک نجیب‌زاده هنوز نفوذ اجتماعی خود را حفظ کرده بود — مقامات را متقاعد کرد تا به لنین اجازه دهند علی‌رغم عدم حضور در دانشگاه، در امتحانات دانشگاه سن پترزبورگ شرکت کند. لنین در این امتحانات با نمره‌ای عالی قبول و از او تجلیل شد. در همان خلال، خواهرش اولگا بر اثر حصبه درگذشت. لنین چند سال در سامارا ماند و ابتدا به عنوان دستیار حقوقی در دادگاهی منطقه‌ای و سپس برای یک وکیل محلی کار کرد. او زمان زیادی را سیاست رادیکال اختصاص می‌داد و همچنان در گروه اسکلیارنکو فعال بود و تلاش می‌کرد بهترین راه در ربط با چگونگی اجرای مارکسیسم در روسیه را بیابد. لنین با الهام از آثار پلخانوف، اطلاعات مرتبط با جامعه روسیه را جمع‌آوری می‌کرد و آن اطلاعات را برای پشتیبانی از برداشت مارکسیستی از توسعه جامعه و در رد ادعاهای نارودنیک‌ها به کار می‌برد. او مقاله‌ای در مورد اقتصاد دهقانی نوشت که مجله لیبرال اندیشه روس حاضر به چاپ آن نشد.

## نخستین فعالیت‌های انقلابی، زندان و تبعید
در اواخر سال ۱۸۹۳، لنین به سن پترزبورگ نقل مکان کرد. در آنجا، او به عنوان دستیار یک وکیل آغاز به کار کرد و همچنین در یک محفل انقلابی مارکسیست که به تقلید از حزب سوسیال دموکرات آلمان خود را «سوسیال دموکرات‌ها» می‌نامیدند، به جایگاه والایی رسید. او که به‌طور علنی برای مارکسیسم در جنبش سوسیالیست روسیه تبلیغ و از تأسیس محافل انقلابی در مراکز صنعتی روسیه حمایت می‌کرد. تا اواخر سال ۱۸۹۴، او رهبر یک حلقه کارگری مارکسیست بود و چون می‌دانست جاسوسان پلیس سعی در نفوذ در جنبش دارند، دررفت‌وآمد خود محتاط بود. لنین با نادژدا نادیا کروپسکایا، یک معلم مدرسه و نیز یک مارکسیست، رابطه‌ای عاشقانه آغاز کرد. او همچنین رساله‌ای سیاسی به نام «دوستان مردم» چیستند و چگونه با سوسیال دموکرات‌ها مبارزه می‌کنند در انتقاد از سوسیالیسم دهقانی نارودنیکی نوشت. این رساله عمدتاً بر تجربیات شخصی‌اش در سامارا استوار بود و در سال ۱۸۹۴ حدود ۲۰۰ نسخه از آن به‌طور غیرقانونی چاپ شد.
لنین امیدوار بود بتواند بین سوسیال دموکرات‌ها و گروه رهایی کارگر، گروهی متشکل از مهاجران مارکسیست روس مستقر در سوئیس، تقویت کند. او برای دیدار با اعضای گروه، پلخانف و پاول آکسلرود، راهی سوئیس شد. او همچنین برای ملاقات با داماد مارکس، پل لافارگ، و تحقیق در مورد کمون پاریس که آن را نمونه‌ای اولیه از یک دولت پرولتری می‌دانست، به پاریس رفت. لنین که هزینه‌های سفرش توسط مادرش تأمین می‌شد، قبل از سفر به برلین در یک اسپای سوئیسی مقیم شد. در برلین شش هفته در کتابخانه دولتی مشغول مطالعه بود و نیز با ویلهلم لیبکنشت، فعال مارکسیست، دیدار کرد. او با انبوهی از آثار ادبی انقلابی ممنوعه به روسیه بازگشت و در سفر به شهرهای مختلف کشور، آن‌ها را میان کارگرانی که اعتصاب کرده بودند، توزیع کرد. او که در تهیه نشریه آرمان کارگران نقش داشت، یکی از ۴۰ کنش‌گری بود که در سن پترزبورگ بازداشت و به اغتشاش متهم شدند.
لنین همه اتهامات علیه خود را رد کرد اما تا زمان صدور حکم، یک سال در زندان ماند. او این زمان را صرف نظریه‌پردازی و نوشتن کرد. وی در این نوشته‌ها متذکر شد که ظهور سرمایه‌داری صنعتی در روسیه باعث شده تعداد زیادی از دهقانان راهی شهرها شوند و آنچه طبقه پرولتاریا را تشکیل دهند. لنین از دیدگاه مارکسیستی خود، نتیجه گرفت که پرولتاریای روسیه به زودی به آگاهی طبقاتی خواهند رسید و سپس تزاریسم، اشرافیت و بورژوازی را به‌طور خشونت‌آمیزی ساقط خواهند کرد و دولت پرولتری تأسیس خواهند کرد که جامعه را به سوی سوسیالیسم سوق خواهد داد.

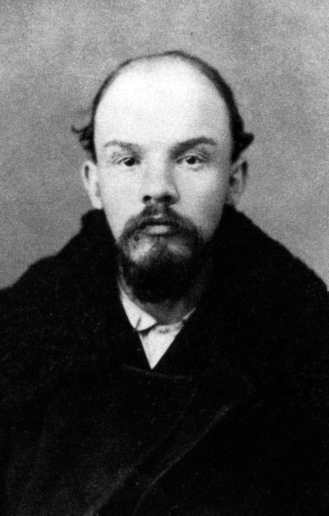
ولادمیر اولیانوف در سال ۱۸۹۵ در زندان

در فوریه ۱۸۹۷، وی بدون محاکمه به سه سال تبعید در شرق سیبری محکوم شد. به او اجازه داده شد چند روز در سن پترزبورگ بماند تا به مسائل مورد نظر خود رسیدگی کند که لنین از این زمان برای ملاقات با سوسیال دموکرات‌ها (که نام خود را به اتحادیه مبارزه برای رهایی طبقه کارگر تغییر داده بودند) استفاده کرد. سفر او به سیبری شرقی ۱۱ هفته طول کشید که در طول آن مادر و خواهرانش او را همراهی کردند. لنین که فقط یک تهدید کوچک برای دولت قلمداد می‌شد، به کلبه‌ای دهقانی در شوشنسکویه در منطقه مینوسینسکی تبعید شد و آنجا تحت نظارت پلیس بود. با این وجود او قادر به مکاتبه با انقلابیون دیگر بود و بسیاری از آن‌ها به ملاقاتش رفتند و همچنین اجازه داشت برای شنا به رودخانه ینی‌سئی برود و اردک و پاشلک شکار کند.
نادیا که در اوت ۱۸۹۶ به دلیل سازماندهی یک اعتصاب دستگیر شده بود، در ماه مه ۱۸۹۸، در تبعید به لنین ملحق شد. او را ابتدا به اوفا تبعید کرده بودند، اما با ادعای اینکه با لنین نامزد کرده‌است، مقامات را راضی کرد تا به شوشنسکویه منتقلش کنند. آن‌ها در ۱۰ ژوئیه ۱۸۹۸ در یک کلیسا ازدواج کردند و زان پس الیزاوتا واسیلینا، مادر نادیا، نیز با آن‌ها زندگی می‌کرد. لنین و همسرش در شوشنسکویه آثار سوسیالیستی انگلیسی را به روسی ترجمه کردند. در این زمان در مارکسیسم آلمانی شکافی پدید آمد؛ مارکسیست‌های تجدیدنظرطلب به رهبری ادوآرد برنشتاین دستیابی به سوسیالیسم به شیوه‌ای صلح‌آمیز و از طریق انتخابات را راه مناسب‌تری یافتند و لنین که تحولات آلمان را دنبال می‌کرد، کماکان به شیوه قدیمی مبنی بر انقلاب خشونت‌آمیز وفادار ماند و رساله‌ای به نام اعتراضی از سوی سوسیال دموکرات‌های روس در نقد استدلال‌های تجدیدنظرطلبانه نوشت. او همچنین «توسعه سرمایه‌داری در روسیه» (۱۸۹۹)، طولانی‌ترین کتابش تا آن زمان، را به پایان رساند که اثری در نقد سوسیالیسم دهقانی و تحلیلی مارکسیستی از توسعه اقتصادی روسیه بود. او کتاب را با نام مستعار «ولادیمیر ایلین» منتشر کرد و با بازخوردی غالباً منفی روبرو شد.

## کنش سیاسی در اروپا
بعد از پایان دوره تبعید، لنین در اوایل سال ۱۹۰۰ در پسکوف ساکن شد. آنجا، او شروع به جمع‌آوری کمک مالی برای تأسیس روزنامه‌ای به نام ایسکرا (فارسی: شرر) به عنوان ارگان جدیدی از حزب مارکسیست روسیه که نام خود را به حزب سوسیال دموکرات کارگری روسیه (RSDLP) تغییر داده بود، کرد. در ژوئیه ۱۹۰۰، لنین روسیه را به مقصد اروپای غربی ترک کرد. در سوئیس او با دیگر مارکسیست‌های روس دیدار و با آن‌ها در کنفرانسی در کورسیه توافق کرد تا روزنامه را در مونیخ که لنین در سپتامبر در آن ساکن شد، راه‌اندازی کنند. ایسکرا که مارکسیست‌های برجسته اروپا نیز برای آن می‌نوشتند، پنهانی به روسیه می‌رسید و دیری نپایید که به موفق‌ترین نشریه زیرزمینی آن کشور در ۵۰ سال اخیر تبدیل شد. ولادیمیر اولین بار نام مستعار لنین را در دسامبر ۱۹۰۱ به کار برد. این نام احتمالاً در لنا، نام رودخانه‌ای در سیبری، ریشه دارد. او اغلب از نام مستعار را به صورت کامل ن. لنین می‌نوشت. ن مخفف هیچ چیزی نبود، هر چند بعدها یک تصور غلط عمومی رواج پیدا کرد که مخفف نیکولای بوده‌است. او رساله سیاسی «چه باید کرد؟» را با همین نام در سال ۱۹۰۲ منتشر کرد که اثرگذارترین اثرش تا به آن امروز شد و شامل تفکران لنین دربارهٔ نیاز به یک حزب پیش‌قراول برای رهبری پرولتاریا در مسیر انقلاب بود.
همسرش نادیا بعد از اینکه خود را در مونیخ به لنین رساند، منشی شخصی او شد. لنین به نوشتن برای ایسکرا ادامه داد و همزمان بر روی برنامه حزبی حزب سوسیال دموکرات کارگری روسیه نیز کار می‌کرد و به مخالفان ایدئولوژیکی و منتقدان خود، به خصوص حزب انقلابی سوسیالیست (SR) (گروهی پیرو سوسیالیسم دهقانی نارودنیکی که در سال ۱۹۰۱ تأسیس شده بود)، حمله می‌کرد. لنین کماکان یک مارکسیست بود اما دیدگاه نارودنیکی دربارهٔ قدرت انقلابی دهقانان روسیه را قبول کرد و رساله به فقرای روستا را در سال ۱۹۰۳ نوشت. برای فرار از پلیس بایرن، لنین در آوریل ۱۹۰۲ راهی لندن شد و روزنامه ایسکرا را نیز با خود به آن شهر منتقل کرد. آنجا با لئون تروتسکی، از دیگر مارکسیست‌های روس، دوست شد. ابتلا به اریزیپلاس باعث شد لنین نتواند مانند قبل در هیئت تحریریه ایسکرا نقشی پیشرو داشته باشد و در غیاب او، مقر روزنامه به ژنو منتقل شد.
دومین کنگره حزب سوسیال دموکرات کارگری روسیه در ژوئیه سال ۱۹۰۳ در لندن برگزار شد. در این کنگره، شکافی بین طرفداران لنین و طرفداران ژولیوس مارتوف پدید آمد. مارتوف معتقد بود اعضای حزب باید بتوانند به صورت مستقل از رهبری حزب، نظراتشان را ابراز کنند. لنین مخالف بود؛ او بر نیاز به رهبری قوی با سلطه کامل بر حزب تأکید داشت. طرفداران لنین در اکثریت بودند و لنین آن‌ها را بلشویک (در روسی به معنای اکثریت) نامید و مارتوف نیز در جواب به این عمل، پیروان خود را «منشویک» (در روسی به معنای اقلیت) نام گذاشت. مشاجرات بین بلشویک‌ها و منشویک‌ها پس از کنفرانس نیز ادامه یافت؛ بلشویک‌ها رقبای خود را به فرصت‌طلبی و اصلاح‌طلبی و عدم برخورداری از نظم متهم می‌کردند، در حالی که در نظر منشویک‌ها، لنین مستبد و خودکامه بود. لنین که از منشویک‌ها خشمگین شده بود، از هیئت تحریریه ایسکرا استعفا داد و در مه ۱۹۰۴ اثر یک گام به پیش، دو گام به پس را علیه آن‌ها منتشر کرد. استرس ناشی از این درگیری‌ها باعث بیماری لنین شد و او برای بهبود، به تعطیلاتی در روستاهای سوئیس رفت. قدرت جناح بلشویکی حزب به مرور افزایش پیدا کرد و تا بهار، همه اعضای کمیته مرکزی حزب سوسیال دموکرات کارگری روسیه بلشویک بودند و آن‌ها روزنامه رو به جلو! را در ماه دسامبر تأسیس کردند.

## انقلاب ۱۹۰۵ و تبعات آن
در ژانویه ۱۹۰۵، قتل‌عام معترضان در یکشنبه خونین سن پترزبورگ باعث شورشی مدنی، معروف به انقلاب ۱۹۰۵، در امپراتوری روسیه شد. لنین خواستار ایفای نقشی فعال‌تر توسط بلشویک‌ها در وقایع بود و آنان را به شورش خشونت‌آمیز تشویق کرد. او برای این کار به شعارهای حزب انقلابی سوسیالیست مثل «شورش مسلحانه»، «وحشت عظیم» و «مصادره زمین‌های اشراف‌زادگان» متوسل شد که منشویک‌ها در جواب او را به بدعت‌گذاری در مارکسیسم متهم کردند. لنین به نوبه خود اصرار داشت بلشویک‌ها راهشان را کاملاً از منشویک‌ها جدا کنند اما بسیاری از بلشویک‌ها با خواسته او مخالف بودند و هر دو جناح در سومین کنگره حزبی در آوریل ۱۹۰۵ در لندن شرکت کردند. لنین در اوت ۱۹۰۵ دو تاکتیک سوسیال دموکراسی در انقلاب دموکراتیک را برای ابراز عقیده خود منتشر و در آن پیش‌بینی کرد بورژوازی لیبرال روسیه سلطنت مشروطه رضایت خواهند داد و به انقلاب خیانت خواهند کرد. نتیجتاً، پرولتاریا باید با دهقانان متحد شوند تا با یاری یکدیگر رژیم تزاری را سرنگون و «دیکتاتوری انقلابی موقت پرولتاریا و دهقانان» را برپا کنند.
انقلاب ۱۹۰۵ نتوانست نظام را سرنگون کند اما باعث شد تزار نیکلای دوم تصمیم به انجام اصلاحاتی لیبرال بگیرد. در این شرایط، لنین بازگشت به سن پترزبورگ را بی‌خطر یافت. او به هیئت تحریریه زندگی جدید، روزنامه رادیکالی که توسط ماریا آندریوا اداره می‌شد، پیوست و در آن اندر مسائل پیش روی حزب سوسیال دموکرات کارگری نوشت. لنین حزب را تشویق کرد که تعداد اعضای خود را افزایش دهد و همچنین از تداوم درگیری‌های خشونت‌آمیز میان انقلابیون و نیروهای حکومتی حمایت کرد، زیرا هر دو را برای یک انقلاب موفق ضروری می‌دانست. لنین که حق عضویت و کمک‌های مالی طرفداران ثروتمند حزب را برای تأمین هزینه فعالیت‌های بلشویک‌ها کافی نمی‌یافت، پیشنهاد سرقت از دفاتر پست، ایستگاه‌های راه‌آهن، قطارها و بانک‌ها را تأیید کرد. تحت رهبری لئونید کراسین، گروهی از بلشویک‌ها به انجام چنین اقدامات مجرمانه‌ای دست زدند که معروف‌ترین آن‌ها در ژوئن ۱۹۰۷ به فرماندهی ژوزف استالین در تفلیس انجام شد.
هر چند لنین به‌طور موقت از سازش میان جناحین حزب (بلشویک‌ها و منشویک‌ها) حمایت کرد، اما منشویک‌ها در کنگره چهارم که در آوریل ۱۹۰۶ در استکهلم برگزار شد، حمایت لنین از خشونت و سرقت را محکوم کردند.. تا زمانی که بلشویک‌ها توانستند در کنگره پنجم که در مه ۱۹۰۷ در لندن برگزار شد، اکثریت را به دست آورند، لنین و عده‌ای دیگر در کوکلا در دوک‌نشین بزرگ فنلاند (بخشی نیمه‌خودمختار در امپراتوری روسیه) برای بلشویک‌ها مقر تازه‌ای تأسیس کردند. با ادامه سرکوب مخالفان دولت تزاری، هم از طریق انحلال دومای دوم (مجلس روسیه) و هم از طریق بازداشت انقلابیون توسط پلیس مخفی، لنین از فنلاند به سوئیس فرار کرد. آنجا او تلاش کرد اسکناس‌های دزدیده شده در تفلیس که با شماره سریال‌شان قابل شناسایی بودند را مبادله کند.
الکساندر بوگدانف و سایر بلشویک‌های پرنفوذ تصمیم گرفتند مقر بلشویک‌ها را به پاریس منتقل کنند. اگر چه لنین مخالف بود، اما در دسامبر ۱۹۰۸ در آن شهر ساکن شد. لنین از پاریس خوشش نمی‌آمد و آن را «گودال کثیف» توصیف می‌کرد. در زمان اقامت در پاریس یک مرتبه هنگام دوچرخهسواری با یک موتورسوار تصادف کرد و او را به دادگاه کشاند. در نظر بوگدانف، پرولتاریای روسیه برای تبدیل شدن به انقلابیونی کارآمد، باید فرهنگ سوسیالیستی شکل می‌دادند اما لنین با او مخالف بود و رهبری انقلاب کارگری توسط روشنفکران سوسیالیست را ترجیح می‌داد. همچنین بوگدانف، تحت تأثیر ارنست ماخ، معتقد بود که همه مفاهیم جهان نسبی هستند، اما لنین به دیدگاه مارکسیستی مبنی بر وجود واقعیت‌های عینی و مستقل از نظریات انسانی، پایبند بود. در آوریل ۱۹۰۸، لنین و بوگدانف تعطیلاتشان را در ویلای ماکسیم گورکی در کاپری در کنار یکدیگر سپری کردند و بعد از بازگشت به پاریس، لنین با متهم‌کردن بوگدانف به انحراف از مارکسیسم، خواستار جدایی میان دو جناح بلشویک‌ها شد.
در ماه مه ۱۹۰۸، لنین مدت کوتاهی را در لندن سپری و آنجا از اتاق مطالعه موزه بریتانیا برای نوشتن ماتریالیسم و امپریوکریتیسیسم استفاده کرد. این اثر حمله‌ای به «اکاذیب بورژوایی-ارتجاعی» نسبی‌گرایانه بوگدانف بود. رفتار جناحی لنین باعث رانده شدن تعداد روزافزونی از بلشویک‌ها، از جمله طرفداران نزدیک سابقش آلکسی رایکوف و لو کامنف، از او شد. پلیس مخفی روسیه فرصت را غنیمت شمرد و جاسوسی به نام رومن مالینوفسکی، را نزد او فرستاد تا در حزب نقش طرفدار وفادار لنین را بازی کند. تعدادی از بلشویک‌ها سوءظن خود نسبت به مالینوفسکی را به او ابراز کردند و اگر چه اطلاع داشتن لنین از نقش دوگانه مالینوفسکی قطعی نیست اما ممکن است او از مالینوفسکی برای رساندن اطلاعات غلط به پلیس مخفی روسیه استفاده کرده باشد.
در اوت ۱۹۱۰ لنین به عنوان نماینده حزب سوسیال دموکرات کارگری روسیه در هشتمین کنگره بین‌الملل دوم، یک نشست بین‌المللی سوسیالیستی، در کپنهاگ شرکت کرد و پس از آن تعطیلات خود را به همراه مادرش در استکهلم گذراند. سپس با همسر و خواهرانش به فرانسه رفت و ابتدا در بمبو و بعد در پاریس ساکن شد. او آنجا با بلشویک فرانسوی اینسا آرماند وارد رابطه دوستی صمیمانه‌ای شد؛ برخی از زندگی‌نامه نویسان لنین معتقد هستند آن‌ها از سال ۱۹۱۰ تا ۱۹۱۲ با هم رابطه عاشقانه داشته‌اند. در همین حال، در جلسه‌ای پاریس به تاریخ ژوئن ۱۹۱۱، کمیته مرکزی حزب تصمیم گرفت تمرکز خود را بر عملیات در داخل قلمروی روسیه گذارد و دستور به بسته‌شدن مقر بلشویکی و روزنامه آن، پرولتاری، داد. لنین که قصد داشت نفوذ خود در حزب را بازیابد، در ژانویه ۱۹۱۲ کنفرانسی حزبی در پراگ برگزار کرد و علی‌رغم اینکه ۱۶ نفر از ۱۸ حاضر آن بلشویک بودند، شرکت‌کنندگان از او به دلیل تمایلات جناحی‌اش شدیداً انتقاد کردند و لنین نتوانست جایگاه خود در درون حزب را بهبود بخشد.
لنین به کراکوف در پادشاهی گالیسیا و لودومریا، بخشی از امپراتوری اتریش-مجارستان که به لحاظ فرهنگی لهستانی بود، عزیمت کرد و آنجا از کتابخانه دانشگاه یاگیلونیا برای انجام تحقیقات خود استفاده می‌کرد. او با اعضای حزب که در امپراتوری روسیه فعالیت می‌کردند، در تماس نزدیک بود و توانست اعضای بلشویک دوما را متقاعد کند تا به ائتلاف پارلمانی خود با منشویک‌ها پایان دهند. در ژانویه ۱۹۱۳، با ژوزف استالین که لنین از او به عنوان «گرجی شگفت‌انگیز» یاد می‌کرد، دیدار کرد و آن‌ها دربارهٔ آینده گروه‌های قومی غیر روس امپراتوری روسیه بحث کردند. به دلیل وضعیت سلامتی لنین و همسرش، آن‌ها مدتی در بیاو دونایتس، منطقه‌ای روستایی، اقامت داشتند و سپس برای عمل جراحی گواتر نادیا به برن سوئیس رفتند.

## جنگ جهانی اول
لنین هنگام شروع جنگ جهانی اول در گالیسیا بود. این جنگ امپراتوری روسیه را در برابر امپراتوری اتریش-مجارستان قرار داد و به دلیل تابعیت روسی لنین، او دستگیر و برای مدت کوتاهی زندانی شد، تا اینکه مقامات اتریش-مجارستان قانع شدند او یکی از مخالفان رژیم تزاری است و آزادش کردند. لنین و همسرش به ابتدا به برن رفتند و سپس در فوریه ۱۹۱۶ در زوریخ ساکن شدند. رای موافق حزب سوسیال دموکرات آلمان در پارلمان کشور خود به جنگ، لنین را عصبانی کرده بود؛ مطابق قطعنامه اشتوتگارت بین‌الملل دوم، تمامی احزاب سوسیالیستی باید با منازعه‌های نظامی مخالفت می‌کردند و نتیجتاً، حزب سوسیال دموکرات آلمان آن توافق را نقض کرده بود و لنین بین‌الملل دوم را به پایان رسیده می‌دید. او در سپتامبر ۱۹۱۵ در کنفرانس سیمروالد و در آوریل ۱۹۱۶ در کنفرانس کینتال شرکت و از سوسیالیست‌های اروپا تقاضا کرد این «جنگ امپریالیستی» را به «جنگ داخلی» درون قاره‌ای تبدیل کنند که در آن پرولتاریا در برابر بورژوازی و اشراف قرار گیرد. در ژوئیه ۱۹۱۶، مادر لنین درگذشت، اما او نتوانست در مراسم خاکسپاری وی شرکت کند. مرگ او به شدت لنین را متأثر کرد و ترس مردن قبل از انقلاب پرولتری، افسرده‌اش کرد.
لنین در سپتامبر ۱۹۱۷ امپریالیسم بالاترین مرحله سرمایه‌داری را منتشر کرد که در آن استدلال شده بود امپریالیسم محصول سرمایه‌داری انحصاری است، زیرا سرمایه‌داران می‌کوشند با فتح مناطق جدیدی که در آن‌ها دستمزد پایین‌تر و مواد اولیه ارزان‌تر است، سود خود را افزایش دهند. او معتقد بود تا زمانی‌که قدرت‌های امپریالیستی توسط انقلاب پرولتری و برپایی سوسیالیسم سرنگون نشوند، رقابت و درگیری میان آنان افزایش خواهد یافت و ادامه خواهد داشت. او بیشتر این زمان را صرف خواندن آثار گئورگ ویلهلم فریدریش هگل، لودویگ فویرباخ و ارسطو کرد که همه اینان بر مارکس تأثیرات اساسی گذاشته بودند. این سبب شد تفسیر لنین از مارکسیسم دستخوش تغییر شود؛ او زمانی معتقد بود می‌توان سیاست‌ها را بر اساس اصول علمی ازپیش‌تعیین‌شده تدوین کرد اما حالا به این نتیجه رسیده بود که تنها ملاک درست‌بودن یک سیاست، نتیجه عملکرد آن است. او همچنان خود را وفادار به اصل مارکسیسم می‌دانست اما از برخی پیش‌بینی‌های مارکس در ربط با توسعه جامعه فاصله گرفت. مارکس اعتقاد داشت ابتدا باید انقلاب دموکراتیک و بورژواییِ طبقه متوسط اتفاق افتد و سپس نوبت انقلاب سوسیالیستیِ پرولتاریا می‌رسد، اما لنین معتقد بود در روسیه پرولتاریا می‌تواند بدون یک انقلاب واسطه، رژیم تزاری سرنگون کند.

## انقلاب فوریه
در فوریه ۱۹۱۷ کمبود غذا و بدتر شدن اوضاع کار در کارخانه‌ها، باعث شد کارگران کارخانه‌های صنعتی در سن پترزبورگ که در آغاز جنگ جهانی اول به پتروگراد تغییر نام داده بود، اعتصاب کنند و این زمینه‌ساز انقلاب فوریه ۱۹۱۷ شد. با گسترش ناآرامی‌ها به سایر مناطق روسیه، تزار نیکلای دوم که بیم داشت به‌طور خشونت‌آمیزی سرنگون شود، از سلطنت کناره‌گیری کرد. کشور تحت سلطه دومای دولتی قرار گرفت و با تأسیس دولت موقت روسیه، امپراتوری به یک جمهوری تبدیل شد. لنین که در سوئیس ساکن بود، با شنیدن خبر انقلاب، به همراه دیگر مخالفان آن را جشن گرفت. او تصمیم گرفت به روسیه برگردد تا مسئولیت رهبری بلشویکها را به عهده بگیرد، اما دریافت بیشتر راه‌ها به این کشور به دلیل منازعه ادامه‌دار جنگ جهانی مسدود هستند. او و سایر مخالفان با دولت آلمان که در آن زمان با روسیه درگیر بود، برای عبور از آن کشور مذاکره کرد. آلمان که می‌دانست این مخالفان می‌توانند برای دولت روسیه مشکل‌ساز شوند، موافقت کرد که به ۳۲ شهروند روس، از جمله لنین و همسرش، اجازه دهد با قطاری مهر و موم شده، از قلمرویش عبور کنند. اینان با قطار از زوریخ به زازنیتس سفر کردند و با کشتی به ترلبورگ در سوئد رسیدند. سپس با گذر از مرز هاپاراندا–تورنیو وارد هلسینکی شدند و نهایتاً با قطار خود را به پتروگراد رساندند.
لنین در آوریل به ایستگاه فنلاند در پتروگراد رسید و در ایستگاه در جمع هواداران بلشویکش، دولت موقت را محکوم کرد و مجدداً خواستار انقلاب پرولتری در سطح قاره اروپا شد. در روزهای آتی، او در جلسات نشست‌های حزب بلشویک حاضر شد و سخت بر آنان که خواستار اتحاد دوباره با منشویک‌ها بودند، تاخت. لنین همچنین «تزهای آوریل» را که در جریان سفر از سوئیس نوشته بود، منتشر کرد.  او در این اثر برنامه کلی خود برای بلشویک‌ها را تشریح کرده‌است. لنین به صورت عمومی منشویک‌ها و سوسیالیست‌های انقلابی را که شورای قدرتمند پتروگراد را تحت سلطه داشتند، به دلیل حمایت از دولت موقت محکوم می‌کرد و آنان را خائن به سوسیالیسم محسوب می‌کرد. لنین که دولت موقت را به اندازه رژیم تزار امپریالیست می‌دانست، خواستار صلح فوری با آلمان و اتریش-مجارستان، حکومت شورایی، ملی‌سازی صنایع و بانک‌ها و نیز تصاحب زمین‌ها توسط دولت بود که در پشت همه این برنامه‌ها، هدفِ برپایی دولت پرولتری و رسیدن به جامعه سوسیالیستی بود. منشویک‌ها برخلاف اعتقاد داشتند روسیه به اندازه کافی برای رسیدن به سوسیالیسم پیشرفته نیست و لنین را متهم می‌کردند که قصد دارد جمهوری جدید را وارد جنگ داخلی کند. در ماه‌های پیش رو، برای سیاست‌های خود تبلیغ کرد، در جلسات کمیته مرکزی بلشویک‌ها شرکت کرد، به نوشتن برای پراودا ادامه داد و با هدف جذب کارگران، سربازان، ملوانان و دهقانان در پتروگراد سخنرانی‌هایی انجام داد.
لنین که متوجه افزایش میزان ناامیدی میان طرفدارانِ بلشویک خود شده بود، خواستار گردهمایی سیاسی مسلحانه در پتروگراد شد تا پاسخِ دولت را محک زند. او که اوضاع سلامتی‌اش وخیم شده بود، برای بهبود به روستای نیوولا در فنلاند رفت. گردهمایی مسلحانه بلشویک‌ها، موسوم به روزهای ژوئیه، زمانی محقق شد که لنین غایب بود اما او بعد از اطلاع از درگیری خشونت‌آمیز تظاهرکنندگان با قوای دولتی، به پتروگراد بازگشت و آنان را به آرامش دعوت کرد. دولت در واکنش به خشونت‌ها حکم بازداشت برای لنین و دیگر بلشویک‌های برجسته صادر و به دفاتر آنان حمله کرد. دولت موقت همچنین لنین را به جاسوسی برای آلمان متهم کرد. لنین که تمایل نداشت خود را تحویل دهد، در چند خانه امن در پتروگراد مخفی شد اما چون می‌ترسید کشته شود، با لباس مبدل و با همراهی گریگوری زینوویف پتروگراد را ترک کرد و خود را به رازلیف رساند. در زمان اختفا، لنین وقت خود را به کار بر روی دولت و انقلاب اختصاص داد؛ او در این اثر توسعه دولت سوسیالیستی بعد از انقلاب پرولتری و روند از بین رفتن دولت و رسیدن به کمونیسم خالص را بررسی کرده‌است. لنین همچنین خواستار قیام مسلحانه بلشویک‌ها برای براندازی دولت موقت شد اما در یک جلسه مخفیانه کمیته مرکزی حزب، این پیشنهاد رد شد. لنین سپس با قطار و پیاده خود را در ۱۰ اوت به هلسینکی رساند و آنجا در خانه‌های امن متعلق به طرفداران بلشویک‌ها مخفی شد.

## انقلاب اکتبر
در اوت ۱۹۱۷، هنگامی که لنین در فنلاند بود، ژنرال لاور کورنیلوف، فرمانده کل ارتش روسیه، به پتروگراد قوای نظامی اعزام کرد که به تلاش برای کودتا علیه دولت موقت می‌مانست. نخست‌وزیر الکساندر کرنسکی از شورای پتروگراد (و همین‌طور اعضای بلشویک آن) درخواست کمک کرد و به انقلابیون اجازه داد تا کارگران را برای دفاع از شهر تحت پرچم گارد سرخ سازمان‌دهی کنند. کودتا قبل از رسیدن کودتاگران به پتروگراد به پایان رسید، اما این وقایع به بلشویک‌ها این امکان را داد که آزادانه به صحنه سیاسی بازگردند. منشویک‌ها و سوسیالیست‌های انقلابی که بر شورای پتروگراد تسلط داشتند و از ضدانقلاب راست‌گرای متخاصم با سوسیالیسم بیمناک بودند، به دولت برای عادی‌سازی روابط خود با بلشویک‌ها فشار آوردند. منشویک‌ها و سوسیالیست‌های انقلابی به دلیل همکاری با دولت موقت و ادامه جنگ (که مردم خواستار پایان آن بودند) حمایت توده‌ها را تا حد زیادی از دست داده بودند. بلشویک‌ها از این فرصت استفاده کردند و مدتی بعد تروتسکی، مارکسست طرفدار بلشویک‌ها، به رهبری شورای پتروگراد رسید. در سپتامبر، بلشویک‌ها اکثریت را در کرسی‌های کارگری شوراهای مسکو و پتروگراد به دست آوردند.
لنین که اوضاع را امن‌تر یافته بود، به پتروگراد بازگشت. او در دهم اکتبر در جلسه کمیته مرکزی بلشویک‌ها شرکت کرد و دوباره خواهان آن شد که حزب شورشی مسلحانه برای سرنگونی دولت موقت را رهبری کند. این بار، پیشنهاد او با ده رأی موافق در برابر دو رأی مخالف پیروز شد. زینوویف و کامنف، منتقدان پیشنهاد لنین، اعتقاد داشتند کارگران روسی از کودتای خشونت‌آمیز علیه رژیم حمایت نخواهند کرد و همچنین می‌گفتند هیچ مدرک روشنی بر اثبات ادعای لنین مبنی بر اینکه تمام اروپا در آستانه انقلاب پرولتری است، وجود ندارد. به هر روی، حزب برنامه‌ریزی برای سازمان‌دهی حمله را آغاز و جلسه نهایی را در ۲۴ اکتبر در مؤسسه اسمولنی برگزار کرد. آن مکان پایگاه کمیته انقلابی نظامی، یک گروه شبه‌نظامی مسلح وفادار به بلشویک‌ها که شورای پتروگراد طی کودتای کورنیلوف آن را بنیاد نهاد، بود.
در اکتبر، به کمیته انقلابی نظامی دستور داده شد تا کنترل مراکز اصلی حمل و نقل، ارتباط، چاپ و تأسیسات پتروگراد را به دست بگیرد و کمیته موفق شد این کار را بدون خونریزی به سرانجام رساند. بلشویک‌ها دولت موقت را در کاخ زمستانی محاصره کردند و زمانی که ناو آئورورا که وفادار به بلشویک‌ها بود، بر ساختمان کاخ آتش گشود، کاخ را تصرف و وزرای دولت را دستگیر کردند. در خلال شورش، لنین در سخنرانی در شورای پتروگراد اعلام کرد که دولت موقت سرنگون شده‌است. بلشویک‌ها تشکیل دولت جدید، موسوم به شورای کمیسرهای خلق یا سونارکوم، را اعلام کردند. لنین در ابتدا پذیرش منصب ریاست دولت (موسوم به دبیرکل) را رد کرد و تروتسکی را برای تصدی این سمت پیشنهاد داد، اما با اصرار سایر بلشویک‌ها پذیرفت. لنین و سایر بلشویک‌ها در روزهای ۲۶ و ۲۷ اکتبر در دومین کنگره شوراها شرکت کردند و حاضران را از ایجاد دولت جدید مطلع کردند. شرکت‌کنندگان منشویک تصرف غیرقانونی قدرت و خطر جنگ داخلی را محکوم کردند. در روزهای آغازین به قدرت رسیدن رژیم جدید، لنین از اصطلاحات مارکسیستی و سوسیالیستی اجتناب می‌ورزید تا جمعیت روسیه را از خود بیگانه نکند و در عوض، در صحبت‌های خود به برقراری سلطه کارگران بر کشور اشاره می‌کرد. لنین و بسیاری دیگر از بلشویک‌ها انتظار داشتند که طی چند روز یا چند ماه آینده انقلاب پرولتری در سراسر اروپا رخ دهد.

## سازماندهی دولت شوروی

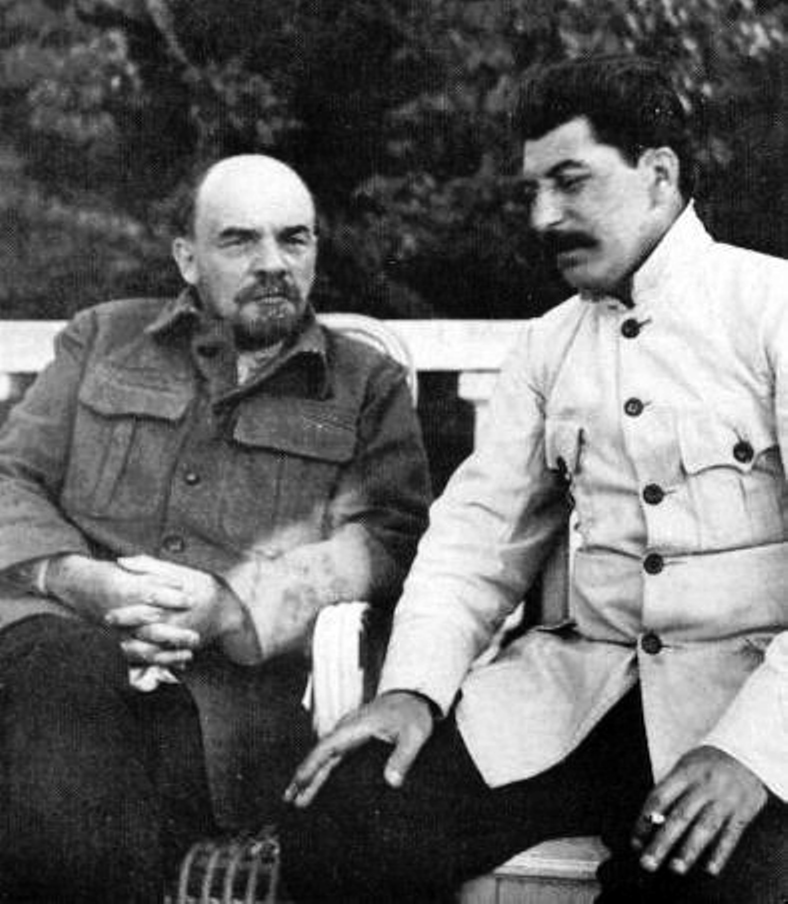
لنین و ژوزف استالین

دولت موقت برنامه داشت تا مجمع قانون اساسی را در نوامبر ۱۹۱۷ تشکیل دهد؛ با وجود مخالفت لنین، شورای کمیسرهای خلق تصمیم گرفت رای‌گیری انتخاب اعضای مجمع قانون اساسی در تاریخ مقرر برگزار شود. در انتخابات، بلشویک‌ها حدود یک چهارم آرا را به خود اختصاص دادند و از سوسیالیست‌های انقلابی شکست خوردند. لنین مدعی شد انتخابات به درستی خواسته مردم را منعکس نکرده و انتخاب‌کنندگان وقت کافی برای آشنایی با برنامه‌های بلشویک‌ها را نداشته‌اند و فهرست نامزدان پیش از جدایی سوسیالیست‌های انقلابی چپ از سوسیالیست‌های انقلابی نوشته شده‌است. به هر روشی، مجمع قانون اساسی در ژانویه ۱۹۱۸ در پتروگراد تشکیل شد. شورای کمیسرهای خلق آن را «ضدانقلابی» نامید زیرا تلاش داشت قدرت را از شوراها بگیرد اما سوسیالیست‌های انقلابی و منشویک‌ها این مسئله را تکذیب کردند. بلشویک‌ها لایحه‌ای مطرح کردند که بیشتر اختیارات مجمع قانون اساسی را از آن سلب می‌کرد و زمانی که مجمع آن را نپذیرفت، آن را نشانه ضدانقلابی‌بودن مجمع نامیدند و با استفاده از زور آن را منحل کردند.
لنین درخواست‌های متعدد — که برخی از جانب خود بلشویک‌ها بود — برای تشکیل دولتی ائتلافی میان احزاب سوسیالیست‌ها را رد کرد. با این وجود، شورای کمیسرهای خلق پذیرفت که با سوسیالیست‌های انقلابی چپ ائتلاف کند و پنج پست در کابینه را به آن‌ها اختصاص داد. این ائتلاف فقط برای چهار ماه تا مارس ۱۹۱۸ دوام آورد زیرا سوسیالیست‌های انقلابی چپ به دلیل اختلاف نظر با بلشویک‌ها برای پایان دادن به جنگ جهانی از آن خارج شدند. بلشویک‌ها در هفتمین کنگره حزبی، نام حزب خود را به حزب کمونیست روسیه تغییر دادند؛ لنین تمایل داشت میان حزب خود (که پیشتر حزب سوسیال دموکرات کارگری روسیه نام داشت) با حزب سوسیال دموکرات آلمان که در عقایدشان اصلاحاتی اعمال کرده بودند، فاصله ایجاد کند و همچنین نام جدید بر هدف نهایی — ایجاد جامعه کمونیستی — تأکید داشت.
به‌طور رسمی قدرت کشور در دست شورای کمیسرهای خلق و کمیته اجرایی که توسط کنگره کشوری شوراها انتخاب می‌شدند، قرار داشت اما در عمل، حزب کمونیست حاکم اصلی روسیه بود و اعضای حزب نیز از این مسئله آگاه بودند. تا سال ۱۹۱۸، کنگره شوراها و کمیته اجرایی به حاشیه رفتند و شورای کمیسرهای خلق بی‌توجه به آنان کارهای خود را پیش می‌برد؛ نتیجتاً، شوراها دیگر نقشی در اداره روسیه نداشتند. در سال‌های ۱۹۱۸ و ۱۹۱۹، دولت منشویک‌ها و سوسیالیست‌های انقلابی را از شوراها بیرون کردند و روسیه به کشوری تک‌حزبی تبدیل شد.
دو نهاد پلیتبورو و اورگبورو در درون حزب تشکیل شدند تا در کنار کمیته مرکزی وظیفه تصمیم‌گیری حزب را برعهده داشته باشند؛ شورای کمیسرهای خلق و شورای کار و دفاع نیز باید از تصمیمات این سه نهاد پیروی می‌کرد. لنین مهم‌ترین شخص در ساختار دولت بود؛ او در کنار ریاست بر شورای کمیسرهای خلق، در شورای کار و دفاع، کمیته مرکزی و پلیتبورو نیز عضویت داشت. تنها یاکوف اسوردلوف، دست‌راست لنین، از نظر قدرت و تأثیرگذاری با او قابل مقایسه بود اما اسوردلوف در مارس ۱۹۱۹ به دلیل آنفلوانزای اسپانیایی درگذشت. در نوامبر ۱۹۱۷، لنین و همسرش آپارتمانی دو طبقه در مؤسسه سمولنی ساکن شدند و در ماه آتی برای تعطیلاتی کوتاه به فنلاند رفتند. در ژانویه ۱۹۱۸، لنین در پتروگراد هدف سوءقصد قرار گرفت اما فلیتس پلاتن که در کنارش بود، خود را سپر بلای او کرد و با گلوله زخمی شد.

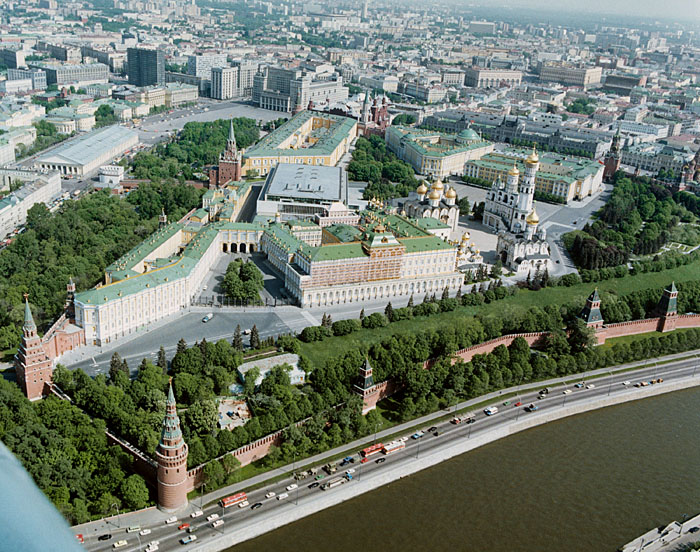
نمایی از کرملین مسکو

از آنجا که بیم حمله ارتش آلمان به پتروگراد وجود داشت، شورای کمیسرهای خلق در مارس ۱۹۱۸ به صورت موقتی به مسکو منتقل شد. لنین، تروتسکی و دیگر رهبران بلشویک در کرملین ساکن شدند؛ لنین با همسر و خواهرش ماریا در طبقه اول و در اتاق کناری جلسات شورای کمیسرهای خلق سکونت گزیدند. لنین مسکو را دوست نداشت اما در سال‌های باقی مانده عمرش به ندرت مرکز شهر را ترک کرد. در اوت ۱۹۱۸ در مسکو دوباره به او سوءقصد شد؛ وی در حال سخنرانی بود و این بار به شدت زخمی شد. فانی کاپلان که از سوسیالیست‌های انقلابی بود به عنوان سوءقصدکننده دستگیر و اعدام گردید. رسانه‌های روس خبر سوءقصد را به‌طور گسترده‌ای پوشش دادند که باعث افزایش محبوبیت لنین شد. لنین برای استراحت در سپتامبر ۱۹۱۸ به عمارت گورکی در حومه مسکو رفت.

## اصلاحات اجتماعی، قضایی و اقتصادی
حکومت لنین بعد از در دست گرفتن قدرت، فرامینی صادر کرد. اولین فرمان، فرمان زمین بود که مطابق آن، مقرر شد زمین‌های اشراف و کلیسای ارتدکس ملی شده و توسط دولت‌های محلی میان دهقانان توزیع شود. لنین در ابتدا قصد داشت از زمین‌ها برای کشاورزی جمعی استفاده کند اما با این فرمان، تصاحب زمین‌ها توسط دهقانان از سوی دولت به رسمیت شناخته شد. در نوامبر ۱۹۱۷؛ دولت فرمان رسانه‌ها را صادر کرد و در نتیجه، بسیاری از رسانه‌های مخالف تحت عنوان «ضدانقلابی» تعطیل شدند. دولت این مسئله را موقتی اعلام کرد اما بسیاری، از جمله در میان بلشویک‌ها، از آن به دلیل از بین بردن آزادی رسانه انتقاد کردند.
در نوامبر ۱۹۱۷؛ لنین فرمان حقوق مردمان روسیه را صادر کرد؛ بر این اساس، اقوام غیر روس این حق را داشتند که از روسیه مستقل شوند و کشورهای خود را تأسیس کنند. در نتیجه، بسیاری از ملل تحت فرمان روس‌ها، مثل فنلاند، لتونی، استونی، لهستان و ممالک قفقاز اعلان استقلال کردند. دیری نپایید که بلشویک‌ها تصمیم گرفتند به‌طور فعالانه‌ای از احزاب کمونیست این کشورهای تازه تأسیس حمایت کنند. در پنجمین کنگره کشوری شوراهای روسیه در ژوئیه ۱۹۱۸، نام کشور از جمهوری روسیه به جمهوری فدراتیو سوسیالیستی روسیه شوروی تغییر کرد. دولت همچنین با هدف مدرن‌سازی کشور، گاه‌شماری ژولینی را با گاه‌شماری گریگوری که در اروپا استفاده می‌شد، جایگزین کرد.
در نوامبر ۱۹۱۷، شورای کمیسرهای خلق طی فرمانی نظام قضایی روسیه را ملغی کرد و خواستار استفاده از «آگاهی انقلابی» به جای قوانین قدیمی شد. دادگاه‌ها را با نظامی دو دسته‌ای جایگزین کردند — تریبون‌های انقلابی برای رسیدگی به جرائم ضدانقلابی و دادگاه‌های خلق برای رسیدگی به جرائم مدنی و دیگر اتهامات. به این دادگاه‌ها گفته شد قوانین پیشین را نادیده بگیرند و احکام خود را بر اساس فرمان‌های شورای کمیسرهای خلق و «حس سوسیالیستی عدالت» صادر کنند. در همان نوامبر، تغییرات عظیمی در نیروهای نظامی اعمال شد؛ درجات، عنوان‌های و مدال‌های پیشینی باطل شدند و از سربازان خواسته شد کمیته‌هایی برای انتخاب فرماندهانشان تشکیل دهند.
در اکتبر ۱۹۱۷، لنین ساعات کار در روسیه را به ۸ ساعت در روز محدود کرد. او همچنین دولت را موظف کرد تحصیلات رایگان و سکولار را برای تمام کودکان روسیه فراهم کند. همچنین نهادی برای رسیدگی به وضعیت یتیمان تاسیس و برنامه جامعی برای مبارزه با بی‌سوادی عمومی آغاز شد که در طی آن ۵ میلیون نفر در کلاس‌های سوادآموزی پایه شرکت کردند. قوانینی هم برای دستیابی به برابری جنسیتی تدارک دیده شد؛ به زنان حق خودمختاری اقتصادی دادند و محدودیت‌های طلاق را برداشتند. سازمان ژنوتدل به همین منظور تأسیس شد. روسیه تحت حکومت لنین اولین کشوری شد که سقط جنین در سه‌ماهه اول را قانونی کرد. لنین و حزب کمونیست که قصد نابودی دین سازمان‌یافته را داشتند، در ژانویه ۱۹۱۸ جدایی دین از سیاست را اعلام و تعلیم دینی در مدارس را ممنوع کردند.

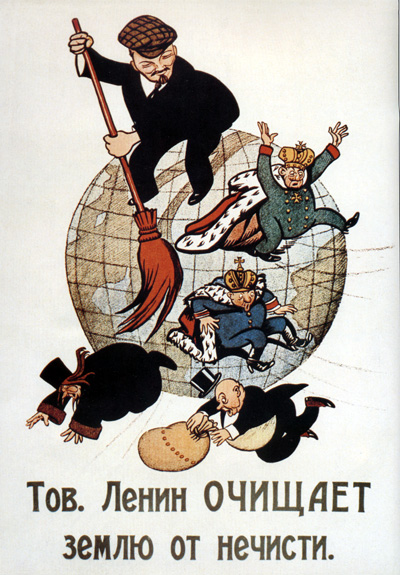
پوستری تبلیغاتی که لنین را در حال جارو کردن پادشاهان، روحانیون و سرمایه‌داران نشان می‌دهد. در پایین تصویر نوشته شده: «رفیق لنین زمین را از کثافت پاک می‌کند.»

در نوامبر ۱۹۱۷، لنین فرمان سلطه کارگران را صادر کرد؛ مطابق این فرمان، به کارگران این امکان داده شد کمیته‌ای برای نظارت بر مدیریت کارخانه تأسیس کنند. در همان ماه، طلاهای کشور مصادره و بانک‌ها ملی شدند؛ لنین این اقدامات را قدم بزرگی به سوی سوسیالیسم می‌یافت. در دسامبر، شورای کمیسرهای خلق نهادی به نام شورای عالی اقتصاد ملی تأسیس کرد که صنعت، بانکداری، کشاورزی و تجارت را تحت کنترل گرفت. کمیته‌های کارخانه‌ها تابع اتحادیه‌های تجاری بودند و اتحادیه‌ها نیز خود تابع شورای عالی اقتصاد ملی؛ دولت به برنامه اقتصاد دستوری خود نسبت به منافع اقتصادی محلی فوریت بیشتری داده بود. در اوایل سال ۱۹۱۸، شورای کمیسرهای خلق تمام بدهی‌های خارجی را باطل اعلام کرد و از پرداخت سود آن‌ها سر باز زد. در آوریل ۱۹۱۸، تجارت خارجی را ملی اعلام کرد و صادرات و واردات در انحصار دولت قرار گرفت. در ژوئن ۱۹۱۸، زیرساخت‌ها و منابع عمومی ملی اعلام شدند، هر چند اسما در مالکیت دولت بودند. ملی‌سازی همه‌جانبه تا نوامبر ۱۹۲۰ طول کشید؛ در آن زمان، دولت مالکیت صنایع کوچک را هم در اختیار گرفت.
«کمونیست‌های چپ»، یکی از جناح‌های حزب بلشویک، این اقدامات را «میانه‌روی» می‌دانستند؛ آن‌ها خواستار ملی‌سازی همه صنایع، زمین‌های کشاورزی، تجارت، دارایی، حمل و نقل و ارتباطات بودند. لنین معتقد بود چنین برنامه‌ای عملی نیست و دولت باید تنها صنایع بزرگ کاپیتالیستی را ملی کند و به صنایع کوچک تا زمانی که بزرگ شوند، اجازه خصوصی بودن دهد. او همچنین با کمونیست‌های چپ دربارهٔ سازماندهی اقتصادی هم‌نظر نبود؛ در ژوئن ۱۹۱۸، او اعلام کرد که سلطه مرکزی بر صنایع لازم است اما کمونیست‌های چپ معتقد بودند هر کارخانه باید تحت سلطه کارگرانش باشد. کمونیست‌های چپ و دیگر جناح‌های حزب کمونیست که پیرو چشم‌انداز لیبرترین چپ بودند، از زوال نهادهای دموکراتیک روسیه انتقاد کردند. در سطح بین‌الملل، بسیاری از سوسیالیست‌ها نیز با رژیم لنین مخالفت کردند و با اشاره به اینکه در روسیه مشارکت سیاسی گسترده و دموکراسی صنعتی وجود ندارد، آن را سوسیالیستی ندانستند. در اواخر سال ۱۹۱۸، کارل کائوتسکی، مارکسیست اهل چک و اتریش، رساله‌ای در نقد لنین نوشت و ماهیت ضددموکراتیکی روسیه شوروی را محکوم کرد. لنین پاسخ تندی به کائوتسکی داد. مارکسیست آلمانی رزا لوکزامبورگ نیز از کائوتسکی دفاع کرد و آنارشیست روس پتر کروپوتکین قدرت‌گیری بلشویک‌ها را «دفن‌شدن انقلاب روسیه» لقب داد.

## عهدنامه برست-لیتوفسک
لنین از آغاز قدرت‌گیری، یکی از سیاست‌های کلیدی دولت خود را صلح با قدرت‌های مرکز و بیرون‌کشیدن روسیه از جنگ جهانی می‌دانست. او اعتقاد داشت با طولانی‌شدن جنگ، نیروهای نظامی خسته‌ازجنگ روسیه که به آن‌ها وعده صلح داده شده بود، به مخالفت با او برخواهند خاست؛ لنین هم قوای روس و هم ارتشِ درحال‌پیشروی آلمان را خطری برای دولت خود و سوسیالیسم جهانی می‌یافت. با این وجود، دیگر بلشویک‌ها، به خصوص نیکلای بوخارین و کمونیست‌های چپ، اعتقاد داشتند صلح با قدرت‌های مرکز خیانتی به سوسیالیسم بین‌المللی خواهد بود و روسیه باید «جنگ دفاع انقلابی» را تا زمان خیزش پرولتاریای آلمان علیه دولت خودشان، ادامه دهد.
لنین در نوامبر ۱۹۱۷ فرمان صلح (مبنی بر آتش‌بس ۳ ماهه) را صادر کرده بود که توسط دومین کنگره شوراها تأیید و سپس به دولت‌های آلمان و اتریش-مجارستان تقدیم شد. آلمان از این پیشنهاد استقبال کرد زیرا آن را فرصتی برای تمرکز بر جهبه غرب یافت. در نوامبر مذاکرات صلح در برست-لیتوفسک که مقر فرماندهی عالی آلمان در جبهه شرقی بود، میان آلمانی‌ها و هیئت روس به رهبری تروتسکی و آدولف یوفه آغاز شد و بر آتش‌بسی ۳ ماهه تا ژانویه به توافق رسیدند. در مذاکرات، آلمانی‌ها اصرار داشتند مناطقی که فتح کرده بودند (شامل لهستان، لیتوانی و کورلند) را نگه دارند اما روس‌ها پاسخ دادند این با حق آن ملل برای تعیین سرنوشت خودشان در تعارض است. برخی از بلشویک‌ها امید داشتند مذاکرات را تا شروع انقلاب پرولتری در سراسر اروپا، طولانی کنند. در ۷ ژانویه ۱۹۱۸، تروتسکی به پتروگراد بازگشت و اولتیماتوم قدرت‌های مرکز را با دولت خود در میان گذاشت: یا روسیه درخواست‌های آلمان دربارهٔ آن سرزمین‌ها را می‌پذیرد یا جنگ ادامه خواهد داشت.

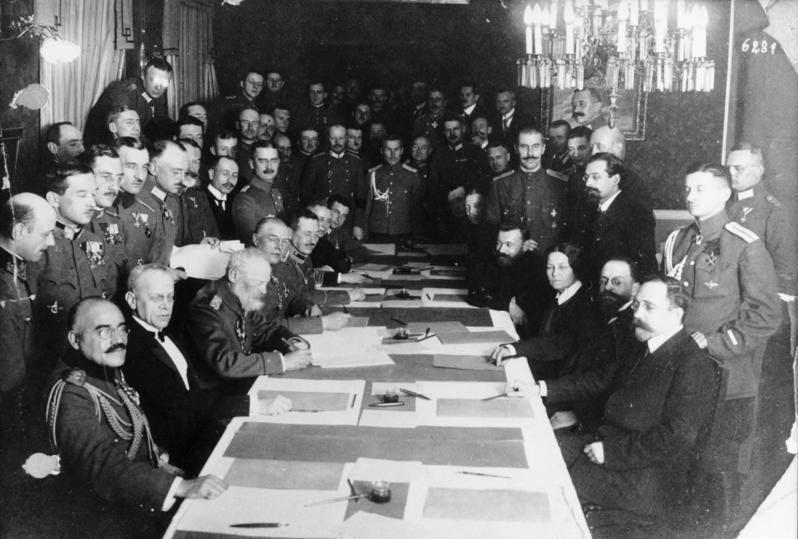
امضای آتش‌بس آلمان و روسیه در ۱۵ دسامبر ۱۹۱۷

لنین در ژانویه و باری دیگر در فوریه بلشویک‌ها را تشویق کرد خواسته‌های آلمان را بپذیرند. او معتقد بود از دست دادن قلمرو در صورتی که منجر به بقای دولت بلشویکی شود، قابل قبول است. اکثر بلشویک‌ها با او مخالف و امیدوار به طولانی‌شدن آتش‌بس و سر باززدن از درخواست‌های آلمان بودند. در ۱۸ فوریه، ارتش آلمان عملیات تهاجمی دیگری را آغاز و با پیشروی بیشتر در خاک روسیه، دوینسک را در یک روز فتح کرد. در نتیجه، لنین کمیته مرکزی بلشویک‌ها را راضی به پذیرفت خواسته‌های قدرت‌های مرکز کرد. در ۲۳ فوریه، قدرت‌های مرکز اولتیماتوم جدیدی صادر کردند: اگر روسیه سلطه آلمان بر لهستان، دولت‌های بالتیک و علاوه بر این‌ها اوکراین را به رسمیت نشناسد، آلمان به صورت همه‌جانبه به روسیه حمله خواهد کرد.
در ۳ مارس، عهدنامه برست-لیتوفسک امضا شد که باعث شد روسیه بخش‌های عظیمی از خاک خود را از دست بدهد و همچنین ۲۶٪ جمعیت، ۳۷٪ زمین‌های کشاورزی، ۲۸٪ صنایع، ۲۶٪ راه‌آهن وسه چهارم ذخایر معدنی آهن و زغال‌سنگ آن تحت کنترل آلمان قرار بگیرد. نتیجتاً، عهدنامه نارضایتی سیاستمداران روس را سبب شد و گروهی از بلشویک‌ها و سوسیالیست‌های انقلابی چپ به نشانه اعتراض از شورای کمیسرهای خلق استعفا دادند. بعد از امضای عهدنامه، دولت روسیه بر شکل‌دهی به انقلاب پرولتری در آلمان تمرکز و مطالب ضدجنگ و ضددولت در آن کشور چاپ کرد. دولت آلمان، برای تلافی، دیپلمات‌های روس را اخراج کرد. با این وجود، عهدنامه برست-لیتوفسک مانع شکست قدرت‌های مرکز نشد؛ در نوامبر ۱۹۱۸ ویلهلم دوم استعفا داد و دولت جدید آلمان با متفقین آتش‌بسی به امضا رساند. عهدنامه برست-لیتوفسک بعد از این اتفاق، توسط شورای کمیسرهای خلق باطل اعلام شد.

## مبارزه با کولاک‌ها، چکا و وحشت سرخ
تا اوایل سال ۱۹۱۸، بسیاری از شهرهای غرب روسیه به دلیل کمبود مواد غذایی درگیر قحطی شده بودند. لنین کولاک‌ها (آن دسته از دهقانان که ثروتمندتر بودند) را مقصر قحطی قلمداد و آنان را متهم کرد که برای سود بیشتر، غله را احتکار کرده‌اند. در مه ۱۹۱۸، لنین فرمانی برای تشکیل یگان‌های مسلحی صادر کرد که وظیفه داشتند غلات را از کولاک‌ها بگیرند و در شهرها پخش کنند. در ژوئن، او خواستار تشکیل «کمیته دهقانان فقیر» برای یاری در این مسئله شد. نتیجه این سیاست، بی‌نظمی و خشونت گسترده اجتماعی بود زیرا یگان‌های مسلح اغلب با دهقانان درگیر می‌شدند و همین به آغاز جنگ داخلی کمک کرد. لنین در اوت ۱۹۱۸ در تلگرافی به بلشویک‌ها پنتزا دستور داد با هدف سرکوب شورش دهقانان، ۱۰۰ «کولاک معروف، ثروتمند و زالو» را به صورت عمومی اعدام کنند.
تصاحب دولتی غلات باعث شد دهقانان انگیزه خود برای تولید محصول بیشتر از نیاز شخصی را از دست دهند و در نتیجه، تولید کاهش یافت. در کنار اقتصاد دولتی، بازار سیاه رونق گرفت و لنین دستور داد سفته‌بازان، حاضران در بازار سیاه و غارت‌گران اعدام شوند. سوسیالیست‌های انقلابی و سوسیالیست‌های انقلابی چپ هر دو تصاحب مسلحانه غله را در پنجمین کنگره شوراها در ژوئیه ۱۹۱۸ محکوم کردند. لنین در دسامبر ۱۹۱۸ کمیته دهقانان فقیر را منحل کرد زیرا دریافته بود کمیته علاوه بر کولاک‌ها، دیگر دهقانان را نیز سرکوب می‌کند و باعث پرورش حس مخالفت با دولت در آن‌ها می‌شود.
لنین به دفعات به نیاز به استفاده از وحشت و خشونت برای نابودی نظام قدیم و موفقیت انقلاب تأکید کرده بود. او در نوامبر ۱۹۱۷ در سخنرانی برابر کمیته مرکزی اجرای شوراها گفت که «دولت نهادی است که برای اعمال خشونت ساخته شده‌است. در گذشته این خشونت را ثروتمندان انگشت‌شماری علیه تمام مردم اعمال می‌کردند. حالا ما می‌خواهیم [...] از خشونت برای حفظ منافع مردم استفاده کنیم.» او قویا با لغو مجازات اعدام مخالف بود. لنین در دسامبر ۱۹۱۷ دستور داد کمیسیون اضطراری مبارزه با ضدانقلاب و خرابکاری (چکا) تشکیل شود زیرا بیم داشت مخالفان بلشویک‌ها دولتش را ساقط کنند. ریاست چکا به فلیکس ژرژینسکی سپرده شد.

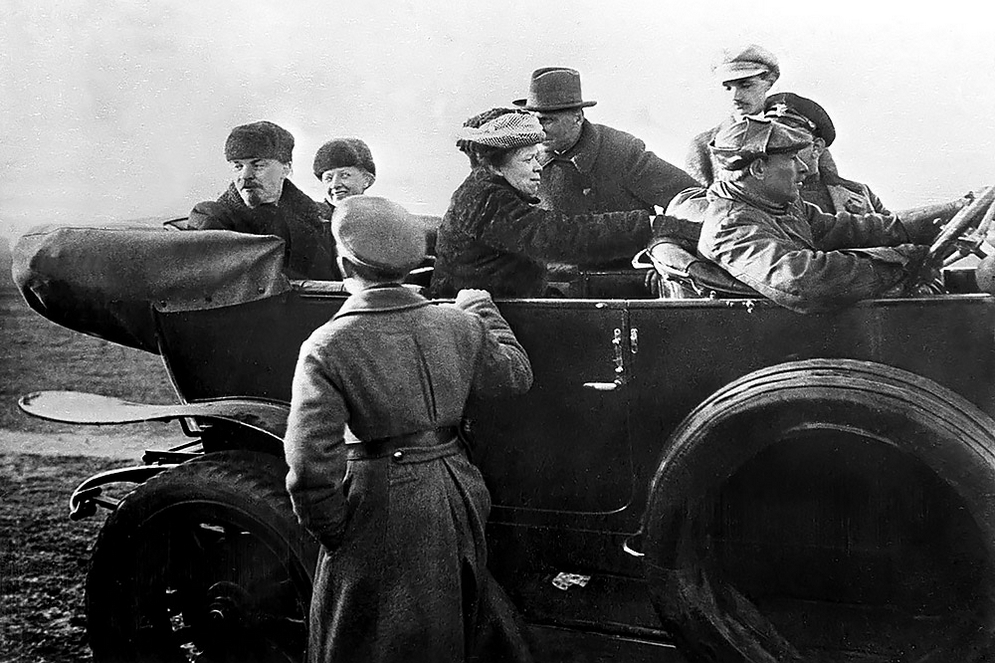
لنین به همراه همسر و خواهرش در حال تماشای رژه ارتش سرخ در مسکو، مه ۱۹۱۸

شورای کمیسرهای خلق در سپتامبر ۱۹۱۸ فرمانی صادر کرد که آغازگر وحشت سرخ، نظام سرکوبی که توسط چکا انجام می‌شد، گردید. وحشت سرخ را گاه تلاشی برای نابودی کاملاً بورژوازی توصیف کرده‌اند اما لنین قصد نداشت تمام این طبقه را نابود کند، بلکه به دنبال نابودی آن‌هایی بود که قصد داشتند از نو حکومت خود را برقرار کنند. اکثر قربانیان وحشت سرخ شهروندان ثروتمند یا اعضای سابق رژیم تزاری بودند؛ دیگر قربانیان، مخالفان بلشویک‌ها و اقشاری مثل تن‌فروشان بودند. چکا این امکان را داشت که افرادی که دشمن دولت محسوب می‌شدند را بدون کمک‌گیری از تریبون‌های انقلابی محکوم و سپس حکم را اجرا کند. اغلب کشتارهای چکا در تعداد زیادی انجام می‌شد؛ مثلاً چکای پتروگراد ۵۱۲ را در چند روز اعدام کرد. اسناد کافی برای مشخص کردن تعداد دقیق قربانیان وحشت سرخ وجود ندارد اما مورخان آن را میان ۱۰ تا ۱۵ هزار یا ۵۰ تا ۱۴۰ هزار نفر تخمین زده‌اند.
لنین هرگز اجرای خشونت را تماشا نمی‌کرد یا شخصاً به آن متوسل نمی‌شد و به صورت عمومی از آن دوری می‌جست. او در مقالاتش به ندرت خواستار اعدام کسی می‌شد اما به‌طور معمول در پیام‌های رمزگذاری‌شده یا یادداشت برای معتمدانش دستور به انجام آن می‌داد. بسیاری از بلشویک‌ها مخالفتشان با اعدام‌های جمعی چکا یا عدم پاسخگویی سازمان را به صورت عمومی ابراز کردند. حزب کمونیست تلاش کرد چکا را کنترل کند و در فوریه ۱۹۱۹ حق محکوم و اعدام‌کردن در مناطقی که در آن‌ها رسماً حکومت نظامی برقرار نبود را از سازمان گرفت اما چکا به اعدام در سایر نقاط ادامه می‌داد. تا ۱۹۲۰، چکا به قدرتمندترین نهاد روسیه شوروی تبدیل شده بود و در سایر دستگاه‌ها اعمال نفوذ می‌کرد.
فرمانی به تاریخ آوریل ۱۹۱۹ زمینه‌ساز تأسیس اردوگاه‌های توقیف شد. مدیریت این اردوگاه‌ها ابتدا در اختیار چکا بود اما بعداً آن را به نهاد تازه‌تاسیس گولاگ سپردند. تا پایان سال ۱۹۲۰، تعداد این اردوگاه‌ها به ۸۴ عدد می‌رسید و ۵۰ هزار نفر در آن‌ها زندانی بودند؛ تا ۱۹۲۳، تعدادشان به ۳۱۵ اردوگاه و ۷۰ هزار زندانی افزایش پیدا کرده بود. از این زندانیان بیگاری گرفته می‌شد. از ژوئیه ۱۹۲۲، روشنفکرانی مخالف بلشویک‌ها پنداشته می‌شدند را به مناطق سخت روسیه یا خارج از کشور تبعید می‌کردند. لنین شخصاً فهرست کسانی که این‌گونه با ایشان برخورد می‌شد را بررسی می‌کرد. در مه ۱۹۲۲، لنین طی فرمانی خواستار اعداد روحانیون مخالف بلشویک‌ها شد؛ در نتیجه، بین ۱۴ تا ۲۰ هزار تن از آنان کشته شدند. علاوه بر کلیسای ارتدکس روسیه که بیشترین آسیب را دید، سیاست‌های دین‌ستیز حکومت بر کلیساهای کاتولیک و پروتستان، مساجد اسلامی و کنیسه‌های یهودی نیز اثر گذاشت.

## جنگ داخلی روسیه و جنگ شوروی با لهستان
لنین انتظار داشت اشراف و بورژوازی روسیه با دولتش مخالفت کند اما همچنین معتقد بود به دلیل برتری عددی طبقات پایین جامعه که بلشویک‌ها می‌توانستند آن‌ها را بسیج کنند، منجر به پیروزی سریع آن‌ها در هر منازعه‌ای خواهد شد. نتیجتاً، او نتوانست مخالفت‌های شدید با بلشویک‌ها در روسیه را پیش‌بینی کند. جنگ داخلی روسیه «سرخ‌ها» که طرفدار بلشویک‌ها بودند را در برابر «سفیدها» که با آن‌ها مخالفت می‌کردند قرار داد و علاوه بر آن، منجر به درگیری‌های قومی در مرزهای روسیه و همچنین درگیری سرخ‌ها و سفیدها با دهقانان («سبزها») شد. مورخان گاه جنگ داخلی روسیه را به همین دلیل دو جنگ جداگانه محسوب می‌کنند: یک جنگ میان انقلابیون و ضدانقلاب‌ها و جنگ دیگر میان دو جناح انقلابی.
ارتش‌های سفید را مقامات پیشین رژیم تزاری تأسیس کردند و سپاه داوطلب آنتون دنیکین در «روسیه جنوبی» ، نیروهای الکساندر کولچاک در سیبری و قوای نیکلای یودنیچ در ملل بالتیک از جمله آن‌ها بودند. زمانی که لژیون چک، گروهی ۳۵ هزار نفره از اسیران جنگی روس، علیه بلشویک‌ها شدند و با کمیته اعضای مجمع قانون اساسی متحد گردیدند و در سامارا تشکیل دولت دادند، بر قدرت سفیدها افزوده شد. دولت‌های غربی که عهدنامه برست-لیتوفسک را خیانت‌آمیز یافته بودند و از تبلیغات بلشویک‌ها برای انقلاب جهانی بیمناک بودند، از سفیدها حمایت می‌کردند. در سال ۱۹۱۸، بریتانیا، فرانسه، ایالات متحده، کانادا و صربستان ۱۰ هزار سرباز در مورمانسک پیاده و کاندالاکشا را فتح کردند. سال بعد، بریتانیا، آمریکا و ژاپن وارد ولادی‌وستوک شدند. قوای غربی مدتی بعد از جنگ داخلی روسیه خارج شدند و تنها به کمک‌های تجهیزاتی و مستشاری بسنده کردند اما ژاپن که جنگ را فرصتی برای توسعه ارضی می‌یافت، کماکان به حضور در روسیه ادامه داد.
لنین تروتسکی را مأمور شکل‌دهی به ارتش سرخ کارگران و دهقانان کرد و با حمایت او، تروتسکی در سپتامبر ۱۹۱۸ شورای نظامی انقلابی را تأسیس کرد و خود تا ۱۹۲۵ رهبر آن بود. لنین همچنین با حضور افسران سابق ارتش تزاری در ارتش سرخ موافقت کرد، هر چند تروتسکی فعالیت‌های آنان را زیر نظر داشت. پتروگراد و مسکو، دو شهر بزرگ روسیه، در کنار بیشتر روسیه کبیر تحت سلطه سرخ‌ها بودند و سفیدها تنها مناطق حاشیه‌ای امپراتوری سابق را در اختیار داشتند. همین مسئله، در کنار حس برتر پنداری روس‌ها که در آن‌ها وجود داشت و مانع کمک اقلیت‌های منطقه‌ای به آنان می‌شد، سبب تضعیف آنان گردید. مخالفان بلشویک‌ها در مناطق تحت کنترل خود در طی «وحشت سفید» کسانی که ظن بلشویک‌بودن به آنان می‌رفت را هدف قرار می‌دادند. وحشت سفید در مقایسه با وحشت سرخ، بسیار خودجوش‌تر بود. هم ارتش سرخ و هم ارتش سفید به یهودیان حمله می‌کردند که لنین در واکنش بیانیه‌ای صادر و یهودستیزی را محکوم کرد و آن را حاصل پروپاگاندای کاپیتالیست‌ها دانست.

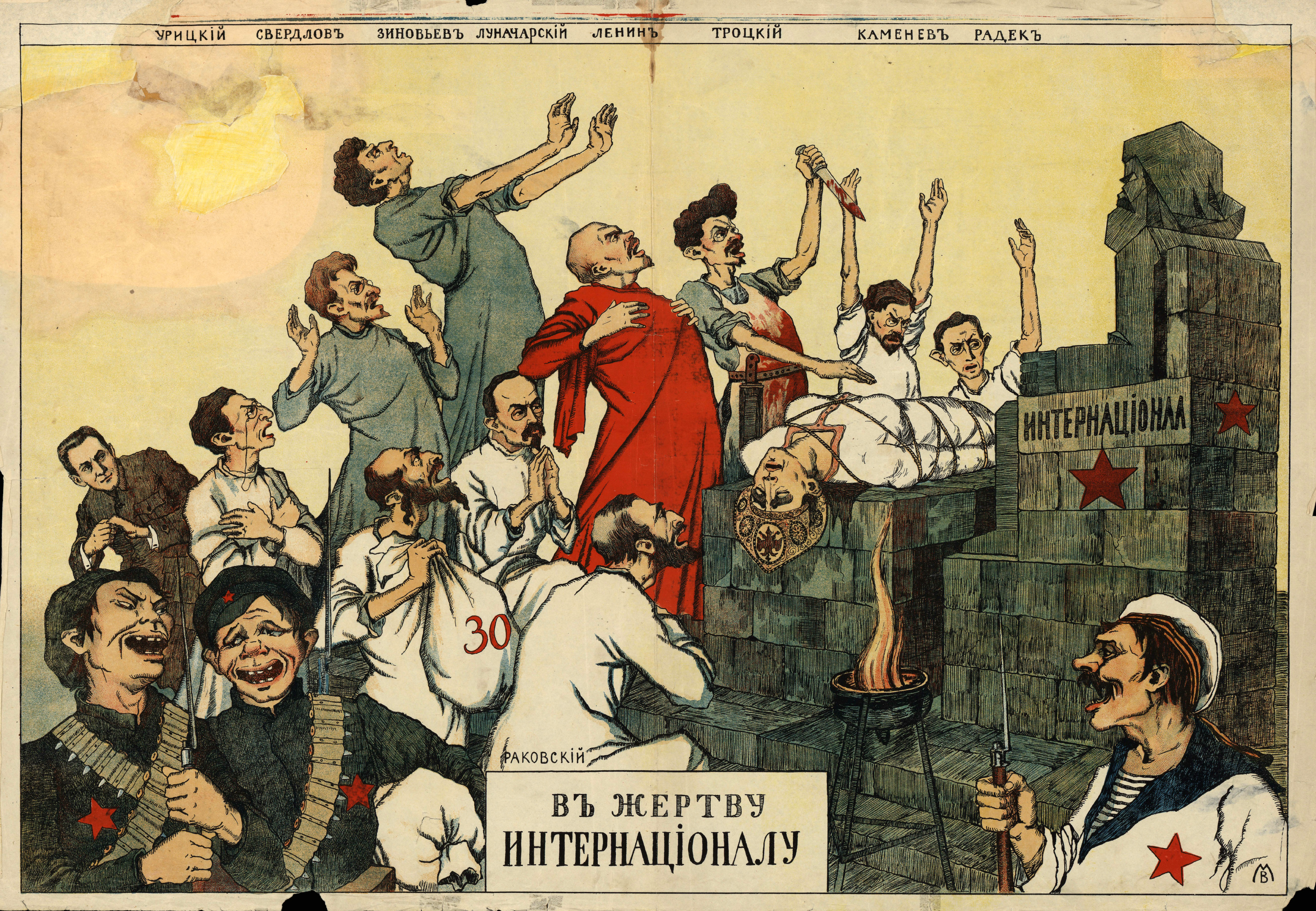
پروپاگاندای روس‌های سفید؛ لنین درحال قربانی‌کردن روسیه در برابر مجسمه مارکس (۱۹۱۸–۱۹۱۹)

در ژوئیه ۱۹۱۸، یاکوف اسوردلوف به شورای کمیسرهای خلق اطلاع داد که شورای محلی منطقه اورال تزار سابق و خانواده‌اش را از بیم نجات آن‌ها توسط ارتش‌های سفید، اعدام کرده‌است. مدرکی وجود ندارد که دخالت لنین در این اعدام را نشان دهد اما مورخانی مثل ریچارد پایپز و دمیتری وولکوگونوف معتقد هستند که احتمالاً لنین دستور این کار را داده‌است؛ برخلاف آنان، جیمز رایان می‌گوید «هیچ دلیلی» برای پذیرش این ادعا وجود ندارد. به هر روی، لنین این اعدام را ضروری و مشابه اعدام لوئی شانزدهم در انقلاب فرانسه می‌دانست.
بعد از امضای عهدنامه برست-لیتوفسک، بلشویک‌ها در نظر سوسیالیست‌های انقلابی چپ «خائنان به انقلاب» محسوب می‌شدند. در ژوئیه ۱۹۱۸، یاکوف بلومکین که از سوسیالیست‌های انقلابی چپ بود، سفیر آلمان به روسیه را ترور کرد که منجر به درگیری دیپلماتیکی میان دو کشور گردید که می‌توانست آغازگر جنگی انقلابی علیه آلمان شود. سوسیالیست‌های انقلابی چپ سپس در مسکو کودتا کردند و بر کرملین آتش گشوده و بر دفتر پست مرکزی شهر مسلط شدند اما نهایتاً قوای تروتسکی آنان را متوقف کرد. رهبران و بسیاری از اعضای حزب دستگیر و زندانی شدند اما با آنان نسبت به سایر مخالفان بلشویک‌ها ملایم‌تر رفتار شد.
تا سال ۱۹۱۹، ارتش‌های سفید مجبور به عقب‌نشینی شدند و در آغاز سال ۱۹۲۰ در هر سه جبهه شکست خوردند. با وجود پیروزی بلشویک‌ها، مساحت روسیه کاهش پیدا کرده بود زیرا بسیاری از اقوام غیرروس کشور پرچم استقلال برافراشته بودند. در برخی موارد، مثل استونی، لیتوانی، لتونی و فنلاند، شوروی‌ها استقلال آنان را شناختند و با آنان عهدنامه صلح امضا کردند اما در موارد دیگر، ارتش سرخ نیروهای تجزیه‌طلب در اوکراین و قفقاز را سرکوب کرد، هر چند درگیری‌ها در آسیای مرکزی تا اواخر دهه ۱۹۲۰ ادامه داشت.
بعد از خروج قوای آلمانی از اروپای شرقی در نتیجه پایان جنگ جهانی، نیروهای روسیه شوروی و لهستان روبروی یکدیگر قرار گرفتند. هم دولت تازه‌تاسیس لهستان و هم روسیه شوروی خواستار توسعه خاک خود در منطقه بودند. اولین درگیری در فوریه ۱۹۱۹ اتفاق افتاد که منجر به جنگ لهستان-شوروی شد. این جنگ برای صدور انقلاب و آینده اروپا اهمیت بیشتری داشت. قوای لهستان در مه ۱۹۲۰ وارد اوکراین شدند و کیف را اشغال کردند. ارتش سرخ نهایتاً موفق شد نیروهای لهستان را عقب براند و لنین با امید خیزش پرولتاریای لهستان و آغاز انقلاب در اروپا، دستور حمله به لهستان را صادر کرد. تروتسکی و دیگر بلشویک‌ها مطمئن نبودند اما به هر روی اطاعت کردند. پرولتاریای لهستان شورش نکرد و ارتش سرخ در نبرد ورشو شکست خورد. قوای لهستان ارتش سرخ را مجبور به عقب‌نشینی به داخل روسیه کرد و بلشویک‌ها خواستار صلح شدند؛ صلح ریگا به امضا رسید و روسیه مجبور شد بخش‌هایی از خاک خود را به لهستان بدهد.

## کمینترن و انقلاب جهانی
پس از آتش‌بس در جبهه غرب، لنین تصور می‌کرد که شروع انقلاب در اروپا قریب‌الوقوع است. شورای کمیسرهای خلق که قصد تسریع این امر را داشت، در مارس ۱۹۱۹ از تأسیس دولت شورایی در بلا کون مجارستان حمایت و به جمهوری شورایی باواریا و سایر شورش‌های سوسیالیستی انقلابی در دیگر نقاط آلمان، از جمله شورش اتحادیه اسپارتاکوس، کمک کردند. در طول جنگ داخلی روسیه، ارتش سرخ به جمهوری‌های تازه‌مستقل‌شده در مرزهای روسیه اعزام شد تا به مارکسیست‌های محلی در برپایی نظام‌های شورایی یاری رساند. در اروپا، این امر منجر به ایجاد دولت‌های جدید تحت رهبری کمونیست‌ها در استونی، لتونی، لیتوانی، بلاروس و اوکراین و تأسیس حکومت کمونیستی در مغولستان بیرونی در شرق شد. بسیاری از بلشویک‌های بلندپایه خواستار ادغام این دولت‌ها به روسیه بودند اما لنین اصرار داشت که باید به حساسیت‌های ملی احترام گذاشت، هرچند به رفقای خود اطمینان داد که احزاب کمونیست این کشورها در عمل تحت سلطه شورای کمیسرهای خلق هستند.
در اواخر سال ۱۹۱۸، حزب کار بریتانیا طالب برپایی کنفرانسی بین‌المللی با حضور احزاب سوسیالیست شد. لنین این را احیای بین‌الملل دوم که از آن بیزار بود، می‌یافت و به همین دلیل، کنفرانس بین‌المللی سوسیالیستی خود را به راه انداخت. در مارس ۱۹۱۹، اولین کنگره کمونیست بین‌الملل (کمینترن) با کمک زینوویف، نیکلای بوخارین، تروتسکی، کریستین راکوفسکی و آنجلیکا بالابنوف، در مسکو آغاز شد. رسانه‌های خارجی این کنفرانس را پوشش ندادند و از ۳۴ نماینده حاضر، ۳۰ تن از کشورهای امپراتوری سابق روسیه بودند و بیشتر نمایندگان توسط هیچ حزب سوسیالیستی در کشور خود به رسمیت شناخته نمی‌شدند. به همین جهت، دیدگاه بلشویک‌ها در کنفرانس غالب شد و لنین متعاقباً مجموعه‌ای از مقررات تدوین کرد که مطابق آن، تنها احزاب سوسیالیستی که دیدگاه بلشویک‌ها را تأیید می‌کردند، اجازه پیوستن به کمینترن را داشتند. لنین در اولین کنفرانس برای نمایندگان سخنرانی کرد و ضمن تاختن به تجدیدنظرطلبانی مثل کارل کائوتسکی که خواستار رسیدن به سوسیالیسم از راه ورود نمایندگان به مجلس کشورها بودند، درخواست خود برای سرنگونی خشونت‌آمیز دولت‌های بورژوازی اروپا را تکرار کرد. هر چند گریگوری زینوویف به عنوان رئیس کمینترن انتخاب شد، لنین نفوذ قابل توجه خود بر آن را حفظ کرد.
دومین کنگره کمینترن در ژوئیه ۱۹۲۰ در مؤسسه اسمولنی در پتروگراد آغاز شد و این آخرین باری بود که لنین از شهری غیر از مسکو بازدید کرد. او در این کنفرانس نمایندگان خارجی را به تقلید از نحوه قدرت‌گیری بلشویک‌ها تشویق کرد و دیدگاه دیرینه خود (که سرمایه‌داری را مرحله‌ای ضروری در توسعه جامعه می‌دانست) را رها کرد؛ در عوض، ملت‌های تحت استعمار را به انتقال مستقیم از مرحله پیش از سرمایه‌داری به سوسیالیسم فراخواند. لنین برای این کنفرانس کمونیسم چپ: یک اختلال شیرخوارگی را تألیف کرد؛ این کتاب کوتاهی بود که لنین در آن از عناصر درون احزاب کمونیست بریتانیا و آلمان که از ورود به نظام‌های پارلمانی و اتحادیه‌های کارگری کشورشان خودداری می‌کردند، انتقاد کرده‌است. در عوض، او از آن‌ها خواست که برای کمک به آرمان انقلاب چنین کنند. این کنفرانس به دلیل جنگ جاری با لهستان چند روز متوقف و سپس به مسکو منتقل شد و برگزاری جلسات آن تا ماه اوت ادامه پیدا کرد. انقلاب جهانی که لنین پیش‌بینی کرده بود، تحقق نیافت؛ حکومت کمونیستی مجارستان سرنگون و شورش‌های مارکسیستی آلمان سرکوب شدند.

## قحطی و سیاست‌های نوین اقتصادی
در درون حزب کمونیست دو جناح ناراضی به نام‌های گروه سانترالیسم دموکراتیک و اپوزیسیون کارگری وجود داشت که هر دو دولت روسیه را متهم می‌کردند که بیش از حد متمرکز و بوروکراتیک است. اپوزیسیون کارگری که ارتباطاتی با اتحادیه‌های رسمی کارگری دولتی داشت نگرانی خود مبنی بر اینکه دولت اعتماد طبقه کارگر روسیه را از دست داده، ابراز کرد. آن‌ها از پیشنهاد تروتسکی مبنی بر حذف اتحادیه‌های کارگری خشمگین بودند. او اتحادیه‌ها را در یک «دولت کارگری» زائد می‌یافت اما لنین مخالف بود و معتقد بود که حفظ آن‌ها تصمیمی بهتر است؛ بیشتر بلشویک‌ها در بحث اتحادیه‌های کارگری جانب لنین را گرفتند. لنین برای مقابله با مخالفت‌های درون‌حزبی، در کنگره دهم حزب در فوریه ۱۹۲۱ فعالیت‌های جناحی درون حزب را ممنوع کرد.

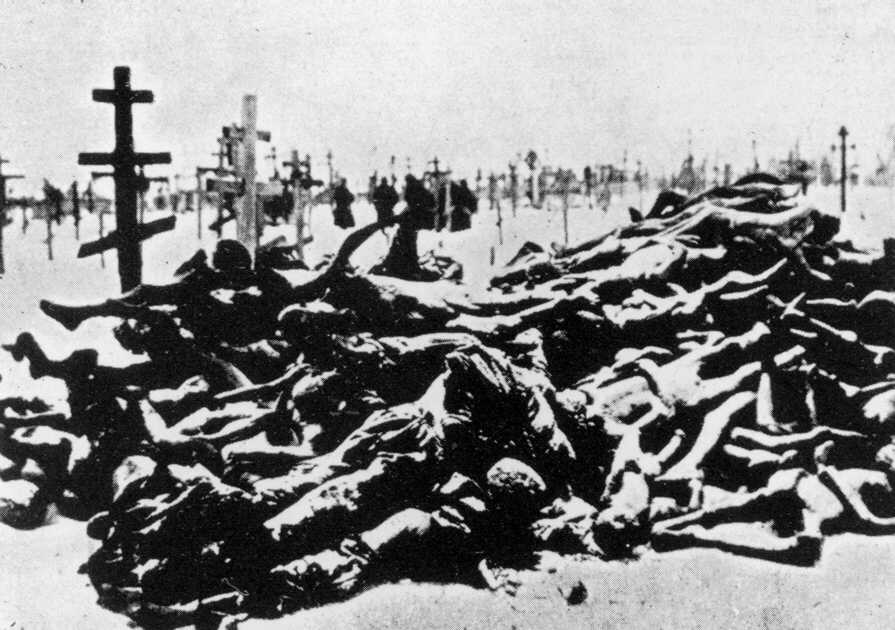
قربانیان قحطی روسیه

قحطی روسیه در سال‌های ۲۲–۱۹۲۱ که تا حدودی ناشی از خشکسالی بود، شدیدترین قحطی بود که این کشور از سال‌های ۹۲–۱۸۹۱ تجربه کرده بود؛ قحطی ۲۲–۱۹۲۱ منجر به مرگ حدود پنج میلیون نفر شد. تصاحب غلات توسط دولت و همچنین صادرات مقادیر زیاد غلات بر شدت قحطی افزود. دولت آمریکا برای کمک به قربانیان قحطی اداره امداد آمریکا را برای توزیع مواد غذایی در روسیه ایجاد کرد. لنین به این کمک مشکوک بود و آن را از نزدیک زیر نظر داشت. در جریان قحطی، پاتریارک تیخون از کلیساهای ارتدوکس خواست تا دارایی‌های غیرضروری خود را برای کمک به گرسنگان بفروشند و دولت نیز این اقدام را تأیید کرد. در فوریه ۱۹۲۲، شورای کمیسرهای خلق پا را فراتر گذاشت و دستور داد تمام اشیاء با ارزش متعلق به نهادهای مذهبی به زور تصاحب و فروخته شوند. تیخون با فروش اقلام مورد استفاده برای عشای ربانی مخالفت و بسیاری دیگر از روحانیون نیز در برابر این تصاحب‌ها مقاومت کردند که حاصل آن درگیری‌های خشونت‌آمیز بود.
در سال‌های ۱۹۲۰ و ۱۹۲۱ مخالفت‌های محلی با تصاحب غلات منجر به شورش‌های دهقانی ضدبلشویک در سراسر روسیه شد که از سوی دولت سرکوب شدند. از جمله آن‌ها، قیام تامبوف بود که ارتش سرخ آن را سرکوب کرد. در فوریه ۱۹۲۱، کارگران در پتروگراد دست به اعتصاب زدند و در نتیجه در شهر دولت حکومت نظامی اعلام کرد و در ارتش سرخ برای فرونشاندن تظاهرات اعزام شد. در ماه مارس، شورش کرونشتات با قیام ملوانان بندر کرونشتات علیه دولت بلشویک آغاز شد؛ آنان خواستار این بودند که به همه سوسیالیست‌ها آزادی بیان، به اتحادیه‌های کارگری مستقل آزادی گردهمایی و به دهقانان اجازه فروش محصول در بازار آزاد داده شود و از تصاحب غله معاف شوند. لنین اعلام کرد که شورشیان توسط سوسیالیست‌های انقلابی و امپریالیست‌های خارجی گمراه شده‌اند و خواستار سرکوب خشونت‌آمیز شد. تحت رهبری تروتسکی، ارتش سرخ این شورش را در ۱۷ مارس فرونشاند که منجر به کشته‌شدن هزاران نفر و اسارت بسیاری دیگر در اردوگاه‌های کار اجباری شد.
در فوریه ۱۹۲۱، لنین سیاست‌های نوین اقتصادی را به پلیتبورو ارائه کرد؛ او بیشتر اعضای بلندپایه بلشویک‌ها را دربارهٔ ضرورت این سیاست متقاعد کرد و در ماه آوریل تصویب شد. لنین این سیاست را در رساله‌ای به نام اندر مالیات غذا توضیح داد و در آن اظهار داشت که سیاست‌های نوین اقتصادی بازگشت به طرح‌های اقتصادی اصلی بلشویک‌هاست که به دلیل جنگ داخلی (که دولت را مجبور به «کمونیسم جنگی» کرده بود) از از مسیر اصلی خود خارج شده بود. سیاست‌های نوین اقتصادی به برخی از شرکت‌های خصوصی در داخل روسیه اجازه کار می‌داد، نظام کار در برابر دستمزد را از نو برقرار می‌کرد و دهقانان می‌توانستند محصول تولیدی خود را در بازار آزاد و با پرداخت مالیات بروشند. با این وجود، صنایع اساسی، حمل و نقل و تجارت خارجی تحت کنترل دولت باقی ماند. لنین این را «سرمایه‌داری دولتی» نامید و بسیاری از بلشویک‌ها آن را خیانت به اصول سوسیالیستی یافتند. زندگی‌نامه‌نویسان لنین اغلب سیاست‌های نوین اقتصادی را یکی از مهم‌ترین دستاوردهای او محسوب کرده‌اند و برخی بر این باورند که اگر اجرا نشده بود، دولت بلشویکی به سرعت توسط شورش‌های مردمی سرنگون می‌شد.
در ژانویه ۱۹۲۰، دولت شغل را برای شهروندان ۱۶ تا ۵۰ الزامی کرد. لنین همچنین خواستار اجرای پروژه برق‌رسانی انبوه (به نام طرح گوئلرو) شد که از فوریه ۱۹۲۰ آغاز گردید؛ اعلامیه لنین («کمونیسم در کنار برق‌رسانی کلِ کشور قدرت شوروی است») در سال‌های آتی بارها مورد استفاده قرار گرفت. شورای کمیسرهای خلق با هدف توسعه اقتصاد روسیه از طریق تجارت خارجی، نمایندگانی به کنفرانس جنوا فرستاد؛ لنین امیدوار بود شخصاً در آن شرکت کند اما وخامت سلامت مانع شد. از نتایج کنفرانس توافق تجاری روسیه با آلمان و بریتانیا بود. لنین امید داشت که با اجازه‌دادن به شرکت‌های خارجی برای سرمایه‌گذاری در روسیه، باعث تشدید رقابت بین کشورهای سرمایه‌دار و در نتیجه تسریع سقوط آن‌ها شود؛ او سعی کرد میدان‌های نفتی کامچاتکا را به شرکتی آمریکایی اجاره کند تا تنش‌های بین آمریکا و ژاپن (که کامچاتکا را برای امپراتوری خود می‌خواست) افزایش دهد.

## تلاش بریتانیا برای ترور لنین
در اوایل سال ۱۹۱۸ و در ماه‌های پایانی جنگ جهانی اول، دولت بلشویکی روسیه به رهبری لنین، گفتگوهای صلح با امپراتوری آلمان و عقب کشیدن نیروهای از نفس افتاده روسیه از جنگ را آغاز کرد. اما امپراتوری بریتانیا از این کار، خشنود نبود؛ زیرا با صلح بین آلمان و روسیه، آلمان می‌توانست بر جنگ در جبهه باختر اروپا متمرکز شود؛ بنابراین یک اسکاتلندی به نام رابرت بروس لاکهارت را به عنوان نماینده خود به مسکو فرستادند. در آغاز، گفتگوهای لاکهارت و روسیه پیشرفت خوبی داشت. اما با امضای عهدنامه برست - لیتوفسک در مارس ۱۹۱۸ این گفتگوها بی‌نتیجه شدند.
بنابراین لاکهارت تلاش خود را به سرنگونی حکومت بلشویکی و جایگزین کردن آن با دولتی گذاشت که که مایل باشد علیه آلمان وارد جنگ شود؛ بنابراین در ژوئن ۱۹۱۸ برای کمک مالی به سازمان‌های ضد بلشویکی مسکو، از دولت بریتانیا درخواست پول کرد. در اواخر مه ۱۹۱۸ بریتانیا به بهانه جلوگیری از دسترسی آلمان به کمک‌های نظامی بریتانیا به روسیه، پنج هزار نیروی نظامی را به آرخانگلسک در شمال روسیه فرستاد. اما هدف، کمک به بیست هزار نیروی ویژه لتونیایی بود که مأمور حفاظت از کاخ کرملین بودند و گمان می‌رفت به نیروی ضد بلشویک بپیوندند.

لنین با کلاه گیس و ریش کامل تراشیده، در ۱۱ اوت سال ۱۹۱۷. این نگاره را دیمیتری لشچنکو برای صدور اسناد رسمی جعلی گرفت تا لنین بتواند به فنلاند بگریزد. لنین برای گرفتن این عکس مجبور شد زانو بزند.

در تابستان ۱۹۱۸ لاکهارت پس از دیدار با یکی از مخالفان محلی بلشویک‌ها به نام ساوینکوف، در تلگرافی به لندن نوشت: "پیشنهاد ساوینکوف، «انقلاب در انقلاب» است؛ یعنی به دنبال حمله متفقین، سران بلشویک‌ها کشته شوند و دیکتاتوری نظامی شکل بگیرد. روش‌های ساوینکوف خشن هستند البته در صورت موفقیت، احتمالاً کارایی خوبی خواهند داشت؛ ولی تا زمانی که تصمیم قطعی در مورد اقدام نظامی گرفته نشود ما نمی‌توانیم حرفی بزنیم یا حرکتی بکنیم."
لاکهارت همزمان همکاری با یک تبعه روسیه را آغاز کرده بود که پیشتر نام خود را از «روزن بلوم» به «سیدنی رایلی» تغییر داده بود. سیدنی رایلی یک صاحب کسب‌وکار ثروتمند بود که به تازگی همکاری با سازمان‌های اطلاعاتی بریتانیا را شروع کرده بود. او بعدها به «سردسته جاسوس‌ها» معروف شد.
در اواخر تابستان سال ۱۹۱۸ در مسکو، یک زن جوان از فاصله نزدیک دو گلوله به لنین شلیک کرد. چند ساعت بعد، پلیس مخفی دولت بلشویک (چکا) بروس لاکهارت را دستگیر و او را برای بازجویی به کاخ کرملین برد. بر پایه اسناد بازجویی و پرونده ترور، لاکهارت به دست داشتن در توطئه قتل لنین و سرنگونی دولت بلشویکی اعتراف کرده بود. اما این نماینده بریتانیا به جای محاکمه شدن، در اوایل اکتبر ۱۹۱۸ با همتای روسی خود در لندن مبادله شد. سیدنی رایلی توانست از چنگ چکا فرار کند. اما چند سال بعد با فریب به روسیه کشانده شد و با شلیک گلوله به قتل رسید.
ولادمیر اولیانوف که در این تلاش برای ترور به سختی زخمی شده بود در دو سال آخر زندگی، عملاً از هدایت حزب و کشور ناتوان مانده بود. رهبری حزب به دست دو تن از یاران نزدیک او (لئون تروتسکی و ژوزف استالین) افتاد که با هم دشمنی دیرین داشتند. پس از مرگ لنین در ژانویه ۱۹۲۴، استالین مدعی جانشینی او شد. او با توطئه‌های زیرکانه و رشته‌ای از تصفیه‌های خونین، تروتسکی و دیگر رقبا را از سر راه خود برداشت و در سال‌های پس از آن، نظامی برافراشت که یکی از ترسناک‌ترین رژیم‌های تاریخ شناخته شد و به باور بسیاری از کمونیست‌ها دیگر ربطی به آموزه‌های مارکس یا حتی لنین نداشت.
با وجود افشای اسناد محرمانه دولت بریتانیا، این کشور هنوز نقش خود در برنامه‌ریزی برای کشتن لنین را رد می‌کند.

## مرگ
ناخوشی شدید ولادیمیر لنین از سال ۱۹۲۱ آغاز شد. در سه سال آخر زندگی، حال وی به صورت فزاینده‌ای بدتر می‌شد. او در نامه‌ای که به ماکسیم گورکی نوشته بود که به شدت احساس خستگی می‌کند، نمی‌تواند بخوابد، سردردهای وحشتناکی دارد و نمی‌تواند هیچ کاری کند.

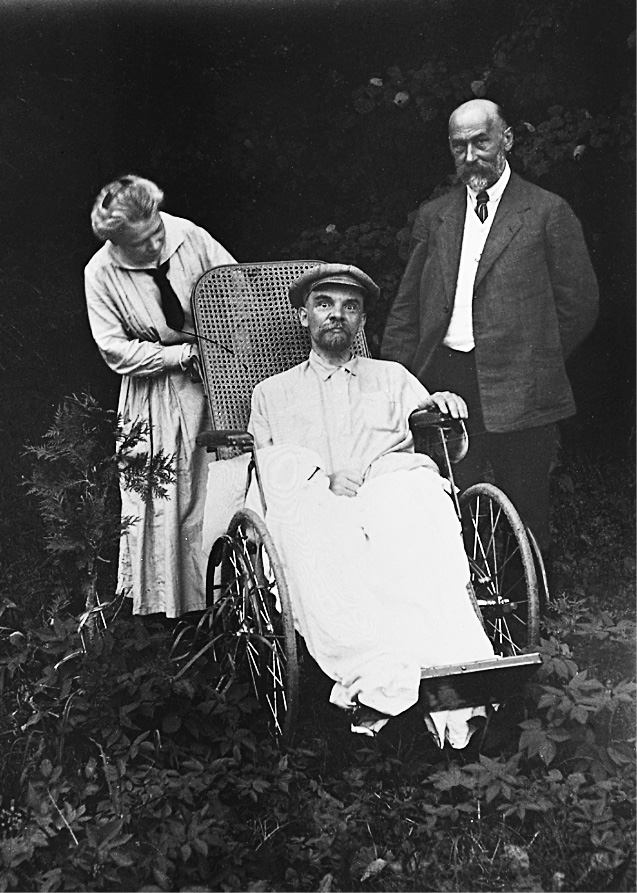
یکی از آخرین عکس‌های ولادمیر لنین در ۱۵ مه ۱۹۲۳ در نیژنی نووگورود (گورکی) در حال ناخوش و لاغر در کنار خواهرش، آنا ایلینیچنا یلیزارووا-اولیانوا و یکی از پزشکانش، فئودور الکساندرویچ گتی

لنین دو سال پیش از مرگ، سه سکته ناتوان‌کننده مغزی را تجربه کرد. بایگانی اینترنتی مارکسیست ها چنین گفته است که ولادیمیر لنین با چهارمین سکته اش از دنیا رفت.

در آن زمان با پزشکان برجسته اروپایی مشورت کردند و آن‌ها تشخیص‌های گوناگونی چون خستگی شدید عصبی، مسمومیت مزمن ناشی از سرب گلوله‌ها باقی‌مانده در بدن به خاطر تلاش برای ترور او، سختاک سرخرگها یا آرتریوسکلروز و گونه‌ای از اختلال عروقی و پرده‌های مغز ناشی از سیفلیس به نام اندارتریت لوتیکا را مطرح کردند. تشخیص آخر به خاطر همخوانی نداشتن با کالبد شکافی لنین و همچنین منفی بودن آزمایش سیفلیس در او، نامحتمل بود. با این همه به لنین محلول‌هایی حاوی آرسنیک که درمان رایج سیفلیس در آن زمان بود، تزریق می‌شد.
در ساعات پایانی زندگی، ولادمیر لنین دچار تشنج شدیدی شد. نمونه‌برداری از جسد لنین نشان داد که سرخرگ‌های منتهی به مغز او تقریباً به صورت کامل مسدود بودند. گفته می‌شود وقتی انبرک جراحی به شریان‌های او برخورد می‌کرد صدایی مانند سنگ شنیده می‌شد که نشانه رسوب شدید کلسیم در دیواره سرخرگ‌ها بود.
لنین در ۲۱ ژانویه ۱۹۲۴ در گورکی نیژنی نووگورود (گورکی) درگذشت. علت رسمی مرگ او ابتلا به یک بیماری بی‌درمان از عروق خونی گزارش شده‌است. جسد لنین را پس از مرگ مومیائی کردند و در آرامگاه لنین در زیر گنبد «قبر سرخ» در بیرون کاخ کرملین گذاشتند. نقش صورت ولادمیر اولیانوف به ضمیمه نقش صورت مارکس و انگلس بر روی پرچم‌های بسیار به عنوان «یک سه‌گانه غیرقابل اعتراض نوین رستگاری» درآمده بود.

## ایران
لنین پس از پیروزی انقلاب روسیه در ۱۶ دسامبر ۱۹۱۷ (۲۵ آذر ۱۲۹۶) اعلامیه‌ای خطاب به مسلمانان روسیه و مشرق زمین منتشر کرد: «.... ما اعلام می‌کنیم که عهدنامه سری راجع به تقسیم ایران محو و پاره شد و همین که عملیات جنگی خاتمه یافت قشون روس از ایران خارج می‌شود و حق تعیین مقدرات ایران به دست ایرانیان تأمین خواهد شد.»
ولادمیر اولیانوف ایران را شاهراه گسترش کمونیسم انقلابی به شرق می‌دانست و پس از به قدرت رسیدن، همکاری نزدیکی را با ایران آغاز کرد. این همکاری از طریق سازمان «همت» و جبهه سوسیال دموکرات‌های ایران انجام شد. مهم‌ترین همکار ایرانی او، آوتیس سلطان‌زاده بود که پس از انقلاب اکتبر به عنوان معاون لنین در امور مصادره اموال مالکان و سرمایه‌داران روس منصوب شد.
ولادمیر لنین اعلام کرد که سیاست‌های دولت‌های امپراتوری روسیه و بریتانیا باعث فقر و عقب‌ماندگی ایران و جلوگیری از دسترسی مردم ایران به آزادی و دموکراسی بوده‌اند. به همین دلیل قراردادهای استعماری روسیه تزاری با ایران (مانند قرارداد حق کشتیرانی ایران در دریای کاسپین) را لغو کرد.

## تفکرات سیاسی

### مارکسیسم و لنینیسم
لنین به عنوان یک مارکسیست، باور عمیقی به تفکرات مارکس داشت و معتقد بود خوانش او از مارکسیسم که برای اولین بار توسط مارتوف در سال ۱۹۰۴ «لنینیسم» نامیده شد، تنها تفسیر معتبر و صحیح است. در دیدگاه مارکسیستی او، بشریت دیر یا زود به کمونیسم خالص خواهد رسید و جامعه‌ای کارگری برابری‌طلبانه، فاقد دولت و فاقد طبقه ایجاد خواهد کرد که در آن کارگران از شر استثمار و ازخودبیگانگی خلاص شده‌اند و سرنوشت خود را به دست گرفته‌اند. در جامعه مورد نظر از اصل «از هرکس به اندازه توانایی‌اش، به هرکس به اندازه نیازش» پیروی می‌شود. به گفته وولکوگونوف، لنین «عمیقاً و صادقانه» معتقد بود مسیری که او روسیه را بدان هدایت می‌کرد، در نهایت منجر به تأسیس این جامعه کمونیستی خواهد شد.
اعتقادات مارکسیستی لنین سبب شد او باور داشته باشد جامعه روسیه نمی‌تواند مستقیماً از وضعیت کنونی خود به کمونیسم برسد و نتیجتاً ابتدا باید دوره‌ای سوسیالیستی را پشت سر گذارد. از همین رو، دغدغه اصلی او چگونگی تبدیل جامعه کشورش به جامعه‌ای سوسیالیستی بود. او برپایی «دیکتاتوری پرولتاریا» را برای سرکوب بورژوازی و توسعه اقتصاد سوسیالیستی ضروری می‌یافت. لنین سوسیالیسم را «نظامِ همکاران متمدن که تحت آن ابزارهای تولید در مالکیت اجتماعی هستند» تعریف می‌کرد و معتقد بود که این نظام اقتصادی باید گسترش یابد تا زمانی که بتواند جامعه فارغ از هر کمبودی ایجاد کند. سلطه کامل دولت روسیه بر اقتصاد، به گونه‌ای که «تمام شهروندان» توسط دولت استخدام شوند، بزرگ‌ترین دغدغه لنین در دستیابی به این هدف بود. سوسیالیسم مطابق خوانش لنین، نظامی متمرکز، برنامه‌ریزی‌شده و دولت‌گرا بود که تحت آن تولید و توزیع کاملاً کنترل می‌شد. او اعتقاد داشت همه کارگران در سراسر کشور به صورت داوطلبانه به هم می‌پیوندند تا دولت را قادر به ایجاد تمرکز اقتصادی و سیاسی سازند. بدین ترتیب، «سلطه کارگران» بر ابزار تولید در دیدگاه لنین سلطه مستقیم آنان بر تشکیلات اقتصادی نبود، بلکه منظور این بود که «دولت کارگران» تمام فعالیت‌های اقتصادی را رصد کند. نتیجه این نظریات، چیزی است که برخی آن را تناقضی در افکار لنین می‌دانند: سلطه مردمی کارگران در یک سو، دستگاه‌های دولتی متمرکز، سلسله مراتبی و مقتدر.

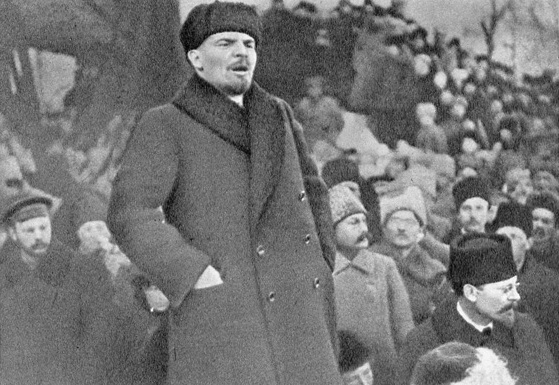
لنین در حال سخنرانی، ۱۹۱۹

نظرات لنین قبل از سال ۱۹۱۴ تا حد زیادی مشابه مارکسیسم جریان اصلی اروپا بود. هر چند او مارکسیست‌هایی که از تفکرات فلاسفه و جامعه‌شناسان معاصر غیر مارکسیست پیروی می‌کردند را سرزنش می‌کرد، اما تفکرات خود او نیز تحت‌تأثیر سایر اندیشه‌های جنبش انقلابی روسیه، از جمله نظرات سوسیالیسم دهقانی نارودنیکی، قرار داشت. او تفکرات خود را با شرایط موجود، مثل جنگ، قحطی و سقوط اقتصادی در روسیه، تطبیق می‌داد. با گسترش لنینیسم، لنین مارکسیسم را مورد تجدیدنظر قرار داد و عناصر جدیدی بدان وارد کرد.
لنین در نوشته‌های نظری خود، به ویژه امپریالیسم، آنچه تحولات سرمایه‌داری از زمان مرگ مارکس به حساب می‌آورد را بررسی کرده‌است. او اعتقاد داشت سرمایه‌داری به مرحله جدیدی تحت عنوان سرمایه‌داری انحصاری دولتی رسیده‌است. در نظر او، با وجود اینکه دهقانان مهم‌ترین عنصر اقتصاد روسیه بودند، اما وجود سرمایه‌داری انحصاری بدان معنا بود که کشور به اندازه کافی از نظر مادی توسعه پیدا کرده‌است و برای برپایی سوسیالیسم آماده است. لنینیسم به‌طور کلی نسبت به دیگر مکاتب مارکسیسم، دیدی مطلق‌گرایانه و اصول‌گرایانه‌تر دارد و وجه تمایزش نظر احساسی آن نسبت به آزادسازی طبقاتی است. این مکتب همچنین بر نقش «پیش‌قراولان» به عنوان رهبران پرولتاریا در مسیر انقلاب و خشونت به عنوان ابزاری انقلابی تأکید ویژه دارد.

### دموکراسی و مسئله ملی
لنین معتقد بود دموکراسی نیابتی کشورهای کاپیتالیست تنها توهم وجود دموکراسی ایجاد می‌کند و در عمل کارکرد آن حفظ «دیکتاتوری بورژوازی» است؛ او دموکراسی نیابتی ایالات متحده را «دوئل تماشایی و بی‌معنی دو حزب بورژوازی» که هر دو توسط «میلیونرهای زیرک» که پرولتاریای آمریکا را استثمار می‌کنند رهبری می‌شوند، توصیف کرده‌است. لنین با لیبرالیسم مخالف بود و به‌طور کلی آزادی را یک ارزش نمی‌یافت و باور داشت آزادی‌های لیبرالیسم جعلی هستند زیرا کارگران را از استثمار سرمایه‌داری آزاد نمی‌کنند.
لنین دولت شوروی را «میلیون‌ها بار دموکراتیک‌تر از دموکراتیک‌ترین جمهوری‌های بورژوازی که دموکراسی ثروتمندان» بودند، می‌دانست. او «دیکتاتوری پرولتاریا»ی خود را دموکراتیک به حساب می‌آورد زیرا مدعی بود در آن نمایندگان شوراها به صورت انتخابی برگزیده می‌شوند، کارگران مقامات خود را انتخاب می‌کنند و همه کارگران به صورت چرخشی و منظم در اداره دولت سهیم هستند. برداشت لنین از دولت پرولتری با مارکسیسم جریان اصلی فاصله داشت. مارکسیست‌های اروپایی مانند کارل کائوتسکی دولتی پارلمانی که اعضایش به صورت دموکراتیک انتخاب شده‌اند و پرولتاریا در آن صاحب اکثریت هستند را مناسب می‌یافتند، اما لنین خواستار تشکیلات دولتی قدرتمند و متمرکز بود که در آن هیچ جایی برای بورژوازی وجود نداشت.
لنین یک انترناسیونالیست و هوادار سرسخت انقلابی جهانی بود. او مرزهای ملی را منسوخ و ناسیونالیسم را انحرافی از مبارزه طبقاتی به‌شمار می‌آورد. لنین معتقد بود در یک جامعه سوسیالیستی، ملل جهان به‌طور ناگزیری یکی خواهند شد و نتیجه ایجاد دولت واحد جهانی خواهد بود. او باور داشت این دولت سوسیالیستی باید یک دولت متمرکز و واحد باشد و فدرالیسم را مفهومی بورژوایی قلمداد می‌کرد. لنین در آثارش حمایت خود از عقاید ضد امپریالیستی را نشان داده‌است و برای همه ملت‌ها «حق تعیین سرنوشت» قائل شده‌است. او همچنین از جنگ‌های آزادی ملی نیز حمایت می‌کرد و قبول داشت ممکن است چنین منازعاتی برای جدایی گروه‌های اقلیت از دولت‌های سوسیالیستی لازم باشد زیرا دولت‌های سوسیالیستی «مقدس یا مصون در برابر اشتباهات و ضعف‌ها» نیستند.
او قبل از به قدرت رسیدن در سال ۱۹۱۷، نگران بود که اقلیت‌های قومی و ملی مختلف روسیه با جنبش‌های استقلال‌طلبانه خود اداره دولت شوروی را غیرممکن کنند. به گفته سیمون سباگ مونتفیوره، مورخ، لنین از استالین خواسته بود «نظریه‌ای ایجاد کند که خودمختاری و حق جدایی را تضمین کند، بدون اینکه لزوماً مجبور به اعطای آن باشد.» لنین بعد از به قدرت رسیدن محدودیت‌هایی که گروه‌های قومی را مجبور به ماندن در امپراتوری روسیه می‌کرد را برداشت و از حق جدایی آن‌ها حمایت کرد، اما همچنین انتظار داشت آن‌ها بلافاصله به احترام انترناسیونالیسم پرولتری انتخاب کنند که بخشی از دولت سوسیالیستی نوظهور باقی بمانند و در راه حفظ این وحدت در استفاده از قوای نظامی ابایی نداشت؛ نتیجه، منازعات مسلحانه اوکراین، گرجستان، لهستان، فنلاند و کشورهای بالتیک که قصد استقلال داشتند، بود و دولت لنین تنها زمانی که عملیات‌های نظامی‌اش با شکست مواجه شدند، استقلال فنلاند، کشورهای بالتیک و لهستان را به رسمیت شناخت.

## زندگی و خصوصیات شخصی

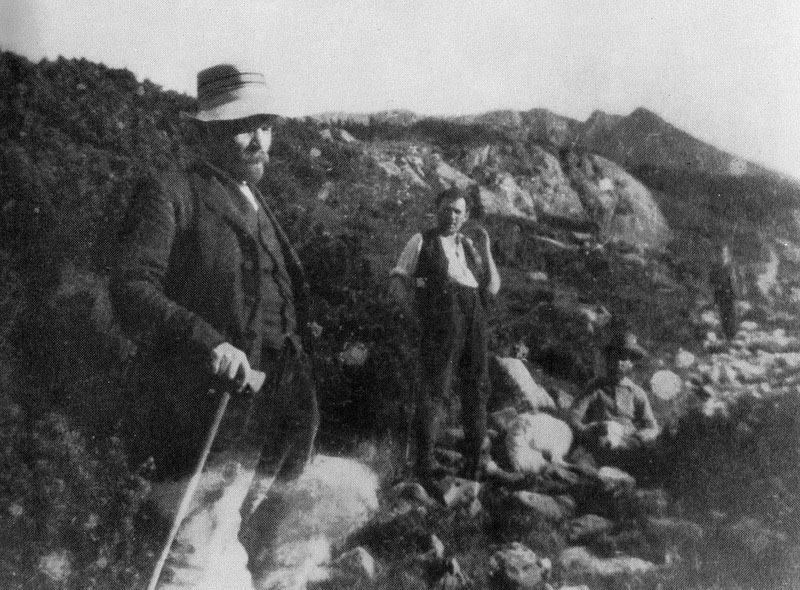
لنین همراه با جی. زینوویف در حین پیاده روی اطراف زاکوپانه در تابستان ۱۹۱۴

لنین خود را مرد سرنوشت می‌دید و به درستی هدف و به توانایی‌های خود به عنوان یک رهبر انقلابی اعتقادی راسخ داشت. لوییز فیشر، زندگی‌نامه‌نویس، او را «عاشق تغییرات بنیادی و تحول حداکثری» که «هیچ‌گاه حد وسط نمی‌شناخت» توصیف کرده‌است. پایپز با اشاره به «توانایی فوق‌العاده لنین برای کار منظم» و «وقف خود به اهداف انقلابی»، او را فردی کاریزماتیک می‌یابد. به همین ترتیب، ولکوگونوف اعتقاد داشت لنین «با نیروی شخصیت خود بر مردم اثر می‌گذاشت.» با وجود این نظرات، دوست لنین ماکسیم گورکی دربارهٔ ظاهر او گفته بود که با «سری کچل و تنی تنومند و ستبر»، لنین «خیلی عامیانه» بود و این احساس را منتقل نمی‌کرد که یک رهبر است.
رابرت سرویس، مورخ و زندگی‌نامه‌نویس، می‌گوید لنین در جوانی شدیداً احساساتی بود و نفرت زیادی از مقامات رژیم تزاری داشت. به گفته سرویس، لنین به قهرمانان ایدئولوژیکی خود، مثل مارکس، انگلس و چرنیشفسکی «دلبستگی عاطفی» داشت و پرتره‌هایی از آن‌ها را نزد خود نگه می‌داشت و در گفتگویی خصوصی خود را «عاشق» مارکس و انگلس توصیف کرد. مطابق نظر جیمز دی وایت، لنین مانند یک جزم‌اندیش دینی نوشته‌های آن‌ها را چون «متون مقدس» که نباید «در آن‌ها تردید کرد» محسوب می‌کرد. در نظر ولکوگونوف، لنین مارکسیسم را «حقیقت مطلق» می‌دانست و بر این اساس مثل «یک متعصب مذهبی» رفتار می‌کرد. به همین ترتیب، برتراند راسل احساس می‌کرد لنین «اعتقادی تزلزل‌ناپذیر و ایمانی دینی در انجیل مارکسی» دارد. کریستوفر رید لنین را «معادل سکولار رهبران دینی که مشروعیت خود را از حقیقت (در باور مؤمنان) آموزه‌های خود (و نه خواسته‌های مردم) می‌گیرند» می‌یافت. البته لنین به لحاظ اعتقادی، خداناباور و منتقد دین بود. او سوسیالیسم را دارای ماهیتی بی‌خدایانه می‌دانست و در نظرش سوسیالیسم مسیحی تفکری متناقض بود.
به گفته سرویس، لنین می‌توانست «بدخلق و بی‌ثبات» باشد. پایپز او را «مردم‌ستیزی تمام و کمال» توصیف می‌کند اما رید با اشاره به موارد بسیاری که لنین، به ویژه نسبت به کودکان، از خود مهربانی نشان داده‌است، نظر او را رد می‌کند. به گفته چندین نفر از زندگینامه‌نویسان او، لنین مخالفت را برنمی‌تابید و اغلب نظرات متفاوت با نظر خود را رد می‌کرد. او می‌توانست «در انتقاد از دیگران زهرآگین باشد» و تمسخر، استهزا و حملات شخصی نثار کسانی که با او مخالف بودند، کند. حقایقی که با استدلالش همخوانی نداشتند نادیده می‌گرفت، از سازش بیزار بود و خیلی کم به اشتباهاتش اعتراف می‌کرد. او تا زمانی که عقیده‌ای را کاملاً رد نمی‌کرد، آن را تغییر نمی‌داد و پس از آن نیز در مورد عقاید جدید شیوه مشابهی در پیش می‌گرفت. لنین هیچ نشانه‌ای از سادیسم یا تمایل شخصی به ارتکاب اعمال خشونت‌آمیز نشان نداد، اما اقدامات خشونت‌آمیز دیگران را تأیید می‌کرد و برای کشته‌شدگان اهداف انقلابی دریغ نمی‌خورد. او از نظر اخلاقی پوچ‌گرا بود و هدف را همیشه توجیه‌کننده وسیله می‌یافت. سرویس می‌گوید: «معیار اخلاقی لنین ساده بود: آیا این عمل به خصوص، منجر به پیش‌روی انقلاب می‌شود، یا پس‌روی آن؟»
لنین در کنار روسی، فرانسه، آلمانی و انگلیسی نیز می‌دانست. او به آمادگی جسمانی خود اهمیت می‌داد و مرتباً ورزش می‌کرد؛ از دوچرخه‌سواری، شنا و شکار لذت می‌برد و همچنین به پیاده‌روی در کوهستان‌های سوئیس علاقه داشت. نیز به حیوانات خانگی، به ویژه گربه‌ها، علاقه‌مند بود. او که می‌خواست از تجمل‌گرایی دوری کند، مانند اسپارتان‌ها زندگی می‌کرد و و پایپز خاطر نشان می‌کند که لنین «در خواسته‌های شخصی خود بسیار متواضع بود» و سبک زندگی‌اش «سخت‌گیرانه و حتی تقریباً زاهدانه» بود. لنین از بی‌نظمی متنفر و همیشه میز کار خود را مرتب و مدادهایش را تیز نگه می‌داشت و وقتی کار می‌کرد، خواستار سکوت کامل بود. به گفته فیشر، لنین خودبین نبود و به همین دلیل کیش شخصیتی که دولت شوروی پیرامون او ایجاد کرد را نمی‌پسندید اما با این وجود آن را پذیرفت، زیرا اعتقاد داشت می‌تواند در ایجاد اتحاد در جنبش کمونیسم مؤثر باشد.
هر چند لنین خود انقلابی بود، اما نمایش انقلاب در ادبیات و هنر را نمی‌پسندید و عدم علاقه خود به اکسپرسیونیسم، فوتوریسم و کوبیسم را ابراز می‌کرد و در عوض، به واقع‌گرایی و ادبیات کلاسیک روسیه علاقه‌مند بود. لنین همچنین نظری محافظه‌کارانه نسبت به رابطه جنسی و ازدواج داشت. در بزرگسالی با کروپسکایا وارد رابطه شد و با او ازدواج کرد. لنین و کروپسکایا هرگز بچه‌دار نشدند و از این موضوع ناراحت بودند و از بازی با فرزندان دوستانشان لذت می‌بردند. او با اعضای خانواده‌اش روابط بسیار نزدیک، گرم و همیشگی داشت. لنین هیچ دوستی که در تمام زندگی با او ارتباط داشته باشد، نداشت و از اینسا آرماند به عنوان تنها دوست معتمد و صمیمی او نام برده شده‌است.
لنین از نظر قومی خود را یک روس می‌دانست. به گفته سرویس، او «از نظر ملی، اجتماعی و فرهنگی ذره‌ای خود کم‌بینی داشت.» او معتقد بود دیگر کشورهای اروپایی، به ویژه آلمان، از نظر فرهنگی از روسیه برتر هستند و روسیه را یکی از «عقب‌افتاده‌ترین و قرون وسطایی‌ترین کشورهای آسیایی» توصیف می‌کرد. او از آنچه که عدم وجود آگاهی و نظم میان روس‌ها به حساب می‌آورد، آزرده بود و از جوانی طالب اروپایی‌تر و غربی‌تر شدن روسیه بود.

## میراث
ولکوگونوف می‌گوید «به دشواری می‌توان مرد دیگری در تاریخ پیدا کرد که توانسته باشد جامعه‌ای به این بزرگی را در چنین مقیاسی عمیقاً تغییر دهد.» دولت لنین نظامی را پایه گذاشت که هفت دهه بر روسیه حکومت کرد و به الگویی برای دولت‌های کمونیستی بعدی که در قرن بیستم بر یک سوم جمعیت جهان حاکم شدند، تبدیل شد. بدین ترتیب، می‌توان تأثیر لنین را جهانی برشمرد. او شخصیتی مناقشه‌برانگیز محسوب می‌شود و تا به امروز برای گروهی منفور و برای گروهی دیگر محترم باقی مانده‌است. او حتی در زمان حیات خود نیز «مورد عشق و نفرت و نیز تحسین و تمسخر» مردم روسیه بود. این امر به مطالعات آکادمیک دربارهٔ لنین و لنینیسم هم گسترش پیدا کرده‌است و دو قطبی سیاسی مورد نظر در این زمینه نیز اغلب دیده می‌شود.
آلبرت رسیس، مورخ، می‌گوید اگر انقلاب اکتبر مهم‌ترین واقعه قرن بیستم به حساب می‌آید، پس لنین نیز خوب یا بد مهم‌ترین شخصیت سیاسی آن قرن بود. وایت لنین را «بدون تردید یکی از شخصیت‌های برجسته تاریخ معاصر» توصیف کرده‌است و در نظر رابرت سرویس، او به‌طور معمول یکی از «بازیگران اصلی» قرن ۲۰ محسوب می‌شود. رید او را «یکی از رایج‌ترین و شناخته‌شده‌ترین نمادهای قرن بیستم» می‌دانست، در حالی از دیدگاه رایان او «یکی از مهم‌ترین و تأثیرگذارترین چهره‌های تاریخ معاصر» بود. مجله تایم لنین را به عنوان یکی از ۱۰۰ شخصیت برجسته قرن بیستم و یکی از ۲۵ نماد سیاسی برتر تاریخ انتخاب کرده‌است.

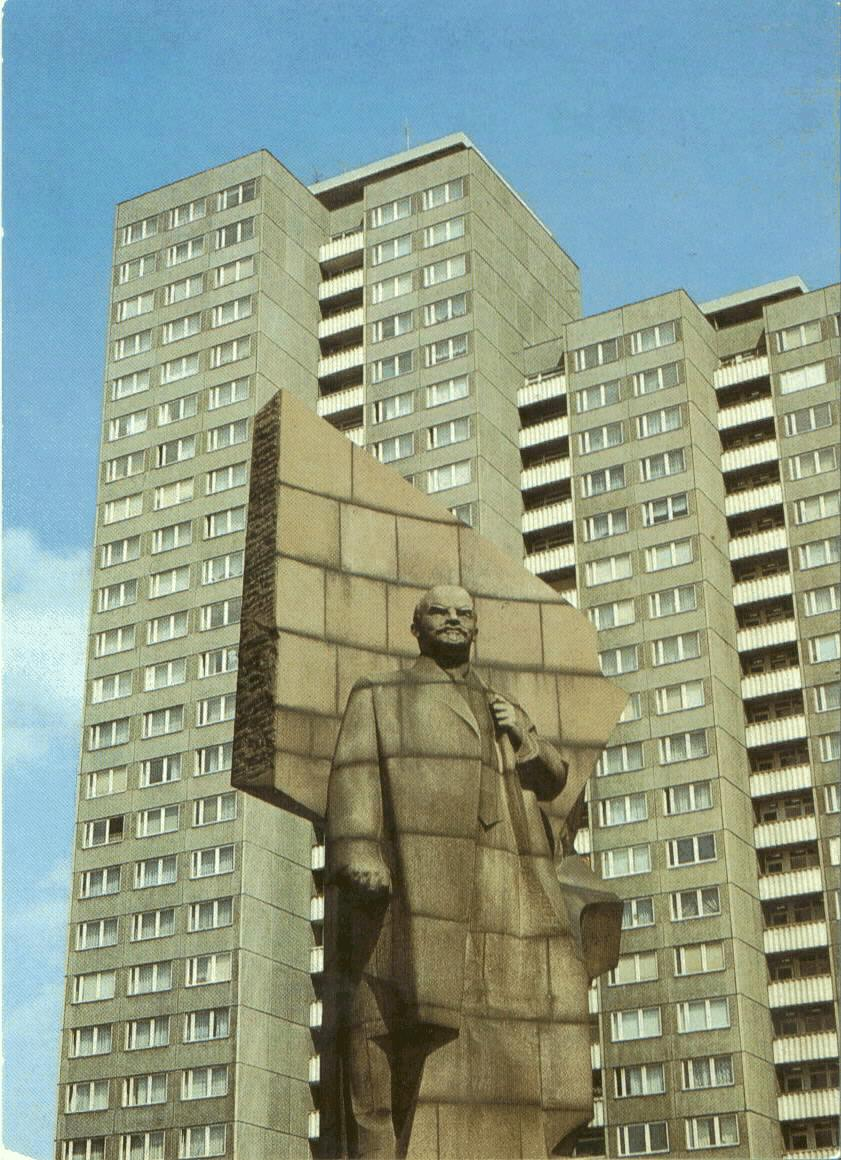
مجسمه لنین در برلین شرقی که در سال ۱۹۹۲ پایین کشیده شد.

اولین زندگی‌نامه لنین در غرب بعد از مرگ او منتشر شد. برخی مانند کریستوفر هیل با او سمپاتی داشتند و برخی دیگر مثل ریچارد پایپز و رابرت گلیتلی صراحتاً ضد او بودند. برخی از زندگی‌نامه‌نویسان بعدی، نظیر رید و لارس لیح سعی کردند از اظهار دیدگاه‌های مثبت یا منفی در مورد او اجتناب و بدین ترتیب از کلیشه‌های سیاسی پرهیز کنند. او در نظر موافقان، کسی بود که توانست مارکسیسم را به گونه‌ای در روسیه اجرا کند که با شرایط خاص اقتصادی-اجتماعی کشور همخوانی داشته باشد. دولت شوروی لنین را فردی می‌نمایاند که توانست آنچه از نظر تاریخی اجتناب‌ناپذیر است را تشخیص دهد و به تحقق آن کمک کند. اما اکثر مورخان غربی او را فردی می‌دانند که وقایع را برای دستیابی به قدرت سیاسی و سپس حفظ آن، مدیریت می‌کرد. آن‌ها همچنین تفکرات او را ابزاری برای توجیه ایدئولوژیکی سیاست‌هایش می‌یابند. در سال‌های اخیر، ریویزیونیست‌ها در روسیه و غرب بر تأثیر اندیشه‌های پیشین و فشارهای مردمی بر لنین و سیاست‌هایش تأکید کرده‌اند.
برخی از مورخان و زندگی‌نامه‌نویسان دولت لنین را تمامیت‌خواه و حکومتی پلیسی توصیف کرده‌اند و در نظر بسیاری، رژیم او یک دیکتاتوری تک‌حزبی و شخص او یک دیکتاتور بود. رایان می‌گوید «او در معنای واقعی دیکتاتور نبود زیرا همه خواسته‌هایش پذیرفته و اجرا نشدند» چون بسیاری از همکارانش در مسائل مختلف با او مخالفت کردند. فیشر می‌گوید «لنین یک دیکتاتور بود، اما نه از جنس دیکتاتوری که استالین بعداً به آن تبدیل شد.» ولکوگونوف نیز اعتقاد دارد لنین «دیکتاتوری حزبی» تأسیس کرد و در زمان استالین بود که اتحاد جماهیر شوروی به «دیکتاتوری فردی» تبدیل شد.
اما در نظر برخی از مارکسیست‌ها، از جمله هیل و جان ریس، حکومت لنین دیکتاتوری نبود بلکه شیوه‌ای ناکامل در حفظ عناصر دموکراسی بود که برخی از خصیصه‌های لیبرال دموکراسی در آن یافت نمی‌شد. به گفته رایان، «مورخ چپ‌گرا پل لو بلان به درستی اشاره کرده‌است که خصوصیات شخصی که منجر به سیاست‌های بی‌رحمانه لنین شد لزوماً تفاوت زیادی با خصوصیات مشابهی که در برخی رهبران غربی قرن بیستم یافت می‌شد، نداشت.» رایان همچنین عقیده دارد که از نظر لنین، خشونت انقلابی صرفاً وسیله‌ای برای رسیدن به هدف، تأسیس یک جهان سوسیالیستی و در نهایت کمونیستی، بود — جهانی بدون خشونت. آرچ گتی می‌گوید «لنین شایسته تمجید است زیرا نشان داد صابران می‌توانند وارثان زمین باشند و وجود جنبش‌های سیاسی مبتنی بر برابری و عدالت اجتماعی ممکن است.» برخی از روشن‌فکران چپ، از جمله اسلاوی ژیژک، آلن بدیو، لارس لی و فردریک جیمسون، خواستار احیای روحیه انقلابی سازش‌ناپذیر لنین برای حل مشکلات جهانی معاصر هستند.

### در شوروی

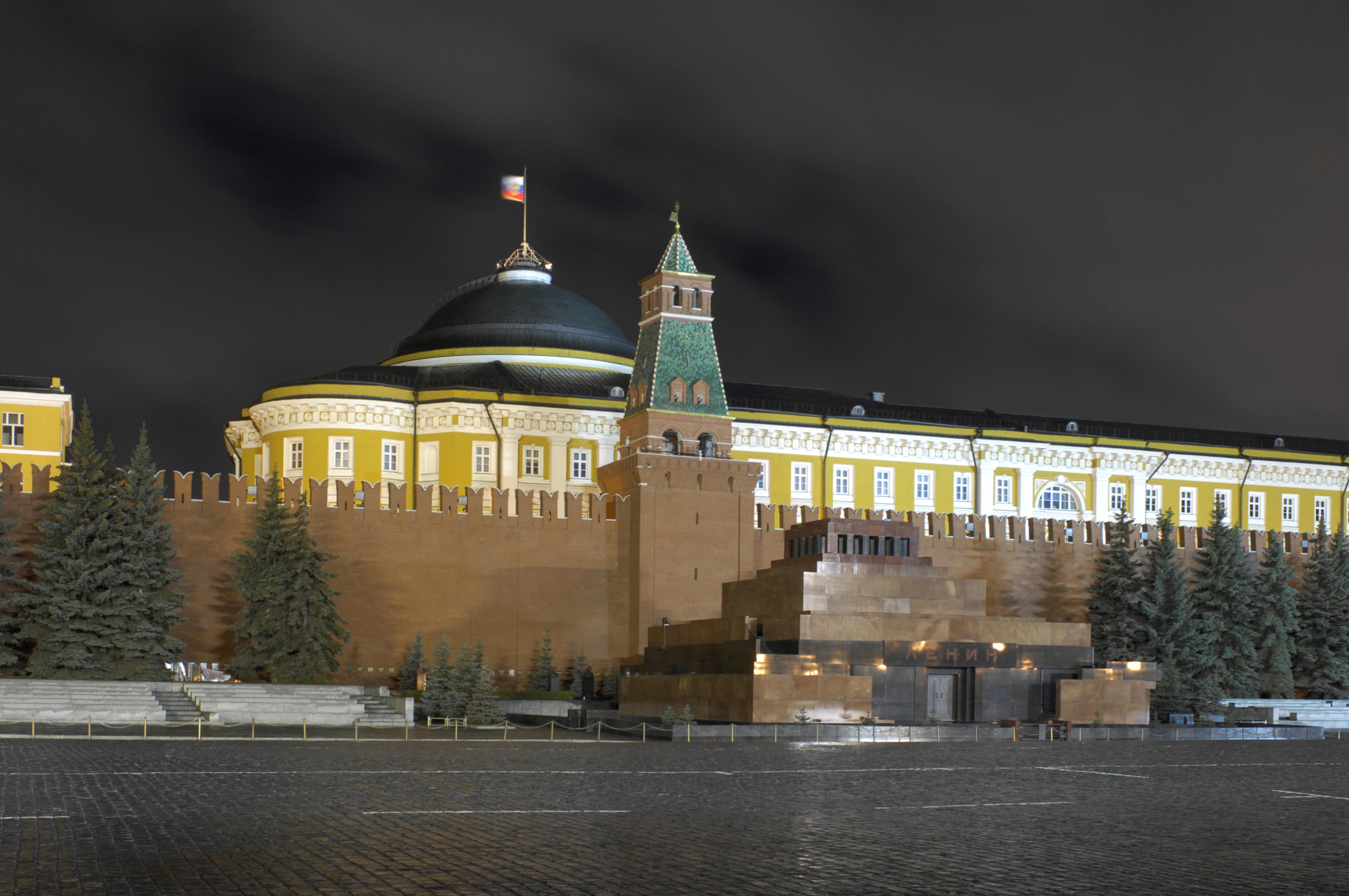
آرامگاه لنین مقابل کاخ کرملین

در اتحاد جماهیر شوروی سوسیالیستی، کیش شخصیت لنین در طول زندگی او شروع به شکل‌گیری کرد اما تنها پس از مرگ او بود که کاملاً تثبیت شد. به گفته نینا تومارکین، مورخ، کیش شخصیت لنین «بسیط‌ترین کیش یک رهبر انقلابی» از زمان جرج واشینگتن در آمریکا بود و ماهیت آن بارها «شبه مذهبی» توصیف شده‌است. سردیس‌ها یا مجسمه‌های لنین را می‌شد تقریباً در هر روستایی یافت و چهره او را روی تمبرها، ظروف، پوسترها و صفحات نخست روزنامه‌های شوروی، پراودا و ایزوستیا، دید. محل‌های زندگی یا اقامت او را به موزه‌های مربوط به او تبدیل کرده بودند و نام او را بر روی کتابخانه‌ها، خیابان‌ها، مزارع، موزه‌ها، شهرها و مناطق نهاده بودند؛ در سال ۱۹۲۴، نام شهر پتروگراد (سن پترزبورگ) به «لنینگراد» و زادگاهش سیمبیرسک به اولیانوفسک تغییر یافت و از سال ۱۹۳۰ نشان لنین به عنوان یکی از عالی‌ترین نشان‌های کشور اهدا می‌شد. لنین شخصاً به این مسائل علاقه‌مند نبود و بعد از مرگش، همسرش به‌طور علنی از این سیاست‌های دولت شوروی انتقاد کرد.
به گفته برخی از زندگی‌نامه‌نویسان، در شوروی با نوشته‌های لنین مشابه کتب آسمانی رفتار می‌شد و همان‌طور که پایپز می‌گوید، «برای توجیه هر سیاستی به تفکرات او ارجاع داده می‌شد که حکم یک انجیل را داشت.» استالین با مجموعه‌ای از سخنرانی‌ها در دانشگاه سویردلف که بعداً تحت عنوان مسائل لنینیسم به چاپ رسید، لنینیسم را سازماندهی کرد. او همچنین بسیاری از نوشته‌های او را جمع‌آوری کرد و در یک بایگانی مخفی در مؤسسه مارکس–انگلس–لنین قرار داد. اجسام مرتبط با او، مانند مجموعه کتاب‌هایش در کراکوف، را گاه با هزینه‌های بسیار گردآوری کرده و به داخل کشور منتقل می‌کردند. در دوره شوروی تنها افراد انگشت‌شماری به این آثار دسترسی داشتند. نوشته‌های لنین که استالین آن‌ها را در راستای منافع خود می‌یافت منتشر شدند اما دیگر مکتوباتش، به همراه اطلاعات مربوط به اجداد غیر روس او و زمینه اشرافی‌اش، مخفی باقی ماندند. بین اینان به خصوص اطلاعات مربوط به اجداد یهودی لنین تا دهه ۱۹۸۰ سانسور می‌شدند، احتمالاً به دلایلی نظیر یهودستیزی شوروی، ترس از ایجاد مانع در راه سیاست روس‌سازی استالین و جلوگیری از پرورش احساسات ضدشوروی میان جوامع یهودستیز بین‌المللی. راست‌های افراطی روسیه بعد از کشف تبار یهودی لنین، بارها با تأکید بر این نکته مدعی شده‌اند دلیل تلاش لنین برای متحول‌کردن جامعه سنتی روس، وجود خون یهودی در رگ‌های او بوده‌است. در عهد استالین، پروپاگاندای شوروی لنین را دوست صمیمی استالین و از حامیان رهبر شدن او می‌نمایاند. در دوره شوروی، پنج ویراست مختلف از مجموعه آثار منتشر شده لنین به چاپ رسید؛ اولی در ۱۹۲۰ و آخری بین سال‌های ۱۹۵۸ تا ۱۹۶۵. تبلیغات رسمی ویراست پنجم را «کامل» توصیف می‌کرد اما در عمل، بنا به ملاحظات سیاسی، بخش‌هایی از آن حذف شده بود.

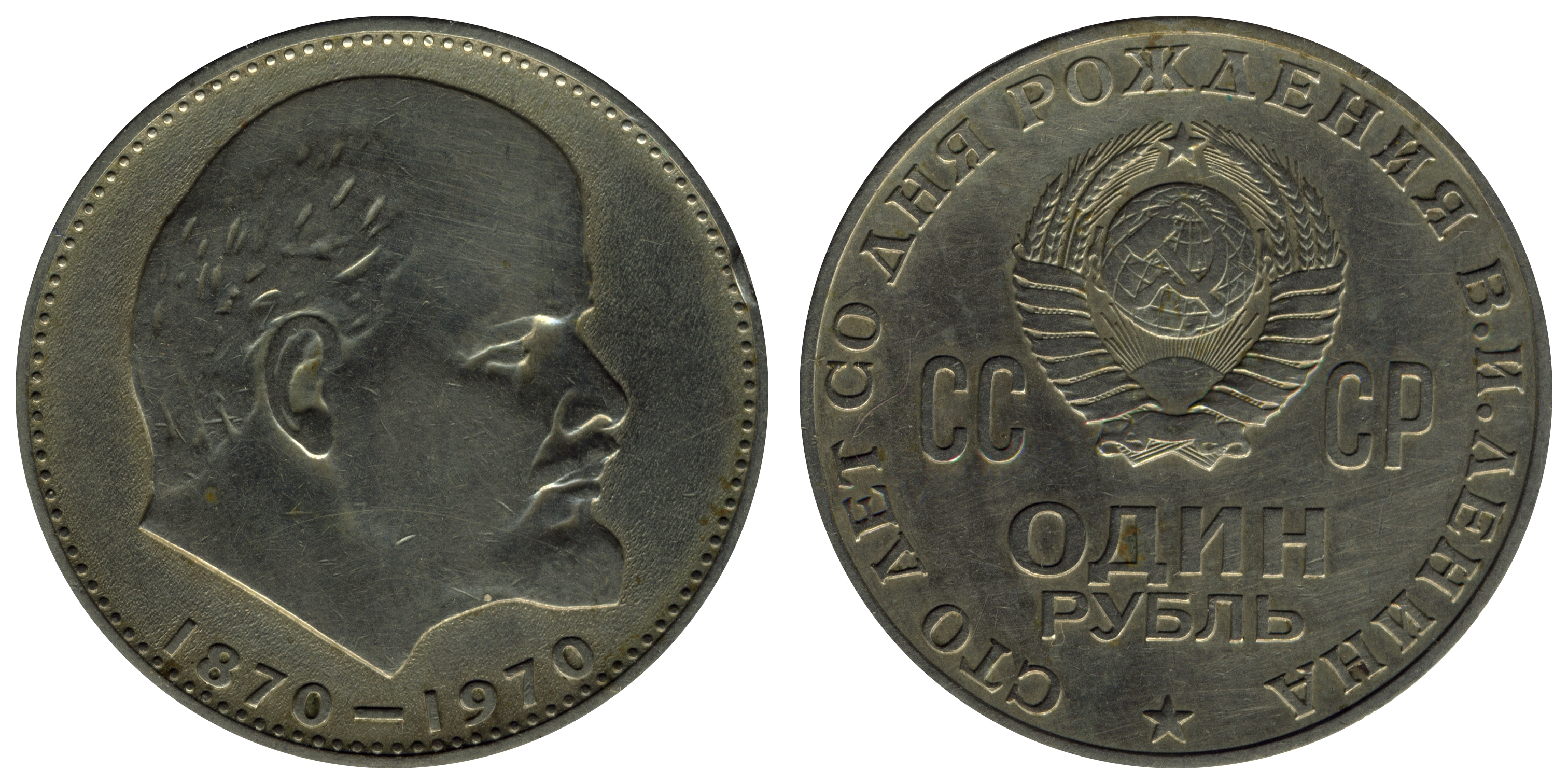
سکه یک روبلی به مناسبت صدمین سالگرد تولد لنین در ۱۹۷۰

نیکیتا خروشچف که بعد از مرگ استالین رهبر اتحاد جماهیر شوروی شد، سیاست استالین‌زدایی را در پیش گرفت و به نوشته‌های لنین، به خصوص نوشته‌های مربوط به استالین، برای مشروعیت‌بخشی به این سیاست استناد می‌کرد. هنگامی که میخائیل گورباچف در سال ۱۹۸۵ قدرت را به دست گرفت، او نیز سیاست‌های گلاسنوست و پرسترویکا را بازگشت به اصول لنین توصیف کرد. بعد از انحلال اتحاد جماهیر شوروی در اواخر سال ۱۹۹۱، رئیس‌جمهور روسیه بوریس یلتسین دستور داد بایگانی لنین از کنترل حزب کمونیست خارج شود و تحت نظر ارگان دولتی مرکز روسیه برای حفظ و مطالعه اسناد تاریخ اخیر قرار گیرد؛ در آن زمان مشخص شد بیش از ۶٬۰۰۰ نوشته لنین منتشر نشده باقی مانده‌است. دولت روسیه آن نوشته‌ها را از حالت محرمانه خارج کرد و برای مطالعه علمی در دسترس عموم قرار داد. یلتسین مقبره لنین را تخریب نکرد، زیرا بدان نتیجه رسیده بود که لنین در میان مردم روسیه محبوب و مورد احترام است و نتیجتاً این تصمیم صحیحی نیست.
یکی از نمایندگان حزب لیبرال دموکرات روسیه در سال ۲۰۱۲ پیشنهاد کرد همه بناهای یادبود لنین جمع‌آوری شوند که برخی از نمایندگان حزب حاکمه، روسیه واحد، نیز آن حمایت کردند، اما حزب کمونیست فدراسیون روسیه شدیداً مخالفت خود را ابراز کرد. در سال ۲۰۱۲، آخرین مجسمه لنین در اولان‌باتور، پایتخت مغولستان، از دید عمومی برداشته شد و شهردار شهر او را یک «قاتل» خواند. در جریان و پس از اعتراضات یورومیدان ۲۰۱۳–۱۴ اوکراین، هزاران مجسمه لنین توسط معترضانی که آن‌ها را نماد امپریالیسم روسیه می‌یافتند، آسیب دید یا تخریب شد. نهایتاً، در آوریل ۲۰۱۵ دولت اوکراین دستور به تخریب دیگر مجسمه‌ها تحت قوانین کمونیسم‌زدایی داد.

### در جنبش جهانی کمونیسم

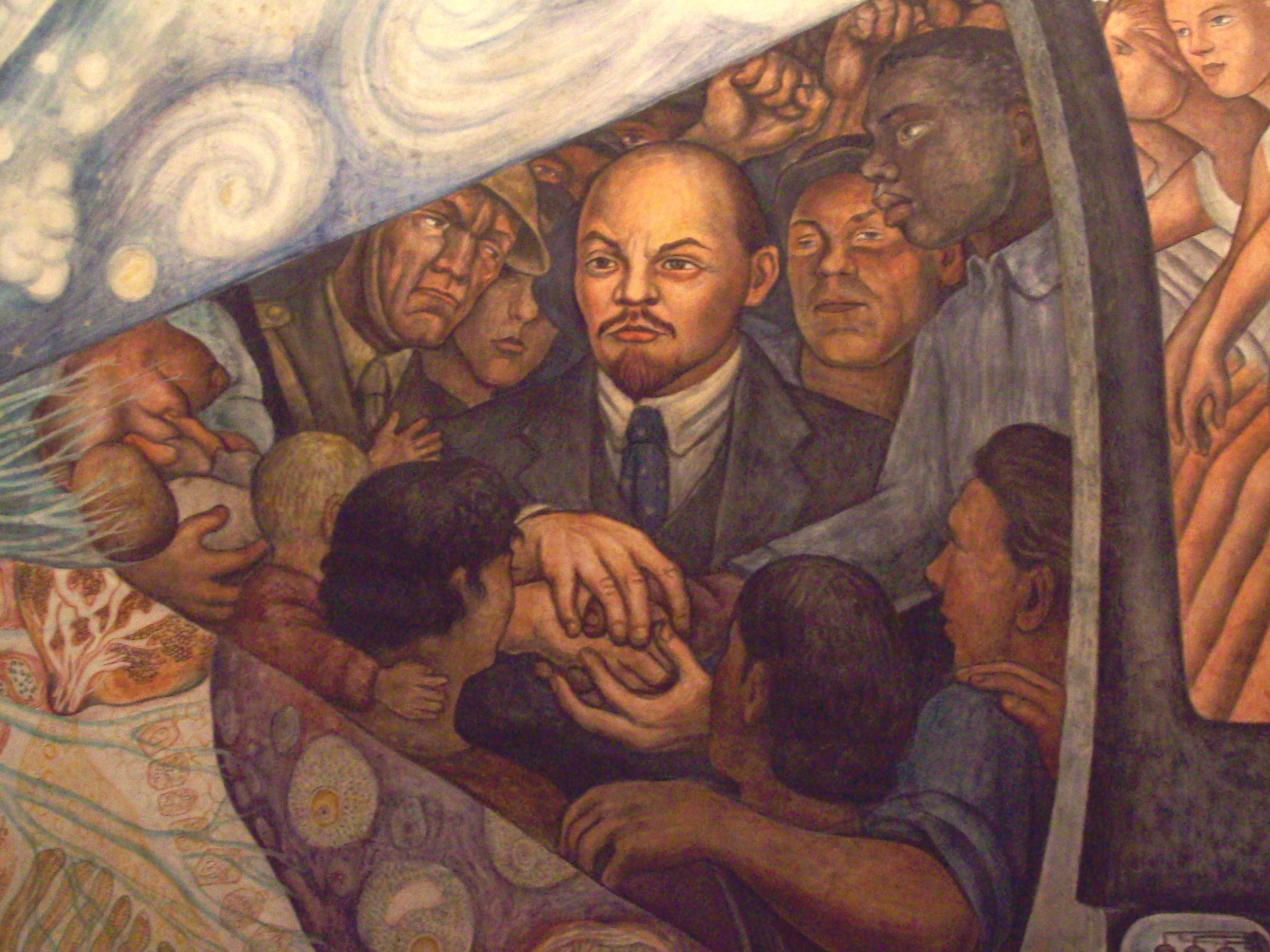
انسان کنترل‌کننده جهان، طرحی در مکزیکو سیتی

دیوید شوب در سال ۱۹۶۵ در یک کتاب زندگی‌نامه لنین نوشت که «امروزه تفکرات و اعمال لنین، اساس جنبش کمونیسم است.» در قرن بیستم، کشورهای سوسیالیستی پیرو عقاید لنین در مناطق مختلف جهان به قدرت رسیدند. مارسل لایبمن، مورخ، در سال ۱۹۷۲ گفت که «امروز یافتن جنبشی شورشی، از آمریکای لاتین گرفته تا آنگولا، که مدعی میراث لنینیسم نباشد، دشوار است.»
بعد از مرگ لنین، یک ایدئولوژی تحت نام مارکسیسم–لنینیسم توسط دولت استالین شکل داده شد که جناحین متخاصم در جنبش کمونیسم از آن تفسیرهای متفاوتی کردند. تروتسکی، پس از آن‌که توسط دولت استالین تبعید شد، گفت که استالینیسم مکتبی بروکراتیک و دیکتاتوری شخصی استالین است و لنینیسم را خوار کرده‌است. تعداد زیادی از جنبش‌های انقلابی برجسته قرن بیستم رهرو مارکسیسم–لنینیسم بودند و از آن شاخه‌های مختلفی مثل استالینیسم، مائوئیسم، جوچه، اندیشه هو شی مین و کاستروئیسم، پدید آمده‌است. اما بسیاری از کمونیست‌های غربی، مانند مانوئل آزکاراته و ژان النشتاین، راه خود را از لنین و تفکرات او جدا دانستند و فقط از مارکسیسم (و نه مارکسیسم–لنینیسم) پیروی کردند.

### ارجاع‌ها
1. ↑  Random House Webster's Unabridged Dictionary.
2. ↑  Publication، ُSaless. «نشر ثالث». salesspublication.com. دریافت‌شده در ۲۰۱۹-۰۸-۱۵.
3. ↑  Fischer 1964، pp. 1–2; Rice 1990، pp. 12–13; Volkogonov 1994، p. 7; Service 2000، pp. 21–23; White 2001، pp. 13–15; Read 2005، p. 6; Schmermund و Edwards 2016، p. ۹.
4. ↑  Fischer 1964، pp. 1–2; Rice 1990، pp. 12–13; Service 2000، pp. 21–23; White 2001، pp. 13–15; Read 2005، p. ۶.
5. ↑  Fischer 1964، p. 5; Rice 1990، p. 13; Service 2000، p. ۲۳.
6. ↑  Fischer 1964، pp. 2–3; Rice 1990، p. 12; Service 2000، pp. 16–19, 23; White 2001، pp. 15–18; Read 2005، p. 5; Lih 2011، p. ۲۰.
7. ↑  Petrovsky-Shtern 2010, pp. 66–67.
8. ↑  Fischer 1964، p. 6; Rice 1990، pp. 13–14, 18; Service 2000، pp. 25, 27; White 2001، pp. 18–19; Read 2005، pp. 4, 8; Lih 2011، p. ۲۱.
9. ↑  Sebestyen 2017، p. ۳۳.
10. ↑  Fischer 1964، p. 6; Rice 1990، p. 12; Service 2000، p. ۱۳.
11. ↑  Fischer 1964، p. 6; Rice 1990، pp. 12, 14; Service 2000، p. 25; White 2001، pp. 19–20; Read 2005، p. 4; Lih 2011، pp. ۲۱, ۲۲.
12. ↑  Fischer 1964، pp. 3, 8; Rice 1990، pp. 14–15; Service 2000، p. ۲۹.
13. ↑  Fischer 1964، p. 8; Service 2000، p. 27; White 2001، p. ۱۹.
14. ↑  Rice 1990، p. 18; Service 2000، p. 26; White 2001، p. 20; Read 2005، p. 7; Petrovsky-Shtern 2010، p. ۶۴.
15. ↑  Fischer 1964، p. 7; Rice 1990، p. 16; Service 2000، pp. ۳۲–۳۶.
16. ↑  Fischer 1964، p. 7; Rice 1990، p. 17; Service 2000، pp. 36–46; White 2001، p. 20; Read 2005، p. ۹.
17. ↑  Fischer 1964، pp. 6, 9; Rice 1990، p. 19; Service 2000، pp. 48–49; Read 2005، p. ۱۰.
18. ↑  Fischer 1964، p. 9; Service 2000، pp. 50–51, 64; Read 2005، p. 16; Petrovsky-Shtern 2010، p. ۶۹.
19. ↑  Fischer 1964، pp. 10–17; Rice 1990، pp. 20, 22–24; Service 2000، pp. 52–58; White 2001، pp. 21–28; Read 2005، p. 10; Lih 2011، pp. ۲۳–۲۵.
20. ↑  Fischer 1964، p. 18; Rice 1990، p. 25; Service 2000، p. 61; White 2001، p. 29; Read 2005، p. 16; Theen 2004، p. ۳۳.
21. ↑  Fischer 1964، p. 18; Rice 1990، p. 26; Service 2000، pp. ۶۱–۶۳.
22. ↑  Rice 1990، pp. 26–27; Service 2000، pp. 64–68, 70; White 2001، p. ۲۹.
23. ↑  Fischer 1964، p. 18; Rice 1990، p. 27; Service 2000، pp. 68–69; White 2001، p. 29; Read 2005، p. 15; Lih 2011، p. ۳۲.
24. ↑  Fischer 1964، p. 18; Rice 1990، p. 28; White 2001، p. 30; Read 2005، p. 12; Lih 2011، pp. ۳۲–۳۳.
25. ↑  Fischer 1964، p. 18; Rice 1990، p. 310; Service 2000، p. ۷۱.
26. ↑  Fischer 1964، p. 19; Rice 1990، pp. 32–33; Service 2000، p. 72; White 2001، pp. 30–31; Read 2005، p. 18; Lih 2011، p. ۳۳.
27. ↑  Rice 1990، p. 33; Service 2000، pp. 74–76; White 2001، p. 31; Read 2005، p. ۱۷.
28. ↑  Rice 1990، p. 34; Service 2000، p. 78; White 2001، p. ۳۱.
29. ↑  Rice 1990، p. 34; Service 2000، p. 77; Read 2005، p. ۱۸.
30. ↑  Rice 1990، pp. 34, 36–37; Service 2000، pp. 55–55, 80, 88–89; White 2001، p. 31; Read 2005، pp. 37–38; Lih 2011، pp. ۳۴–۳۵.
31. ↑  Fischer 1964، pp. 23–25, 26; Service 2000، p. 55; Read 2005، pp. ۱۱, ۲۴.
32. ↑  Service 2000, pp. 79, 98.
33. ↑  Rice 1990، pp. 34–36; Service 2000، pp. 82–86; White 2001، p. 31; Read 2005، pp. 18, 19; Lih 2011، p. ۴۰.
34. ↑  Fischer 1964، p. 21; Rice 1990، p. 36; Service 2000، p. 86; White 2001، p. 31; Read 2005، p. 18; Lih 2011، p. ۴۰.
35. ↑  Fischer 1964، p. 21; Rice 1990، pp. ۳۶, ۳۷.
36. ↑  Fischer 1964، p. 21; Rice 1990، p. 38; Service 2000، pp. ۹۳–۹۴.
37. ↑  Pipes 1990، p. 354; Rice 1990، pp. 38–39; Service 2000، pp. 90–92; White 2001، p. 33; Lih 2011، pp. ۴۰, ۵۲.
38. ↑  Pipes 1990، p. 354; Rice 1990، pp. 39–40; Lih 2011، p. ۵۳.
39. ↑  Rice 1990، pp. 40, 43; Service 2000، p. ۹۶.
40. ↑  Pipes 1990، p. 355; Rice 1990، pp. 41–42; Service 2000، p. 105; Read 2005، pp. ۲۲–۲۳.
41. ↑  Fischer 1964، p. 22; Rice 1990، p. 41; Read 2005، pp. ۲۰–۲۱.
42. ↑  Fischer 1964، p. 27; Rice 1990، pp. 42–43; White 2001، pp. 34, 36; Read 2005، p. 25; Lih 2011، pp. ۴۵–۴۶.
43. ↑  Fischer 1964، p. 30; Pipes 1990، p. 354; Rice 1990، pp. 44–46; Service 2000، p. 103; White 2001، p. 37; Read 2005، p. 26; Lih 2011، p. ۵۵.
44. ↑  Rice 1990، p. 46; Service 2000، p. 103; White 2001، p. 37; Read 2005، p. ۲۶.
45. ↑  Fischer 1964، p. 30; Rice 1990، p. 46; Service 2000، p. 103; White 2001، p. 37; Read 2005، p. ۲۶.
46. ↑  Rice 1990، pp. 47–48; Read 2005، p. ۲۶.
47. ↑  Fischer 1964، p. 31; Pipes 1990، p. 355; Rice 1990، p. 48; White 2001، p. 38; Read 2005، p. ۲۶.
48. ↑  Fischer 1964، p. 31; Rice 1990، pp. 48–51; Service 2000، pp. 107–108; Read 2005، p. 31; Lih 2011، p. ۶۱.
49. ↑  Fischer 1964، p. 31; Rice 1990، pp. 48–51; Service 2000، pp. ۱۰۷–۱۰۸.
50. ↑  Fischer 1964، p. 31; Rice 1990، pp. 52–55; Service 2000، pp. 109–110; White 2001، pp. 38, 45, 47; Read 2005، p. ۳۱.
51. ↑  Fischer 1964، pp. 31–32; Rice 1990، pp. 53, 55–56; Service 2000، pp. 110–113; White 2001، p. 40; Read 2005، pp. ۳۰, ۳۱.
52. ↑  Fischer 1964، p. 33; Pipes 1990، p. 356; Service 2000، pp. 114, 140; White 2001، p. 40; Read 2005، p. 30; Lih 2011، p. ۶۳.
53. ↑  Fischer 1964، pp. 33–34; Rice 1990، pp. 53, 55–56; Service 2000، p. 117; Read 2005، p. ۳۳.
54. ↑  Rice 1990، pp. 61–63; Service 2000، p. 124; Rappaport 2010، p. ۳۱.
55. ↑  Rice 1990، pp. 57–58; Service 2000، pp. 121–124, 137; White 2001، pp. 40–45; Read 2005، pp. 34, 39; Lih 2011، pp. ۶۲–۶۳.
56. ↑  Fischer 1964، pp. 34–35; Rice 1990، p. 64; Service 2000، pp. 124–125; White 2001، p. 54; Read 2005، p. 43; Rappaport 2010، pp. ۲۷–۲۸.
57. ↑  Fischer 1964، p. 35; Pipes 1990، p. 357; Rice 1990، pp. 66–65; White 2001، pp. 55–56; Read 2005، p. 43; Rappaport 2010، p. ۲۸.
58. ↑  Fischer 1964، p. 35; Pipes 1990، p. 357; Rice 1990، pp. 64–69; Service 2000، pp. 130–135; Rappaport 2010، pp. ۳۲–۳۳.
59. ↑  Rice 1990، pp. 69–70; Read 2005، p. 51; Rappaport 2010، pp. ۴۱–۴۲, ۵۳–۵۵.
60. ↑  Rice 1990, pp. 69–70.
61. ↑  Fischer 1964، pp. 4–5; Service 2000، p. 137; Read 2005، p. 44; Rappaport 2010، p. ۶۶.
62. ↑  Rappaport 2010، p. 66; Lih 2011، pp. ۸–۹.
63. ↑  Fischer 1964، p. 39; Pipes 1990، p. 359; Rice 1990، pp. 73–75; Service 2000، pp. 137–142; White 2001، pp. 56–62; Read 2005، pp. 52–54; Rappaport 2010، p. 62; Lih 2011، pp. ۶۹, ۷۸–۸۰.
64. ↑  Fischer 1964، p. 37; Rice 1990، p. 70; Service 2000، p. 136; Read 2005، p. 44; Rappaport 2010، pp. ۳۶–۳۷.
65. ↑  Read 2005, p. 60.
66. ↑  Fischer 1964، p. 37; Rice 1990، pp. 78–79; Service 2000، pp. 143–144; Rappaport 2010، pp. ۸۱, ۸۴.
67. ↑  Fischer 1964، p. 38; Lih 2011، p. ۸۰.
68. ↑  History Today, April 1970.
69. ↑  Fischer 1964، pp. 40, 50–51; Rice 1990، p. 76; Service 2000، pp. 148–150; Read 2005، p. 48; Rappaport 2010، pp. ۸۲–۸۴.
70. ↑  Rice 1990، pp. 77–78; Service 2000، p. 150; Rappaport 2010، pp. ۸۵–۸۷.
71. ↑  Pipes 1990، p. 360; Rice 1990، pp. 79–80; Service 2000، pp. 151–152; White 2001، p. 62; Read 2005، p. 60; Rappaport 2010، p. 92; Lih 2011، p. ۸۱.
72. ↑  Rice 1990، pp. 81–82; Service 2000، pp. 154–155; White 2001، p. 63; Read 2005، pp. 60–61.
73. ↑  Fischer 1964، p. 39; Rice 1990، p. 82; Service 2000، pp. 155–156; Read 2005، p. 61; White 2001، p. 64; Rappaport 2010، p. ۹۵.
74. ↑  Rice 1990، p. 83; Rappaport 2010، p. ۱۰۷.
75. ↑  Rice 1990، pp. 83–84; Service 2000، p. 157; White 2001، p. 65; Rappaport 2010، pp. ۹۷–۹۸.
76. ↑  Service 2000، pp. 158–159, 163–164; Rappaport 2010، pp. ۹۷, ۹۹, ۱۰۸–۱۰۹.
77. ↑  Rice 1990، p. 85; Service 2000، p. ۱۶۳.
78. ↑  Fischer 1964، p. 41; Rice 1990، p. 85; Service 2000، p. 165; White 2001، p. 70; Read 2005، p. 64; Rappaport 2010، p. ۱۱۴.
79. ↑  Fischer 1964، p. 44; Rice 1990، pp. 86–88; Service 2000، p. 167; Read 2005، p. 75; Rappaport 2010، pp. 117–120; Lih 2011، p. ۸۷.
80. ↑  Fischer 1964، pp. 44–45; Pipes 1990، pp. 362–363; Rice 1990، pp. ۸۸–۸۹.
81. ↑  Service 2000, pp. 170–171.
82. ↑  Pipes 1990، pp. 363–364; Rice 1990، pp. 89–90; Service 2000، pp. 168–170; Read 2005، p. 78; Rappaport 2010، p. ۱۲۴.
83. ↑  Fischer 1964، p. 60; Pipes 1990، p. 367; Rice 1990، pp. 90–91; Service 2000، p. 179; Read 2005، p. 79; Rappaport 2010، p. ۱۳۱.
84. ↑  Fischer 1964، p. 51; Rice 1990، p. 94; Service 2000، pp. 175–176; Read 2005، p. 81; Read 2005، pp. 77, 81; Rappaport 2010، pp. ۱۳۲, ۱۳۴–۱۳۵.
85. ↑  Rice 1990، pp. 94–95; White 2001، pp. 73–74; Read 2005، pp. 81–82; Rappaport 2010، p. ۱۳۸.
86. ↑  Rice 1990، pp. 96–97; Service 2000، pp. ۱۷۶–۱۷۸.
87. ↑  Fischer 1964، pp. 70–71; Pipes 1990، pp. 369–370; Rice 1990، p. ۱۰۴.
88. ↑  Rice 1990، p. 95; Service 2000، pp. ۱۷۸–۱۷۹.
89. ↑  Fischer 1964، p. 53; Pipes 1990، p. 364; Rice 1990، pp. 99–100; Service 2000، pp. 179–180; White 2001، p. ۷۶.
90. ↑  Rice 1990، pp. 103–105; Service 2000، pp. 180–182; White 2001، pp. ۷۷–۷۹.
91. ↑  Rice 1990، pp. 105–106; Service 2000، pp. 184–186; Rappaport 2010، p. ۱۴۴.
92. ↑  Brackman 2000, pp. 59, 62.
93. ↑  Service 2000, pp. 186–187.
94. ↑  Fischer 1964، pp. 67–68; Rice 1990، p. 111; Service 2000، pp. ۱۸۸–۱۸۹.
95. ↑  Fischer 1964، p. 64; Rice 1990، p. 109; Service 2000، pp. 189–190; Read 2005، pp. ۸۹–۹۰.
96. ↑  Fischer 1964، pp. 63–64; Rice 1990، p. 110; Service 2000، pp. 190–191; White 2001، pp. ۸۳, ۸۴.
97. ↑  Rice 1990، pp. 110–111; Service 2000، pp. 191–192; Read 2005، p. ۹۱.
98. ↑  Fischer 1964، pp. 64–67; Rice 1990، p. 110; Service 2000، pp. 192–193; White 2001، pp. 84, 87–88; Read 2005، p. ۹۰.
99. ↑  Fischer 1964، p. 69; Rice 1990، p. 111; Service 2000، p. ۱۹۵.
100. ↑  Fischer 1964، pp. 81–82; Pipes 1990، pp. 372–375; Rice 1990، pp. 120–121; Service 2000، p. 206; White 2001، p. 102; Read 2005، pp. ۹۶–۹۷.
101. ↑  Fischer 1964، p. 70; Rice 1990، pp. ۱۱۴–۱۱۶.
102. ↑  Fischer 1964، pp. 68–69; Rice 1990، p. 112; Service 2000، pp. ۱۹۵–۱۹۶.
103. ↑  Fischer 1964، pp. 75–80; Rice 1990، p. 112; Pipes 1990، p. 384; Service 2000، pp. 197–199; Read 2005، p. ۱۰۳.
104. ↑  Rice 1990، p. 115; Service 2000، p. 196; White 2001، pp. ۹۳–۹۴.
105. ↑  Fischer 1964، pp. 71–72; Rice 1990، pp. 116–117; Service 2000، pp. 204–206; White 2001، pp. 96–97; Read 2005، p. ۹۵.
106. ↑  Fischer 1964، p. 72; Rice 1990، pp. 118–119; Service 2000، pp. 209–211; White 2001، p. 100; Read 2005، p. ۱۰۴.
107. ↑  Fischer 1964، pp. 93–94; Pipes 1990، p. 376; Rice 1990، p. 121; Service 2000، pp. 214–215; White 2001، pp. ۹۸–۹۹.
108. ↑  Rice 1990، p. 122; White 2001، p. ۱۰۰.
109. ↑  Service 2000، p. 216; White 2001، p. 103; Read 2005، p. ۱۰۵.
110. ↑  Fischer 1964، pp. 73–74; Rice 1990، pp. 122–123; Service 2000، pp. 217–218; Read 2005، p. ۱۰۵.
111. ↑  Rice 1990، p. 127; Service 2000، pp. ۲۲۲–۲۲۳.
112. ↑  Fischer 1964، p. 94; Pipes 1990، pp. 377–378; Rice 1990، pp. 127–128; Service 2000، pp. 223–225; White 2001، p. 104; Read 2005، p. ۱۰۵.
113. ↑  Fischer 1964، p. 94; Pipes 1990، p. 378; Rice 1990، p. 128; Service 2000، p. 225; White 2001، p. 104; Read 2005، p. ۱۲۷.
114. ↑  Fischer 1964، p. 107; Service 2000، p. ۲۳۶.
115. ↑  Fischer 1964، p. 85; Pipes 1990، pp. 378–379; Rice 1990، p. 127; Service 2000، p. 225; White 2001، pp. ۱۰۳–۱۰۴.
116. ↑  Fischer 1964، p. 94; Rice 1990، pp. 130–131; Pipes 1990، pp. 382–383; Service 2000، p. 245; White 2001، pp. 113–114, 122–113; Read 2005، pp. ۱۳۲–۱۳۴.
117. ↑  Fischer 1964، p. 85; Rice 1990، p. 129; Service 2000، pp. 227–228; Read 2005، p. ۱۱۱.
118. ↑  Pipes 1990، p. 380; Service 2000، pp. 230–231; Read 2005، p. ۱۳۰.
119. ↑  Rice 1990، p. 135; Service 2000، p. ۲۳۵.
120. ↑  Fischer 1964، pp. 95–100, 107; Rice 1990، pp. 132–134; Service 2000، pp. 245–246; White 2001، pp. 118–121; Read 2005، pp. ۱۱۶–۱۲۶.
121. ↑  Service 2000, pp. 241–242.
122. ↑  Service 2000, p. 243.
123. ↑  Service 2000, pp. 238–239.
124. ↑  Rice 1990، pp. 136–138; Service 2000، p. ۲۵۳.
125. ↑  Service 2000, pp. 254–255.
126. ↑  Fischer 1964، pp. 109–110; Rice 1990، p. 139; Pipes 1990، pp. 386, 389–391; Service 2000، pp. 255–256; White 2001، pp. ۱۲۷–۱۲۸.
127. ↑  Fischer 1964، p. 110–113; Rice 1990، pp. 140–144; Pipes 1990، pp. 391–392; Service 2000، pp. ۲۵۷–۲۶۰.
128. ↑  Fischer 1964، pp. 113, 124; Rice 1990، p. 144; Pipes 1990، p. 392; Service 2000، p. 261; White 2001، pp. ۱۳۱–۱۳۲.
129. ↑  Pipes 1990، pp. 393–394; Service 2000، p. 266; White 2001، pp. 132–135; Read 2005، pp. ۱۴۳, ۱۴۶–۱۴۷.
130. ↑  Service 2000، pp. 266–268, 279; White 2001، pp. 134–136; Read 2005، pp. ۱۴۷, ۱۴۸.
131. ↑  Service 2000، pp. 267, 271–272; Read 2005، pp. ۱۵۲, ۱۵۴.
132. ↑  Service 2000، p. 282; Read 2005، p. ۱۵۷.
133. ↑  Pipes 1990، p. 421; Rice 1990، p. 147; Service 2000، pp. 276, 283; White 2001، p. 140; Read 2005، p. ۱۵۷.
134. ↑  Pipes 1990، pp. 422–425; Rice 1990، pp. 147–148; Service 2000، pp. 283–284; Read 2005، pp. 158–61; White 2001، pp. 140–141; Read 2005، pp. ۱۵۷–۱۵۹.
135. ↑  Pipes 1990، pp. 431–434; Rice 1990، p. 148; Service 2000، pp. 284–285; White 2001، p. 141; Read 2005، p. ۱۶۱.
136. ↑  Fischer 1964، p. 125; Rice 1990، pp. 148–149; Service 2000، p. ۲۸۵.
137. ↑  Pipes 1990، pp. 436, 467; Service 2000، p. 287; White 2001، p. 141; Read 2005، p. ۱۶۵.
138. ↑  Pipes 1990، pp. 468–469; Rice 1990، p. 149; Service 2000، p. 289; White 2001، pp. 142–143; Read 2005، pp. ۱۶۶–۱۷۲.
139. ↑  Service 2000, p. 288.
140. ↑  Pipes 1990، p. 468; Rice 1990، p. 150; Service 2000، pp. 289–292; Read 2005، p. ۱۶۵.
141. ↑  Pipes 1990، pp. 439–465; Rice 1990، pp. 150–151; Service 2000، p. 299; White 2001، pp. 143–144; Read 2005، p. ۱۷۳.
142. ↑  Pipes 1990, p. 465.
143. ↑  Pipes 1990، pp. 465–467; White 2001، p. 144; Lee 2003، p. 17; Read 2005، p. ۱۷۴.
144. ↑  Pipes 1990، p. 471; Rice 1990، pp. 151–152; Read 2005، p. ۱۸۰.
145. ↑  Pipes 1990، pp. 473, 482; Rice 1990، p. 152; Service 2000، pp. 302–303; Read 2005، p. ۱۷۹.
146. ↑  Pipes 1990، pp. 482–484; Rice 1990، pp. 153–154; Service 2000، pp. 303–304; White 2001، pp. ۱۴۶–۱۴۷.
147. ↑  Pipes 1990، pp. 471–472; Service 2000، p. 304; White 2001، p. ۱۴۷.
148. ↑  Service 2000, pp. 306–307.
149. ↑  Rigby 1979، pp. 14–15; Leggett 1981، pp. 1–3; Pipes 1990، p. 466; Rice 1990، p. ۱۵۵.
150. ↑  Pipes 1990، pp. 485–486, 491; Rice 1990، pp. 157, 159; Service 2000، p. ۳۰۸.
151. ↑  Pipes 1990، pp. 492–493, 496; Service 2000، p. 311; Read 2005، p. ۱۸۲.
152. ↑  Pipes 1990، p. 491; Service 2000، p. ۳۰۹.
153. ↑  Pipes 1990، p. 499; Service 2000، pp. ۳۱۴–۳۱۵.
154. ↑  Pipes 1990، pp. 496–497; Rice 1990، pp. 159–161; Service 2000، pp. 314–315; Read 2005، p. ۱۸۳.
155. ↑  Pipes 1990، p. 504; Service 2000، p. ۳۱۵.
156. ↑  Service 2000, p. 316.
157. ↑  Shub 1966، p. 314; Service 2000، p. ۳۱۷.
158. ↑  Shub 1966، p. 315; Pipes 1990، pp. 540–541; Rice 1990، p. 164; Volkogonov 1994، p. 173; Service 2000، p. 331; Read 2005، p. ۱۹۲.
159. ↑  Volkogonov 1994، p. 176; Service 2000، pp. 331–332; White 2001، p. 156; Read 2005، p. ۱۹۲.
160. ↑  Rice 1990, p. 164.
161. ↑  Pipes 1990, pp. 546–547.
162. ↑  Pipes 1990، pp. 552–553; Rice 1990، p. 165; Volkogonov 1994، pp. 176–177; Service 2000، pp. 332, 336–337; Read 2005، p. ۱۹۲.
163. ↑  Fischer 1964، p. 158; Shub 1966، pp. 301–302; Rigby 1979، p. 26; Leggett 1981، p. 5; Pipes 1990، pp. 508, 519; Service 2000، pp. 318–319; Read 2005، pp. ۱۸۹–۱۹۰.
164. ↑  Rigby 1979، pp. 166–167; Leggett 1981، pp. 20–21; Pipes 1990، pp. 533–534, 537; Volkogonov 1994، p. 171; Service 2000، pp. 322–323; White 2001، p. 159; Read 2005، p. ۱۹۱.
165. ↑  Fischer 1964، pp. 219, 256, 379; Shub 1966، p. 374; Service 2000، p. 355; White 2001، p. 159; Read 2005، p. ۲۱۹.
166. ↑  Rigby 1979، pp. 160–164; Volkogonov 1994، pp. 374–375; Service 2000، p. ۳۷۷.
167. ↑  Fischer 1964, p. 432.
168. ↑  Sandle 1999، p. 74; Rigby 1979، pp. ۱۶۸–۱۶۹.
169. ↑  Leggett 1981، p. 316; Lee 2003، pp. ۹۸–۹۹.
170. ↑  Rigby 1979، pp. 160–161; Leggett 1981، p. 21; Lee 2003، p. ۹۹.
171. ↑  Service 2000، p. 388; Lee 2003، p. ۹۸.
172. ↑  Service 2000, p. 388.
173. ↑  Rigby 1979، pp. 168, 170; Service 2000، p. ۳۸۸.
174. ↑  Service 2000، pp. 325–326, 333; Read 2005، pp. ۲۱۱–۲۱۲.
175. ↑  Shub 1966، p. 361; Pipes 1990، p. 548; Volkogonov 1994، p. 229; Service 2000، pp. 335–336; Read 2005، p. ۱۹۸.
176. ↑  Fischer 1964، p. 156; Shub 1966، p. 350; Pipes 1990، p. 594; Volkogonov 1994، p. 185; Service 2000، p. 344; Read 2005، p. ۲۱۲.
177. ↑  Fischer 1964، pp. 320–321; Shub 1966، p. 377; Pipes 1990، pp. 94–595; Volkogonov 1994، pp. 187–188; Service 2000، pp. 346–347; Read 2005، p. ۲۱۲.
178. ↑  Service 2000, p. 345.
179. ↑  Fischer 1964، p. 466; Service 2000، p. ۳۴۸.
180. ↑  Fischer 1964، p. 280; Shub 1966، pp. 361–362; Pipes 1990، pp. 806–807; Volkogonov 1994، pp. 219–221; Service 2000، pp. 367–368; White 2001، p. ۱۵۵.
181. ↑  Fischer 1964، pp. 282–283; Shub 1966، pp. 362–363; Pipes 1990، pp. 807, 809; Volkogonov 1994، pp. 222–228; White 2001، p. ۱۵۵.
182. ↑  Volkogonov 1994, pp. 222, 231.
183. ↑  Service 2000, p. 369.
184. ↑  Fischer 1964، pp. 252–253; Pipes 1990، p. 499; Volkogonov 1994، p. 341; Service 2000، pp. 316–317; White 2001، p. 149; Read 2005، pp. ۱۹۴–۱۹۵.
185. ↑  Shub 1966، p. 310; Leggett 1981، pp. 5–6, 8, 306; Pipes 1990، pp. 521–522; Service 2000، pp. 317–318; White 2001، p. 153; Read 2005، pp. ۲۳۵–۲۳۶.
186. ↑  Fischer 1964، p. 249; Pipes 1990، p. 514; Service 2000، p. ۳۲۱.
187. ↑  Fischer 1964، p. 249; Pipes 1990، p. 514; Read 2005، p. ۲۱۹.
188. ↑  White 2001, pp. 159–160.
189. ↑  Fischer 1964, p. 249.
190. ↑  Sandle 1999، p. 84; Read 2005، p. ۲۱۱.
191. ↑  Leggett 1981، pp. 172–173; Pipes 1990، pp. 796–797; Read 2005، p. ۲۴۲.
192. ↑  Leggett 1981، p. 172; Pipes 1990، pp. 798–799; Ryan 2012، p. ۱۲۱.
193. ↑  Hazard 1965، p. 270; Leggett 1981، p. 172; Pipes 1990، pp. ۷۹۶–۷۹۷.
194. ↑  Volkogonov 1994, p. 170.
195. 1 2  Service 2000, p. 321.
196. ↑  Fischer 1964, pp. 260–261.
197. ↑  Sandle 1999, p. 174.
198. ↑  Fischer 1964، pp. 554–555; Sandle 1999، p. ۸۳.
199. ↑  Sandle 1999, pp. 122–123.
200. ↑  David 1974, p. 417.
201. ↑  Fischer 1964، p. 552; Leggett 1981، p. 308; Sandle 1999، p. 126; Read 2005، pp. 238–239; Ryan 2012، pp. ۱۷۶, ۱۸۲.
202. ↑  Volkogonov 1994، p. 373; Leggett 1981، p. 308; Ryan 2012، p. ۱۷۷.
203. ↑  Pipes 1990، p. 709; Service 2000، p. ۳۲۱.
204. ↑  Volkogonov 1994, p. 171.
205. ↑  Rigby 1979، pp. 45–46; Pipes 1990، pp. 682, 683; Service 2000، p. 321; White 2001، p. ۱۵۳.
206. ↑  Rigby 1979، p. 50; Pipes 1990، p. 689; Sandle 1999، p. 64; Service 2000، p. 321; Read 2005، p. ۲۳۱.
207. ↑  Fischer 1964، pp. 437–438; Pipes 1990، p. 709; Sandle 1999، pp. ۶۴, ۶۸.
208. ↑  Fischer 1964، pp. 263–264; Pipes 1990، p. ۶۷۲.
209. ↑  Fischer 1964, p. 264.
210. ↑  Pipes 1990، pp. 681, 692–693; Sandle 1999، pp. ۹۶–۹۷.
211. ↑  Pipes 1990، pp. 692–693; Sandle 1999، p. ۹۷.
212. 1 2  Fischer 1964، p. 236; Service 2000، pp. ۳۵۱–۳۵۲.
213. ↑  Fischer 1964, pp. 259, 444–445.
214. ↑  Sandle 1999, p. 120.
215. ↑  Service 2000, pp. 354–355.
216. ↑  Fischer 1964، pp. 307–308; Volkogonov 1994، pp. 178–179; White 2001، p. 156; Read 2005، pp. 252–253; Ryan 2012، pp. ۱۲۳–۱۲۴.
217. ↑  Shub 1966، pp. 329–330; Service 2000، p. 385; White 2001، p. 156; Read 2005، pp. 253–254; Ryan 2012، p. ۱۲۵.
218. ↑  Shub 1966, p. 383.
219. ↑  Shub 1966، p. 331; Pipes 1990، p. ۵۶۷.
220. ↑  Fischer 1964، p. 151; Pipes 1990، p. 567; Service 2000، p. ۳۳۸.
221. ↑  Fischer 1964، pp. 190–191; Shub 1966، p. 337; Pipes 1990، p. 567; Rice 1990، p. ۱۶۶.
222. ↑  Fischer 1964، pp. 151–152; Pipes 1990، pp. ۵۷۱–۵۷۲.
223. ↑  Fischer 1964، p. 154; Pipes 1990، p. 572; Rice 1990، p. ۱۶۶.
224. ↑  Fischer 1964، p. 161; Shub 1966، p. 331; Pipes 1990، p. ۵۷۶.
225. ↑  Fischer 1964، pp. 162–163; Pipes 1990، p. ۵۷۶.
226. ↑  Fischer 1964، pp. 171–172, 200–202; Pipes 1990، p. ۵۷۸.
227. ↑  Rice 1990، p. 166; Service 2000، p. ۳۳۸.
228. ↑  Service 2000, p. 338.
229. ↑  Fischer 1964، p. 195; Shub 1966، pp. 334, 337; Service 2000، pp. 338–339, 340; Read 2005، p. ۱۹۹.
230. ↑  Fischer 1964، pp. 206, 209; Shub 1966، p. 337; Pipes 1990، pp. 586–587; Service 2000، pp. ۳۴۰–۳۴۱.
231. ↑  Pipes 1990، p. 587; Rice 1990، pp. 166–167; Service 2000، p. 341; Read 2005، p. ۱۹۹.
232. ↑  Shub 1966، p. 338; Pipes 1990، pp. 592–593; Service 2000، p. ۳۴۱.
233. ↑  Fischer 1964، pp. 211–212; Shub 1966، p. 339; Pipes 1990، p. 595; Rice 1990، p. 167; Service 2000، p. 342; White 2001، pp. ۱۵۸–۱۵۹.
234. ↑  Pipes 1990، p. 595; Service 2000، p. ۳۴۲.
235. ↑  Fischer 1964، pp. 213–214; Pipes 1990، pp. ۵۹۶–۵۹۷.
236. ↑  Service 2000, p. 344.
237. ↑  Fischer 1964، pp. 313–314; Shub 1966، pp. 387–388; Pipes 1990، pp. 667–668; Volkogonov 1994، pp. 193–194; Service 2000، p. ۳۸۴.
238. ↑  Fischer 1964، pp. 303–304; Pipes 1990، p. 668; Volkogonov 1994، p. 194; Service 2000، p. ۳۸۴.
239. ↑  Fischer 1964، p. 236; Pipes 1990، pp. 558, 723; Rice 1990، p. 170; Volkogonov 1994، p. ۱۹۰.
240. ↑  Fischer 1964، pp. 236–237; Shub 1966، p. 353; Pipes 1990، pp. 560, 722, 732–736; Rice 1990، p. 170; Volkogonov 1994، pp. 181, 342–343; Service 2000، pp. 349, 358–359; White 2001، p. 164; Read 2005، p. ۲۱۸.
241. ↑  Fischer 1964، p. 254; Pipes 1990، pp. 728, 734–736; Volkogonov 1994، p. 197; Ryan 2012، p. ۱۰۵.
242. ↑  Fischer 1964، pp. 277–278; Pipes 1990، p. 737; Service 2000، p. 365; White 2001، pp. 155–156; Ryan 2012، p. ۱۰۶.
243. ↑  Fischer 1964، p. 450; Pipes 1990، p. ۷۲۶.
244. ↑  Pipes 1990، pp. 700–702; Lee 2003، p. ۱۰۰.
245. ↑  Fischer 1964، p. 195; Pipes 1990، p. 794; Volkogonov 1994، p. 181; Read 2005، p. ۲۴۹.
246. ↑  Fischer 1964, p. 237.
247. ↑  Service 2000، p. 385; White 2001، p. 164; Read 2005، p. ۲۱۸.
248. ↑  Shub 1966، p. 344; Pipes 1990، pp. 790–791; Volkogonov 1994، pp. 181, 196; Read 2005، pp. ۲۴۷–۲۴۸.
249. ↑  Shub 1966, p. 312.
250. ↑  Fischer 1964, pp. 435–436.
251. ↑  Shub 1966، pp. 345–347; Rigby 1979، pp. 20–21; Pipes 1990، p. 800; Volkogonov 1994، p. 233; Service 2000، pp. 321–322; White 2001، p. 153; Read 2005، pp. ۱۸۶, ۲۰۸–۲۰۹.
252. ↑  Leggett 1981، p. 174; Volkogonov 1994، pp. 233–234; Sandle 1999، p. 112; Ryan 2012، p. ۱۱۱.
253. ↑  Shub 1966، p. 366; Sandle 1999، p. ۱۱۲.
254. ↑  Ryan 2012, p. 116.
255. ↑  Pipes 1990، p. 821; Ryan 2012، pp. ۱۱۴–۱۱۵.
256. ↑  Shub 1966، p. 366; Sandle 1999، p. 113; Read 2005، p. 210; Ryan 2012، pp. ۱۱۴–۱۱۵.
257. ↑  Leggett 1981، pp. 173–174; Pipes 1990، p. ۸۰۱.
258. ↑  Leggett 1981، pp. 199–200; Pipes 1990، pp. 819–820; Ryan 2012، p. ۱۰۷.
259. ↑  Shub 1966، p. 364; Ryan 2012، p. ۱۱۴.
260. ↑  Ryan 2012, p. 114.
261. ↑  Pipes 1990, p. 834.
262. ↑  Volkogonov 1994، p. 202; Read 2005، p. ۲۴۷.
263. ↑  Pipes 1990, p. 796.
264. ↑  Volkogonov 1994, p. 202.
265. ↑  Pipes 1990، p. 825; Ryan 2012، pp. ۱۱۷, ۱۲۰.
266. ↑  Leggett 1981، pp. 174–175, 183; Pipes 1990، pp. 828–829; Ryan 2012، p. ۱۲۱.
267. ↑  Pipes 1990, pp. 829–830, 832.
268. ↑  Leggett 1981، pp. 176–177; Pipes 1990، pp. ۸۳۲, ۸۳۴.
269. ↑  Pipes 1990، p. 835; Volkogonov 1994، p. ۲۳۵.
270. ↑  Leggett 1981، p. 178; Pipes 1990، p. ۸۳۶.
271. ↑  Leggett 1981، p. 176; Pipes 1990، pp. ۸۳۲–۸۳۳.
272. ↑  Volkogonov 1994، pp. 358–360; Ryan 2012، pp. ۱۷۲–۱۷۳, ۱۷۵–۱۷۶.
273. ↑  Volkogonov 1994، pp. 376–377; Read 2005، p. 239; Ryan 2012، p. ۱۷۹.
274. ↑  Volkogonov 1994, p. 381.
275. 1 2  Service 2000, p. 357.
276. ↑  Service 2000, pp. 391–392.
277. ↑  Lee 2003, pp. 84, 88.
278. ↑  Shub 1966، p. 355; Leggett 1981، p. 204; Rice 1990، pp. 173, 175; Volkogonov 1994، p. 198; Service 2000، pp. 357, 382; Read 2005، p. ۱۸۷.
279. ↑  Fischer 1964، pp. 334, 343, 357; Leggett 1981، p. 204; Service 2000، pp. 382, 392; Read 2005، pp. ۲۰۵–۲۰۶.
280. ↑  Leggett 1981، p. 204; Read 2005، p. ۲۰۶.
281. ↑  Fischer 1964، pp. 288–289; Pipes 1990، pp. 624–630; Service 2000، p. 360; White 2001، pp. 161–162; Read 2005، p. ۲۰۵.
282. ↑  Fischer 1964، p. 291; Shub 1966، p. ۳۵۴.
283. ↑  Fischer 1964, pp. 331, 333.
284. ↑  Pipes 1990، pp. 610, 612; Volkogonov 1994، p. ۱۹۸.
285. ↑  Fischer 1964، p. 337; Pipes 1990، pp. 609, 612, 629; Volkogonov 1994، p. 198; Service 2000، p. 383; Read 2005، p. ۲۱۷.
286. ↑  Fischer 1964, pp. 248, 262.
287. ↑  Fischer 1964، p. 251; White 2001، p. 163; Read 2005، p. 220.
288. ↑  Pipes 1990، p. 651; Volkogonov 1994، p. 200; White 2001، p. 162; Lee 2003، p. ۸۱.
289. ↑  Leggett 1981، p. 201; Pipes 1990، p. 792; Volkogonov 1994، pp. 202–203; Read 2005، p. ۲۵۰.
290. ↑  Leggett 1981، p. 201; Volkogonov 1994، pp. ۲۰۳–۲۰۴.
291. ↑  Shub 1966، pp. 357–358; Pipes 1990، pp. 781–782; Volkogonov 1994، pp. 206–207; Service 2000، pp. ۳۶۴–۳۶۵.
292. ↑  Pipes 1990، pp. 763, 770–771; Volkogonov 1994، p. ۲۱۱.
293. ↑  Ryan 2012, p. 109.
294. ↑  Volkogonov 1994, p. 208.
295. ↑  Pipes 1990, p. 635.
296. ↑  Fischer 1964، p. 244; Shub 1966، p. 355; Pipes 1990، pp. 636–640; Service 2000، pp. 360–361; White 2001، p. 159; Read 2005، p. ۱۹۹.
297. ↑  Fischer 1964، p. 242; Pipes 1990، pp. 642–644; Read 2005، p. ۲۵۰.
298. ↑  Fischer 1964، p. 244; Pipes 1990، p. 644; Volkogonov 1994، p. ۱۷۲.
299. ↑  Leggett 1981، p. 184; Service 2000، p. 402; Read 2005، p. ۲۰۶.
300. ↑  Hall 2015, p. 83.
301. ↑  Goldstein 2013, p. 50.
302. ↑  Hall 2015, p. 84.
303. ↑  Davies 2003, pp. 26–27.
304. ↑  Davies 2003, pp. 27–30.
305. ↑  Davies 2003, pp. 22, 27.
306. ↑  Fischer 1964، p. 389; Rice 1990، p. 182; Volkogonov 1994، p. 281; Service 2000، p. 407; White 2001، p. 161; Davies 2003، pp. ۲۹–۳۰.
307. ↑  Davies 2003, p. 22.
308. ↑  Fischer 1964، p. 389; Rice 1990، p. 182; Volkogonov 1994، p. 281; Service 2000، p. 407; White 2001، p. ۱۶۱.
309. ↑  Fischer 1964، pp. 391–395; Shub 1966، p. 396; Rice 1990، pp. 182–183; Service 2000، pp. 408–409, 412; White 2001، p. ۱۶۱.
310. ↑  Rice 1990، p. 183; Volkogonov 1994، p. 388; Service 2000، p. ۴۱۲.
311. ↑  Shub 1966، p. 387; Rice 1990، p. ۱۷۳.
312. ↑  Fischer 1964، p. 333; Shub 1966، p. 388; Rice 1990، p. 173; Volkogonov 1994، p. ۳۹۵.
313. 1 2  Service 2000, pp. 385–386.
314. ↑  Fischer 1964, pp. 531, 536.
315. ↑  Service 2000, p. 386.
316. ↑  Shub 1966, pp. 389–390.
317. 1 2  Shub 1966, p. 390.
318. ↑  Fischer 1964، p. 525; Shub 1966، p. 390; Rice 1990، p. 174; Volkogonov 1994، p. 390; Service 2000، p. 386; White 2001، p. 160; Read 2005، p. ۲۲۵.
319. ↑  Fischer 1964، p. 525; Shub 1966، pp. 390–391; Rice 1990، p. 174; Service 2000، p. 386; White 2001، p. ۱۶۰.
320. ↑  Service 2000، p. 387; White 2001، p. ۱۶۰.
321. ↑  Fischer 1964، p. 525; Shub 1966، p. 398; Read 2005، pp. ۲۲۵–۲۲۶.
322. ↑  Service 2000, p. 387.
323. ↑  Shub 1966، p. 395; Volkogonov 1994، p. ۳۹۱.
324. ↑  Shub 1966، p. 397; Service 2000، p. ۴۰۹.
325. ↑  Service 2000, pp. 409–410.
326. ↑  Fischer 1964، pp. 415–420; White 2001، pp. ۱۶۱, ۱۸۰–۱۸۱.
327. ↑  Service 2000, p. 410.
328. ↑  Shub 1966, p. 397.
329. ↑  Fischer 1964، p. 341; Shub 1966، p. 396; Rice 1990، p. ۱۷۴.
330. ↑  Fischer 1964، pp. 437–438; Shub 1966، p. 406; Rice 1990، p. 183; Service 2000، p. 419; White 2001، pp. ۱۶۷–۱۶۸.
331. ↑  Shub 1966، p. 406; Service 2000، p. 419; White 2001، p. ۱۶۷.
332. ↑  Fischer 1964، pp. 436, 442; Rice 1990، pp. 183–184; Sandle 1999، pp. 104–105; Service 2000، pp. 422–423; White 2001، p. 168; Read 2005، p. ۲۶۹.
333. ↑  White 2001, p. 170.
334. ↑  Fischer 1964، pp. 507–508; Rice 1990، pp. ۱۸۵–۱۸۶.
335. ↑  Ryan 2012, p. 164.
336. ↑  Volkogonov 1994, pp. 343, 347.
337. ↑  Fischer 1964، p. 508; Shub 1966، p. 414; Volkogonov 1994، p. 345; White 2001، p. ۱۷۲.
338. ↑  Volkogonov 1994, p. 346.
339. ↑  Volkogonov 1994, pp. 374–375.
340. ↑  Volkogonov 1994، pp. 375–376; Read 2005، p. 251; Ryan 2012، pp. ۱۷۶, ۱۷۷.
341. ↑  Volkogonov 1994، p. 376; Ryan 2012، p. ۱۷۸.
342. ↑  Fischer 1964، p. 467; Shub 1966، p. 406; Volkogonov 1994، p. 343; Service 2000، p. 425; White 2001، p. 168; Read 2005، p. 220; Ryan 2012، p. ۱۵۴.
343. ↑  Fischer 1964، p. 459; Leggett 1981، pp. 330–333; Service 2000، pp. 423–424; White 2001، p. 168; Ryan 2012، pp. ۱۵۴–۱۵۵.
344. ↑  Shub 1966، pp. 406–407; Leggett 1981، pp. 324–325; Rice 1990، p. 184; Read 2005، p. 220; Ryan 2012، p. ۱۷۰.
345. ↑  Fischer 1964، pp. 469–470; Shub 1966، p. 405; Leggett 1981، pp. 325–326; Rice 1990، p. 184; Service 2000، p. 427; White 2001، p. 169; Ryan 2012، p. ۱۷۰.
346. ↑  Fischer 1964، pp. 470–471; Shub 1966، pp. 408–409; Leggett 1981، pp. 327–328; Rice 1990، pp. 184–185; Service 2000، pp. 427–428; Ryan 2012، pp. ۱۷۱–۱۷۲.
347. ↑  Shub 1966، p. 411; Rice 1990، p. 185; Service 2000، pp. 421, 424–427, 429.
348. ↑  Fischer 1964، pp. 479–480; Sandle 1999، p. 155; Service 2000، p. 430; White 2001، pp. ۱۷۰, ۱۷۱.
349. ↑  Shub 1966، p. 411; Sandle 1999، pp. 153, 158; Service 2000، p. 430; White 2001، p. 169; Read 2005، pp. ۲۶۴–۲۶۵.
350. ↑  Shub 1966، p. 412; Service 2000، p. 430; Read 2005، p. 266; Ryan 2012، p. ۱۵۹.
351. ↑  Fischer 1964، p. 479; Shub 1966، p. 412; Sandle 1999، p. 155; Ryan 2012، p. ۱۵۹.
352. ↑  Sandle 1999، p. 151; Service 2000، p. 422; White 2001، p. ۱۷۱.
353. ↑  Service 2000, pp. 421, 434.
354. ↑  Pipes 1990، pp. 703–707; Sandle 1999، p. 103; Ryan 2012، p. ۱۴۳.
355. ↑  Fischer 1964، pp. 423, 582; Sandle 1999، p. 107; White 2001، p. 165; Read 2005، p. ۲۳۰.
356. ↑  Fischer 1964, pp. 567–569.
357. ↑  Fischer 1964، pp. 574, 576–577; Service 2000، pp. ۴۳۲, ۴۴۱.
358. ↑  Fischer 1964, pp. 424–427.
359. 1 2 3 4 5 6  مایک تامسون-رادیو چهار بی‌بی‌سی (۲۲ فروردین ۱۳۹۰). «بریتانیا در ترور لنین دست داشت؟». بی‌بی‌سی فارسی.
360. ↑  https://www.marxists.org/archive/lenin/bio/timeline.htm
361. ↑  Fischer 1964، صص 673-674. Shub 1966، ص. 438؛ Rice 1990، ص 194؛ Volkogonov 1994، ص 435؛ Service 2000، صص 478-479. White 2001، ص. 176؛ Read 2005، ص. 269.
362. ↑  Volkogonov 1994، ص 435؛ Lerner, Finkelstein & Witztum 2004، ص 372
363. ↑  Lenin Lab: the team keeping the first Soviet leader embalmed
364. ↑  «لنین و میرزا کوچک خان جنگلی». بولتن نیوز. ۲۰۱۱-۱۱-۲۷. بایگانی‌شده از اصلی در ۲۷ نوامبر ۲۰۱۱. دریافت‌شده در ۲۰۱۵-۰۶-۱۶.
365. 1 2 3  مهدی شبانی-مستندساز ساکن ترکیه (۴ اردیبهشت ۱۳۹۹). «چهار پرده از لنین و لنینیسم در ایران». بی‌بی‌سی فارسی.
366. 1 2 3 4  Ryan 2012, p. 18.
367. ↑  Volkogonov 1994, p. 409.
368. ↑  Sandle 1999، p. 35; Service 2000، p. ۲۳۷.
369. 1 2 3  Sandle 1999, p. 41.
370. ↑  Volkogonov 1994, p. 206.
371. ↑  Sandle 1999, p. 35.
372. ↑  Shub 1966, p. 432.
373. ↑  Sandle 1999, pp. 42–43.
374. ↑  Sandle 1999, p. 38.
375. ↑  Sandle 1999, pp. 43–44, 63.
376. ↑  Sandle 1999, p. 36.
377. ↑  Service 2000, p. 203.
378. ↑  Service 2000, p. 173.
379. ↑  Sandle 1999، p. 29; White 2001، p. ۱.
380. ↑  Sandle 1999، p. 57; White 2001، p. ۱۵۱.
381. ↑  Sandle 1999, p. 34.
382. ↑  White 2001, pp. 150–151.
383. 1 2 3  Ryan 2012, p. 19.
384. 1 2  Ryan 2012, p. 3.
385. 1 2  Rice 1990, p. 121.
386. ↑  Volkogonov 1994, p. 471.
387. ↑  Shub 1966, p. 443.
388. ↑  Fischer 1964، p. 310; Shub 1966، p. ۴۴۲.
389. ↑  Sandle 1999, pp. 36–37.
390. ↑  Fischer 1964، p. 54; Shub 1966، p. 423; Pipes 1990، p. ۳۵۲.
391. ↑  Fischer 1964, pp. 88–89.
392. ↑  Fischer 1964، p. 87; Montefiore 2007، p. ۲۶۶.
393. ↑  Fischer 1964, p. 87.
394. ↑  Fischer 1964, pp. 91, 93.
395. ↑  Montefiore 2007, p. 266.
396. ↑  Page 1948، p. 17; Page 1950، p. ۳۵۴.
397. ↑  Page 1950, p. 355.
398. ↑  Page 1950, p. 342.
399. ↑  Service 2000، pp. 159, 202; Read 2005، p. ۲۰۷.
400. ↑  Fischer 1964, pp. 47, 148.
401. ↑  Pipes 1990, pp. 348, 351.
402. ↑  Volkogonov 1994, p. 246.
403. ↑  Fischer 1964, p. 57.
404. ↑  Service 2000, p. 73.
405. ↑  Fischer 1964، p. 44; Service 2000، p. ۸۱.
406. ↑  Service 2000, p. 118.
407. ↑  Service 2000، p. 232; Lih 2011، p. ۱۳.
408. ↑  White 2001, p. 88.
409. ↑  Volkogonov 1994, p. 362.
410. ↑  Fischer 1964, p. 409.
411. ↑  Read 2005, p. 262.
412. ↑  Fischer 1964، pp. 40–41; Volkogonov 1994، p. 373; Service 2000، p. ۱۴۹.
413. ↑  Service 2000, p. 116.
414. ↑  Pipes 1996، p. 11; Read 2005، p. ۲۸۷.
415. ↑  Read 2005, p. 259.
416. ↑  Fischer 1964، p. 67; Pipes 1990، p. 353; Read 2005، pp. ۲۰۷, ۲۱۲.
417. ↑  Petrovsky-Shtern 2010, p. 93.
418. ↑  Pipes 1990, p. 353.
419. ↑  Fischer 1964, p. 69.
420. ↑  Service 2000، p. 244; Read 2005، p. ۱۵۳.
421. ↑  Fischer 1964, p. 59.
422. ↑  Fischer 1964، p. 45; Pipes 1990، p. 350; Volkogonov 1994، p. 182; Service 2000، p. 177; Read 2005، p. 208; Ryan 2012، p. ۶.
423. ↑  Fischer 1964، p. 415; Shub 1966، p. 422; Read 2005، p. ۲۴۷.
424. ↑  Service 2000, p. 293.
425. ↑  Service 2000, p. 242.
426. ↑  Fischer 1964، p. 56; Rice 1990، p. 106; Service 2000، p. ۱۶۰.
427. ↑  Fischer 1964، p. 56; Service 2000، p. ۱۸۸.
428. ↑  Read 2005, pp. 20, 64, 132–37.
429. ↑  Fischer 1964, p. 367.
430. ↑  Shub 1966, p. 423.
431. ↑  Fischer 1964, p. 368.
432. ↑  Pipes 1990, p. 812.
433. ↑  Service 2000, pp. 99–100, 160.
434. ↑  Fischer 1964, p. 245.
435. ↑  Pipes 1990، pp. 349–350; Read 2005، pp. ۲۸۴, ۲۵۹–۲۶۰.
436. ↑  Fischer 1964، pp. 489, 491; Shub 1966، pp. 420–421; Sandle 1999، p. 125; Read 2005، p. ۲۳۷.
437. ↑  Fischer 1964، p. 79; Read 2005، p. ۲۳۷.
438. ↑  Service 2000, p. 199.
439. ↑  Shub 1966، p. 424; Service 2000، p. 213; Rappaport 2010، p. ۳۸.
440. ↑  Read 2005, p. 19.
441. ↑  Fischer 1964، p. 515; Volkogonov 1994، p. ۲۴۶.
442. ↑  Petrovsky-Shtern 2010, p. 67.
443. ↑  Service 2000, p. 453.
444. ↑  Service 2000, p. 389.
445. ↑  Pipes 1996، p. 11; Service 2000، p. ۳۸۹–۴۰۰.
446. ↑  Volkogonov 1994, p. 326.
447. ↑  Service 2000, p. 391.
448. ↑  Volkogonov 1994, p. 259.
449. ↑  Read 2005, p. 284.
450. ↑  Fischer 1964, p. 414.
451. ↑  Liebman 1975, pp. 19–20.
452. ↑  Encyclopedia Britannica.
453. ↑  White 2001, p. iix.
454. ↑  Service 2000, p. 488.
455. 1 2  Read 2005, p. 283.
456. 1 2  Ryan 2012, p. 5.
457. ↑  Time, 13 April 1998.
458. ↑  Time, 4 February 2011.
459. ↑  Lee 2003، p. 14; Ryan 2012، p. ۳.
460. ↑  Lee 2003, p. 14.
461. 1 2  Lee 2003, p. 123.
462. ↑  Lee 2003, p. 124.
463. ↑  Fischer 1964، p. 516; Shub 1966، p. 415; Leggett 1981، p. 364; Volkogonov 1994، pp. ۳۰۷, ۳۱۲.
464. ↑  Leggett 1981, p. 364.
465. ↑  Lewin 1969، p. 12; Rigby 1979، pp. x, 161; Sandle 1999، p. 164; Service 2000، p. 506; Lee 2003، p. 97; Read 2005، p. 190; Ryan 2012، p. ۹.
466. ↑  Fischer 1964، p. 417; Shub 1966، p. 416; Pipes 1990، p. 511; Pipes 1996، p. 3; Read 2005، p. ۲۴۷.
467. ↑  Ryan 2012, p. 1.
468. ↑  Fischer 1964, p. 524.
469. ↑  Volkogonov 1994, p. 313.
470. ↑  Lee 2003, p. 120.
471. ↑  Ryan 2012, p. 191.
472. ↑  Ryan 2012, p. 184.
473. ↑  Biography.
474. ↑  Ryan 2012، p. 3; Budgen، Kouvelakis و Žižek 2007، pp. ۱–۴.
475. ↑  Volkogonov 1994، p. 327; Tumarkin 1997، p. 2; White 2001، p. 185; Read 2005، p. ۲۶۰.
476. ↑  Tumarkin 1997, p. 2.
477. ↑  Pipes 1990، p. 814; Service 2000، p. 485; White 2001، p. 185; Petrovsky-Shtern 2010، p. 114; Read 2005، p. ۲۸۴.
478. 1 2 3  Volkogonov 1994, p. 328.
479. 1 2 3  Service 2000, p. 486.
480. ↑  Volkogonov 1994، p. 437; Service 2000، p. ۴۸۲.
481. ↑  Lih 2011, p. 22.
482. ↑  Volkogonov 1994, p. 440.
483. ↑  Shub 1966، p. 439; Pipes 1996، p. 1; Service 2000، p. ۴۸۲.
484. ↑  Pipes 1996, p. 1.
485. ↑  Service 2000، p. 484; White 2001، p. 185; Read 2005، pp. ۲۶۰, ۲۸۴.
486. ↑  Volkogonov 1994, pp. 274–275.
487. ↑  Volkogonov 1994, p. 262.
488. ↑  Volkogonov 1994, p. 261.
489. ↑  Volkogonov 1994, p. 263.
490. ↑  Petrovsky-Shtern 2010، p. 99; Lih 2011، p. ۲۰.
491. 1 2  Read 2005, p. 6.
492. ↑  Petrovsky-Shtern 2010, p. 108.
493. ↑  Petrovsky-Shtern 2010, pp. 134, 159–161.
494. ↑  Service 2000, p. 485.
495. ↑  Pipes 1996، pp. 1–2; White 2001، p. ۱۸۳.
496. ↑  Volkogonov 1994، pp. 452–453; Service 2000، pp. 491–492; Lee 2003، p. ۱۳۱.
497. ↑  Service 2000, pp. 491–492.
498. ↑  Pipes 1996, pp. 2–3.
499. ↑  Service 2000, p. 492.
500. ↑  The Moscow Times, 24 October 2013.
501. ↑  BBC, 14 October 2012.
502. ↑  BBC, 22 February 2014.
503. ↑  BBC, 14 April 2015.
504. ↑  Shub 1966, p. 10.
505. ↑  Liebman 1975, p. 22.
506. ↑  Shub 1966، p. 9; Service 2000، p. ۴۸۲.
507. ↑  Lee 2003, p. 132.
508. ↑  Lee 2003, pp. 132–133.